# Francia
La Francia (in francese France, AFI: /fʁɑ̃s/), ufficialmente Repubblica francese (in francese: République française), è uno Stato dell'Europa occidentale, ma che possiede territori disseminati su più oceani e altri continenti.
La Francia è una repubblica costituzionale unitaria, avente un regime semipresidenziale. Parigi è la capitale, la lingua ufficiale è il francese, le monete ufficiali sono l'euro e il franco CFP nei territori dell'oceano Pacifico. Il motto della Francia è «Liberté, Égalité, Fraternité» e la bandiera è costituita da tre bande verticali di uguali dimensioni di colore blu, bianco e rosso. L'inno nazionale è La Marsigliese.
È uno Stato formatosi all'inizio dell'Alto Medioevo, che prende il suo nome dal popolo germanico dei Franchi. Dall'inizio del XVII secolo alla prima metà del XX secolo, ha posseduto un vasto impero coloniale. Nella seconda metà del XX secolo è stata uno degli Stati fondatori dell'Unione europea. Inoltre, è la terza potenza nucleare mondiale, uno dei membri permanenti del Consiglio di sicurezza delle Nazioni unite e uno Stato aderente alla NATO. Ugualmente è membro del G7, del G20, della zona euro, dello spazio Schengen e ospita la sede del Consiglio d'Europa, del Parlamento europeo e dell'UNESCO. La Francia possiede una certa influenza in materia politica, economica, militare e culturale in Europa e nel mondo come media potenza.
Esercita la propria sovranità su territori presenti in tre oceani e quattro continenti. La sua geopolitica è importante a livello mondiale, perché possiede un gran numero di ambasciate e consolati, secondo solo a quello degli Stati Uniti, e dispone di basi militari su tutti i continenti. La Francia detiene la prima zona economica esclusiva (spazio marittimo) al mondo, al quale si aggiunge un'estensione di piattaforma continentale di 579899 km² nel 2015.
Al 1º gennaio 2016 la popolazione totale della Francia è di circa 67,2 milioni d'abitanti, secondo le stime pubblicate dall'INSEE, di cui 64 513 000 nelle regioni metropolitane, 2 114 000 nelle regioni d'oltremare e 604 400 nelle collettività d'oltremare e in Nuova Caledonia. È il secondo Stato più popolato dell'Unione europea dopo la Germania. Inoltre, è anche lo Stato più esteso dell'Unione europea e il terzo paese più vasto d'Europa. È, nel 2014, la terza potenza economica europea dopo la Germania e il Regno Unito, nonché la sesta potenza economica mondiale per prodotto interno lordo nominale (nona a parità di potere d'acquisto) e possiede un livello di vita molto elevato. Antica potenza coloniale, la sua cultura si è diffusa attraverso il mondo ed è oggi membro dell'Organizzazione internazionale della francofonia. La lingua francese è, dopo l'inglese, la seconda lingua più studiata al mondo ed è una delle sei lingue ufficiali (e una delle due lingue di lavoro) dell'ONU.

## Storia

### Preistoria, protostoria e antichità
La presenza umana sul territorio dell'odierna Francia risale addirittura al Paleolitico inferiore. Uno dei siti più antichi (1 800 000 anni fa), contestato da alcuni storici, è il sito di Chilhac (Alta Loira). Il territorio francese presenta un numero significativo di grotte decorate del Paleolitico superiore, di cui la più famosa è probabilmente Lascaux (Dordogna, 15 000 anni fa). A partire da circa 7 000 anni fa, tutta la regione entra nel Neolitico, il più antico villaggio noto fu il sito di Courthézon (Vaucluse), datato 4560 a.C.
Arrivati in Francia intorno al 900 a.C. i Celti (Galli) ne occuparono gran parte del territorio verso il III secolo a.C. Nel 680 a.C. circa la costa mediterranea vide l'arrivo dei primi coloni greci, con la fondazione di una colonia presso Antibes.
La regione più meridionale della Gallia passò sotto la dominazione romana nel 125 a.C. (Gallia Narbonense), e successivamente il resto del territorio nel 51 a.C., dopo la guerra di Gallia. Sotto l'Impero romano, si sviluppò una civiltà gallo-romana prospera, portando alla Francia una base di cultura latina e indirettamente, alla successiva cristianizzazione, che si verifica lentamente tra il II e il VI secolo.

### Nascita, crisi e trasformazione del Regno franco nel Medioevo
La conversione al cristianesimo del capo franco Clodoveo, battezzato a Reims il 24 dicembre 496 dal vescovo san Rémi, fece di lui un alleato della Chiesa e gli permise di conquistare buona parte della Gallia a cavallo tra il V e il VI secolo. L'unione tra le eredità gallo-romane, l'apporto germanico e il cristianesimo è stato lungo e difficile, poiché i Franchi erano in origine una società guerriera le cui leggi erano molto lontane dal diritto romano e dai principi cristiani. Mentre la debolezza demografica del regno franco portò a un declino nelle città, il cristianesimo prese piede attraverso la fondazione di chiese rurali e, soprattutto, di numerosi monasteri. Se il potere di Clodoveo sembrava inizialmente solido, la dinastia dei Merovingi si trovò presto in gravi difficoltà e scomparve nel 751, quando Pipino il Breve fu incoronato re dei Franchi, fondando così la dinastia dei Carolingi.
Pipino il Breve e suo figlio Carlo Magno espansero notevolmente il regno franco, che alla fine dell'VIII secolo copriva più di un milione di chilometri quadrati. L'immenso Impero carolingio era controllato da un'amministrazione centrale con sede ad Aquisgrana (Aix-la-Chapelle), e dai conti rappresentanti Carlo Magno sparsi su tutto l'impero e sorvegliati dai missi dominici. Carlo Magno, incoronato nell'800 imperatore dell'Occidente, rilanciò le arti liberali nell'istruzione e fece sì che il palazzo di Aquisgrana diventasse un centro di attività intellettuale e artistica di alto livello. Cionondimeno, dopo la morte dell'imperatore, i suoi conti e vassalli riuscirono gradualmente a rendere ereditarie le loro cariche e i nipoti di Carlo Magno si spartirono l'Impero nel trattato di Verdun (843); Carlo il Calvo ottenne la Francia occidentalis, che corrispondeva all'incirca ai due terzi occidentali dell'attuale Francia e i cui confini variarono di poco fino alla fine del Medioevo, mentre la parte orientale (comprendente la Germania) divenne il Sacro Romano Impero. Il nuovo regno, tuttavia, dovette affrontare tre diverse ondate di invasioni nei secoli IX e X, guidate dai musulmani, dai vichinghi e dai magiari. Allo stesso tempo, i poteri degli ex conti continuarono ad aumentare, mentre il potere reale diminuì; si instaurò una società feudale, caratterizzata dalla divisione in tre ordini: il clero, la nobiltà e il terzo stato.
Nel 987, Ugo Capeto fu eletto re dai suoi pari, cioè i nobili del regno; la monarchia ritornò ereditaria e i Capetingi regnarono sulla Francia per più di otto secoli. Tuttavia, i primi re capetingi controllavano direttamente solo una porzione molto piccola del territorio francese, definite le terre della corona francese (domaine royal), e alcuni loro vassalli erano molto più potenti di loro. Nel XII secolo, il potere reale cominciò ad affermarsi sul potere dei nobili, ma, a partire dagli anni 1150, dovette far fronte alla nascita di un «Impero plantageneto» che riuniva l'Inghilterra e le terre a ovest della Francia.
Il Regno dei Capetingi arrivò al suo massimo splendore nel XIII secolo, quando la monarchia riprese il potere che aveva perduto e l'arte e la cultura francese presero piede in Europa. Filippo II Augusto (1180-1223) riuscì a conquistare la maggior parte dei possedimenti francesi dei Plantageneti, ponendo temporaneamente fine alla minaccia inglese e ampliando notevolmente il dominio reale. Luigi IX (1226-1270) agì come paladino della cristianità e partecipò alla settima e all'ottava crociata e fu presto canonizzato dalla Chiesa cattolica.
Il XIV secolo e la prima metà del XV videro la Francia sprofondare in una grave crisi, su molteplici fronti. La guerra dei cent'anni contro l'Inghilterra, nata dalla lotta di successione al trono francese dopo Carlo IV il Bello, devastò il paese. Tuttavia, la crisi non fu esclusivamente politica e militare, bensì pure demografica: a partire dal 1347, la peste nera uccise almeno un terzo della popolazione del regno. La crisi fu anche sociale (le insurrezioni nelle città e nelle campagne si moltiplicarono), nonché economia e religiosa. Anche se la monarchia fu colpita da questa crisi, ne uscì rafforzata: il potere centrale, trasferitosi nella valle della Loira, dove furono costruiti una serie di castelli, si dotò di nuovi istituzioni, stabilì un esercito e un sistema fiscale permanente, e iniziò il passaggio dal Medioevo al Rinascimento.

### Età moderna (XV secolo - 1789): guerre d'Italia, i Borbone e l'autocrazia

Ritratto di Luigi XIV, di Hyacinthe Rigaud (1701)

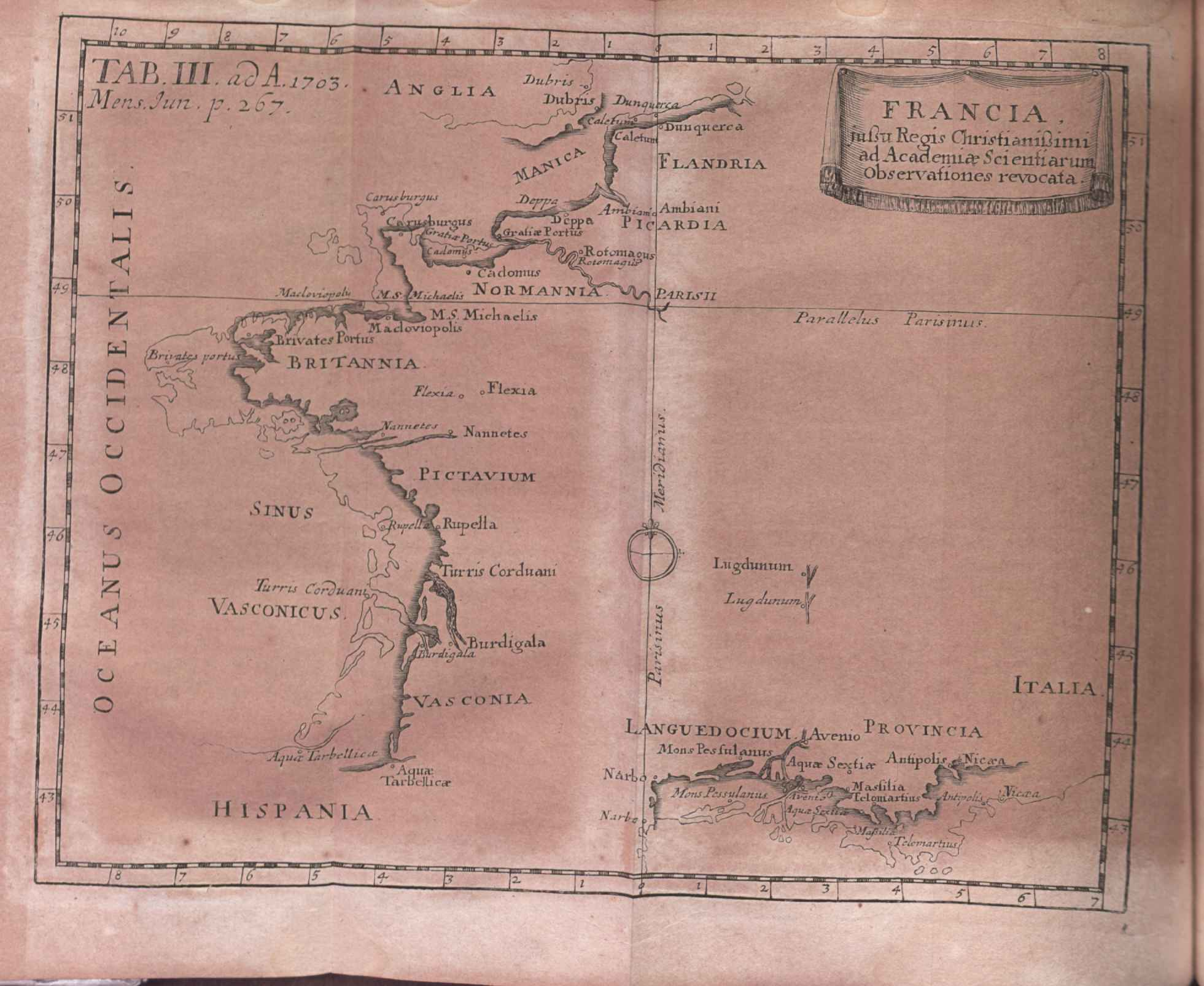
Una mappa della Francia tratta dagli Acta Eruditorum del 1703

Nel tardo Medioevo i re cattolici di Spagna e possedimenti degli Asburgo si unirono dando vita all'impero di Carlo V. Francesco I e suo figlio Enrico II lottarono contro questo nuovo potere alternando successi a battute d'arresto. Ma sarà solo con Enrico IV e Luigi XIII e il suo ministro Richelieu, che la preponderanza spagnola verrà messa in discussione a vantaggio della Francia.
Sul fronte del dominio coloniale, nonostante le iniziali espansioni portate in America con la spedizione di Jacques Cartier sotto Francesco e gli insediamenti nel mar dei Caraibi, in Louisiana e in Senegal sotto Luigi XIV, la mancanza di determinazione di Luigi XV farà pendere l'ago della bilancia in favore dell'Inghilterra in India e in Canada.
Il più grande esponente dell'assolutismo francese è di certo Luigi XIV di Francia, definito "Re Sole" per il gran potere che aveva.
Luigi XIV avviò diverse campagne militari molto dispendiose, da prima contro il Ducato di Borgogna, poi contro la Repubblica delle Sette Province Unite in cui la Francia perse. Le perdite economiche e militari diedero inizio alla decadenza della monarchia francese.

### Età contemporanea (1789 - presente): Rivoluzione francese e alternanza tra Regno, Repubblica e Impero

La Libertà che guida il popolodi Eugène Delacroix, dipinto realizzato nel 1830

A seguito della Rivoluzione francese, con cui l'autocrazia dei Borbone ebbe termine, iniziò l'età napoleonica, che elevò il Regno di Francia a Primo Impero Francese sotto Napoleone I Bonaparte, che conquistò, tra il 1796 e il 1815, parte della penisola iberica, l'Italia attraverso le repubbliche sorelle e il Sacro Romano Impero nel 1804, spodestando i sovrani di mezza Europa.
Durante il XIX secolo, in Francia si succedettero Regno, Repubblica (Seconda Repubblica, Terza Repubblica) e Impero (Primo Impero Francese con Napoleone I e Secondo con Napoleone III).
Durante la fine del XIX secolo e l'inizio del XX secolo, la Francia è l'emblema della Belle Époque, epoca di gigantesco sviluppo industriale e tecnologico situata tra la guerra franco-prussiana e la prima guerra mondiale, che in Francia si presenterà sotto forma di personaggi come Louis Pasteur, Claude Monet, Edouard Manet, Pierre-Auguste Renoir, Edgar Degas, i fratelli Lumiere e Gustave Eiffel.
Durante tale epoca inizierà anche il colonialismo francese in Africa.
La Terza Repubblica francese uscirà vincente dalla prima guerra mondiale con la Triplice intesa.
Nel 1940, durante la seconda guerra mondiale, la Terza Repubblica francese sarà spezzata e in parte annessa al Terzo Reich venendo riunificata solo il 6 giugno del 1944 con il D-Day (sbarco in Normandia).
Dopo la seconda guerra mondiale, la Francia, un po' come tutta l'Europa, è rimasta distrutta dai bombardamenti e le ricostruzioni saranno terminate con la presidenza di Charles de Gaulle e la Quarta Repubblica francese, succeduta dall'attuale Quinta Repubblica.

#### Rivoluzione Francese (1789): la fine dell'autocrazia dei Borbone
Nel 1789 scoppiò la Rivoluzione francese, che finì con la presa del potere da parte di Napoleone Bonaparte.

#### Età napoleonica (1796 - 1814): Primo Impero Francese
Nel 1814 l'impero napoleonico lasciò il posto alla prima restaurazione borbonica con l'abdicazione e l'esilio all'isola d'Elba di Napoleone in seguito alla sconfitta nella battaglia delle Nazioni: le forze vincitrici rimisero cioè sul trono Luigi XVIII. Nel 1815, dopo la fuga dall'Elba e il ritorno a Parigi, Napoleone ripristinò il proprio impero per cento giorni, dopodiché fu costretto ad abdicare per una seconda volta in seguito alla sconfitta di Waterloo. Ebbe così inizio la seconda restaurazione borbonica (a distanza di nemmeno un anno dalla prima), che riportò Luigi XVIII sul trono della Francia, una monarchia costituzionale.

#### Moti popolari, Seconda Repubblica e Secondo Impero
Nel 1830 e 1848 vi furono in Francia delle rivolte (moti) popolari.
Il 2 dicembre 1851 il Presidente della Repubblica, Luigi Napoleone Bonaparte, nipote di Napoleone, organizzò un colpo di Stato. Il 4 gennaio 1852 venne proclamato imperatore con il nome di Napoleone III. Moriva la Seconda Repubblica francese e nasceva il Secondo Impero.
Inizialmente il Paese visse un'importante fase di industrializzazione, guidato da una politica liberale in campo economico, basata su una forte struttura capitalistica (banche, imprese ferroviarie e marittime, tessili e industrie pesanti, grandi magazzini, ecc.). Napoleone III si assicurò la fiducia nel Regno Unito (guerra di Crimea), aumentò l'influenza della Francia in Medio Oriente e le sue azioni in Italia contro l'Austria permisero l'annessione delle regioni piemontesi della Savoia e di Nizza. Ma gravi battute d'arresto offuscarono notevolmente l'immagine del regime e la lotta contro la Prussia di fatto ne causò la caduta. Nel 1870 la sconfitta di Sedan e la perdita di Alsazia e Lorena aumentarono il risentimento nazionale. Altro fatto significativo riguardava il fronte demografico: la Francia non era più il paese più popoloso d'Europa, come prima della Rivoluzione francese, ma si vedeva oramai sopravanzato dalla popolazione tedesca.
Nel 1871 si costituì la Comune di Parigi che portò alla nascita della Terza Repubblica francese. Gli ultimi decenni dell'Ottocento furono noti in Francia e fuori come Belle Époque.

#### La Terza Repubblica
Terza Repubblica francese fu il nome assunto dallo Stato repubblicano nato in Francia dopo la sconfitta di Sedan.
Questa forma di governo, che sostituì quella del Secondo Impero, durò quasi settant'anni, fino all'invasione tedesca del paese del 1940.
La politica interna della Terza Repubblica fu caratterizzata da governi instabili, a causa di maggioranze divise o poco superiori di numero alle opposizioni. Il disorientamento per la sconfitta subita e l'instabilità politica favorirono vari scandali finanziari (Panama, Stavisky, ecc.) ed episodi di antisemitismo come l'affare Dreyfus.
Il nazionalismo di alcuni ambienti militari alimentò inoltre scontri istituzionali che portarono a situazioni vicine al colpo di Stato (come per il caso Boulanger o per le ripercussioni dell'affare Dreyfus). Non mancarono, tuttavia, vaste riforme sociali, attuate soprattutto dalla Sinistra.
La politica estera fu caratterizzata dall'espansionismo coloniale (Africa e Indocina), dal sentimento di rivalsa nei confronti della Germania (revanscismo) e da un isolamento che perdurò fino a quando Russia e Regno Unito non riscontrarono nella Germania un pericolo maggiore della Francia.

### La Francia nelle due guerre mondiali (1914-1945)

#### La prima guerra mondiale

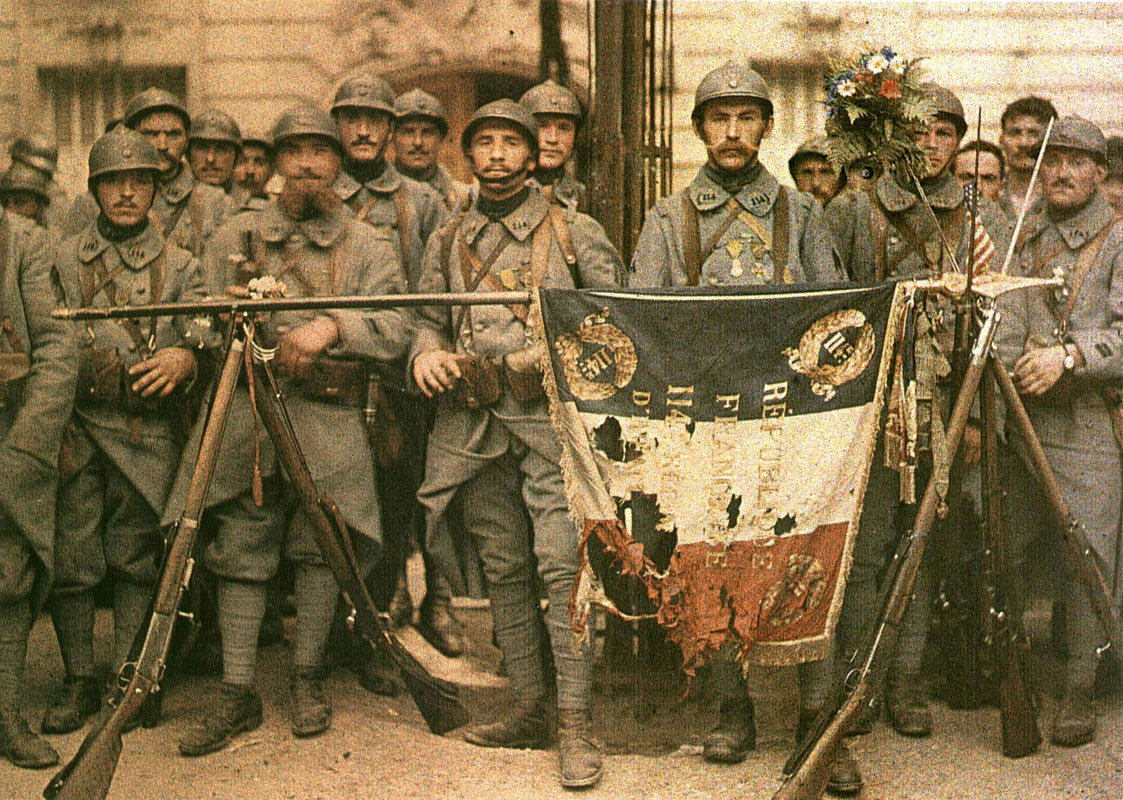
I soldati francesi subirono il maggior numero di vittime tra gli alleati nella prima guerra mondiale

In seguito all'attentato di Sarajevo del 28 giugno 1914, l'Austria-Ungheria dichiarò guerra alla Serbia alla fine di luglio. Intanto stavano per mobilitarsi la Russia, la Germania e la Francia. La Germania era la nazione militarmente più preparata all'evento bellico. In seguito, come un effetto domino, la Russia dichiarò guerra all'Austria-Ungheria, la Germania dichiarò guerra alla Russia, la Francia e il Regno Unito dichiararono guerra alla Germania. La Germania occupò il Lussemburgo il 2 agosto 1914 e pose un ultimatum al neutrale Belgio: doveva permettere all'esercito tedesco il passaggio per invadere la Francia. I belgi rifiutarono e la Germania, in pochissimo tempo, riuscì a occupare il Belgio.
I tedeschi presero Bruxelles il 20 agosto 1914. Poche settimane dopo riuscirono a occupare una larga porzione di territorio francese nel Nordest. Il piano originale prevedeva di continuare verso sudovest e attaccare Parigi da ovest. Nel mese di settembre, l'esercito tedesco era a poche decine di chilometri da Parigi, così il governo francese fu costretto a trasferirsi a Bordeaux. Le armate dell'Intesa riuscirono a fermare l'avanzata tedesca nei pressi del fiume Marna.
Sul fronte occidentale, le prime improvvisate trincee dei primi mesi diventarono ben presto sempre più complesse, diventando il principale sistema difensivo. Il paesaggio era dominato dalla guerra di trincea. La guerra di movimento diventò guerra di posizione. Si susseguivano attacchi e contrattacchi da ambo le parti. Nessuna delle parti avanzava molto, ma entrambe pativano numerose perdite in vite umane.
La guerra nel fronte occidentale venne combattuta soprattutto in Francia e fu caratterizzata da battaglie estremamente violente, spesso con nuovi mezzi di distruzione. Tra le battaglie combattute in Francia vi furono la prima battaglia della Marna, di Verdun, della Somme e la seconda battaglia della Marna.
Quando la Russia abbandonò la guerra nel 1917, gli imperi centrali arrivarono a controllare i Balcani e potevano riversare tutte le loro forze nel fronte occidentale. Intanto stavano entrando in guerra gli Stati Uniti, a fianco degli alleati dell'Intesa.
Nel marzo 1918 la Germania lanciò una vasta offensiva sul fronte occidentale. A maggio i tedeschi raggiunsero ancora una volta la Marna, come nel settembre 1914. Nella seconda battaglia della Marna, gli alleati furono in grado di difendere e anche di contrattaccare. Questo successo alleato fu dovuto in parte all'esaurimento dell'esercito tedesco, in parte all'aiuto fondamentale delle truppe statunitensi. I tedeschi vennero respinti oltre i loro confini. Intanto cadevano anche l'Austria-Ungheria e l'Impero ottomano. Ai primi di ottobre venne chiesto l'armistizio.
Nel Trattato di Versailles, dove vennero presi gli accordi, fu Georges Clemenceau a negoziare per conto della Francia. Alla Germania venne attribuita la responsabilità del conflitto e dovette pagare i danni di guerra.

#### La seconda guerra mondiale

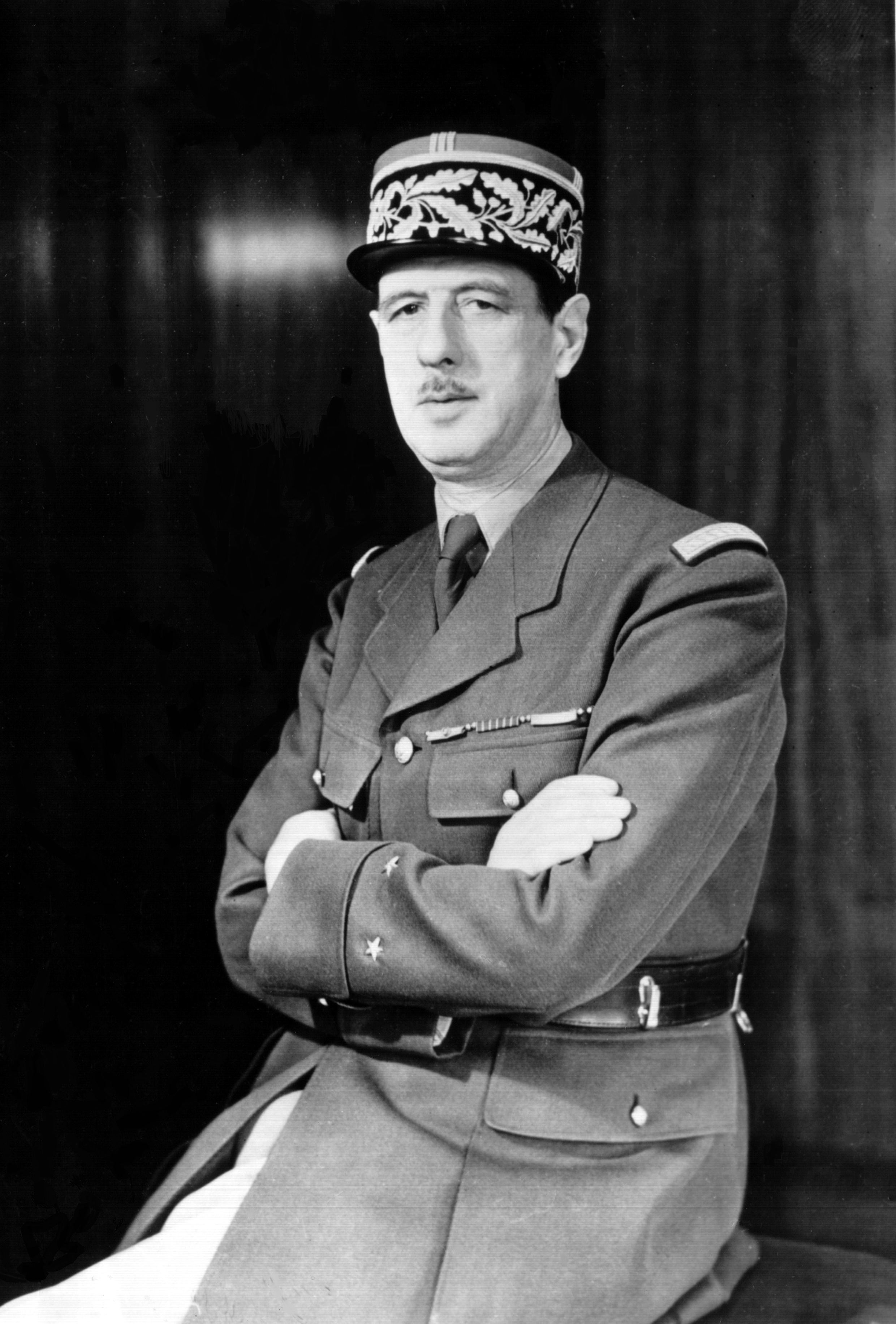
Charles de Gaulle

L'invasione tedesca della Polonia, iniziata il 1º settembre 1939, causò la reazione di Francia e Regno Unito, che dichiararono guerra alla Germania. Inizialmente gli alleati franco-britannici non lanciarono attacchi massicci e stanziarono in difesa. La battaglia di Francia iniziò nel maggio 1940. Nel 1940, inoltre, si tenne il celebre Appello del 18 giugno da parte del generale Charles de Gaulle. La Wehrmacht riuscì a superare la linea Maginot, marciando attraverso la foresta delle Ardenne. Una seconda armata tedesca venne inviata in Belgio e nei Paesi Bassi. In sei settimane di selvaggi combattimenti, i francesi persero novantamila uomini. I leader francesi si arresero alla Germania nazista il 24 giugno 1940, dopo che le forze britanniche ebbero lasciato il continente dal porto di Dunkerque. La Germania nazista occupò tre quinti del territorio francese, lasciandone il resto, collocato a sud-est, alla Francia di Vichy: Stato fantoccio collaborazionista con la Germania, venne fondato il 10 luglio 1940 e alla sua guida era Philippe Pétain, eroe della prima guerra mondiale. Terminava così la Terza repubblica.
Il 6 giugno 1944 è ricordato come il D-Day (o sbarco in Normandia).

### Dopo la Liberazione (dal 1945)
Alla fine della seconda guerra mondiale la Francia fu inclusa a pieno titolo tra le potenze vincitrici, in virtù del costante sforzo diplomatico e militare antitedesco sostenuto, soprattutto dopo il 1942, sia nelle colonie sia in patria dalla resistenza e dalle forze francesi libere. Nella Conferenza di Potsdam furono infatti riconosciuti a Parigi una zona d'occupazione in Germania e un settore di Berlino (ambedue ritagliati dalla zona britannica). La Quarta Repubblica nacque il 27 ottobre 1946, ma dovette affrontare gravi difficoltà nell'impero coloniale, prima in Indocina e poi in Algeria, oltre alla decolonizzazione attraverso negoziati. Nonostante l'instabilità politica il Paese partecipò attivamente alla creazione della Comunità europea del carbone e dell'acciaio nel 1950, e alla firma del Trattato di Roma del 1957 come membro fondatore del mercato comune. Inoltre, la politica di sviluppo del nucleare, sia civile sia militare, contribuì a una politica indipendente negli anni sessanta.
La Costituzione della Quinta Repubblica venne adottata il 4 ottobre 1958, rendendo la Repubblica più resistente alle instabilità. Dal 1950 fino al 1973 l'economia francese ha conosciuto uno sviluppo fenomenale, poi un susseguirsi di crisi economiche e dei periodi di crescita lenta, con frequente alternanza al potere. Dagli anni cinquanta, la riconciliazione e la cooperazione con la Germania (ricordiamo il Trattato dell'Eliseo, del 22 gennaio 1963, che pose termine al conflitto tra i due Stati) hanno consentito alla Francia di svolgere un ruolo di forza trainante nel processo di integrazione europea, in particolare con la Comunità economica europea. È diventata il secondo paese dell'Unione europea, a favore di un'Europa politica forte, anche se ha respinto la Costituzione europea con il 55% dei voti il 29 maggio 2005.
È il 10 dicembre 1948 quando venne firmata a Parigi la Dichiarazione universale dei diritti umani.
Nel XX secolo da ricordare la figura di Frédéric Passy, fondatore e presidente della prima società per la pace Società d'arbitraggio tra le Nazioni, Premio Nobel per la pace, nel 1901. Alla fine del XX secolo ricordiamo anche la figura di Édith Cresson, la prima donna Primo ministro in Francia (1991-1992).

## Geografia

### Localizzazione geografica e confini

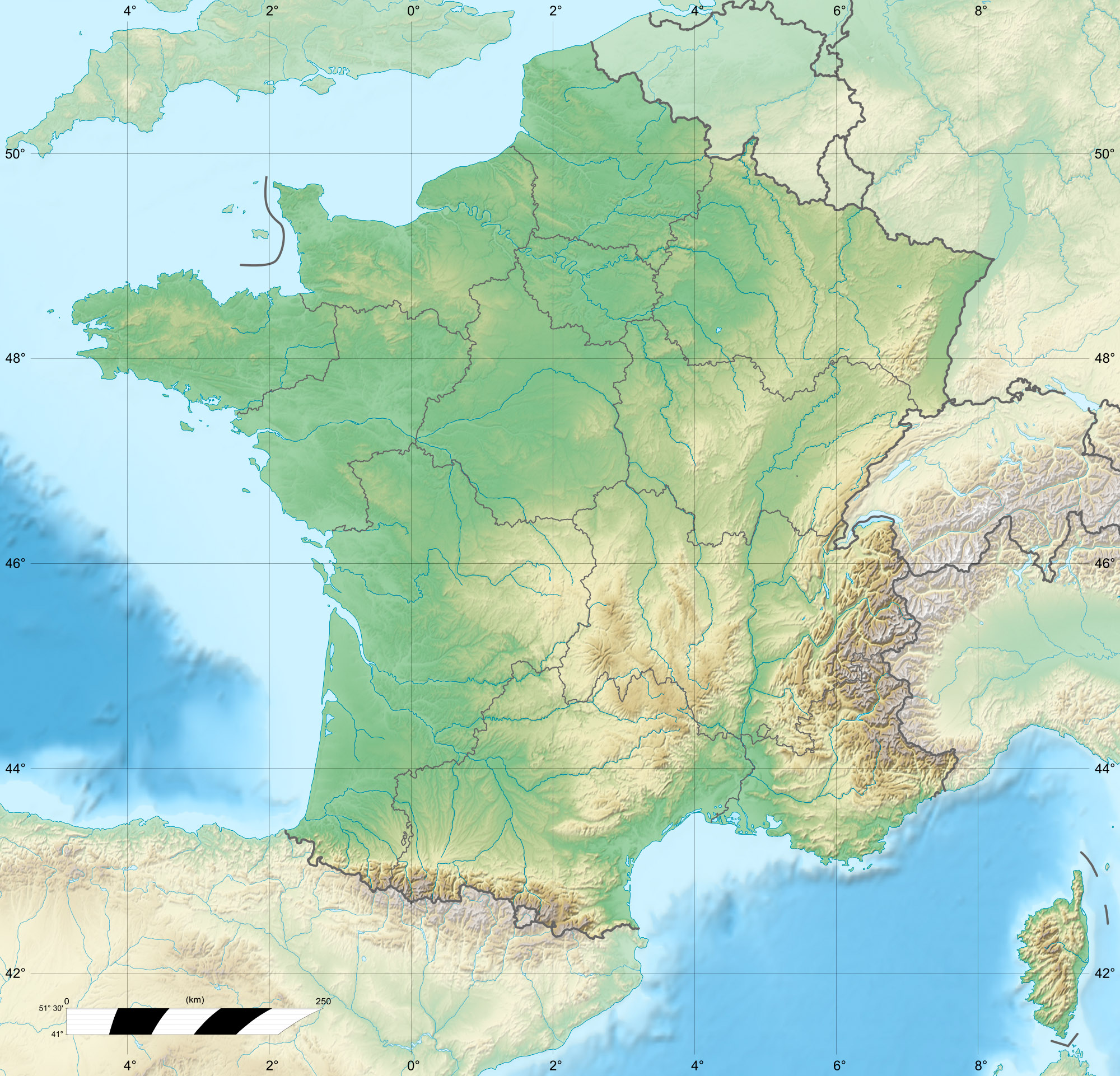
Topografia della Francia

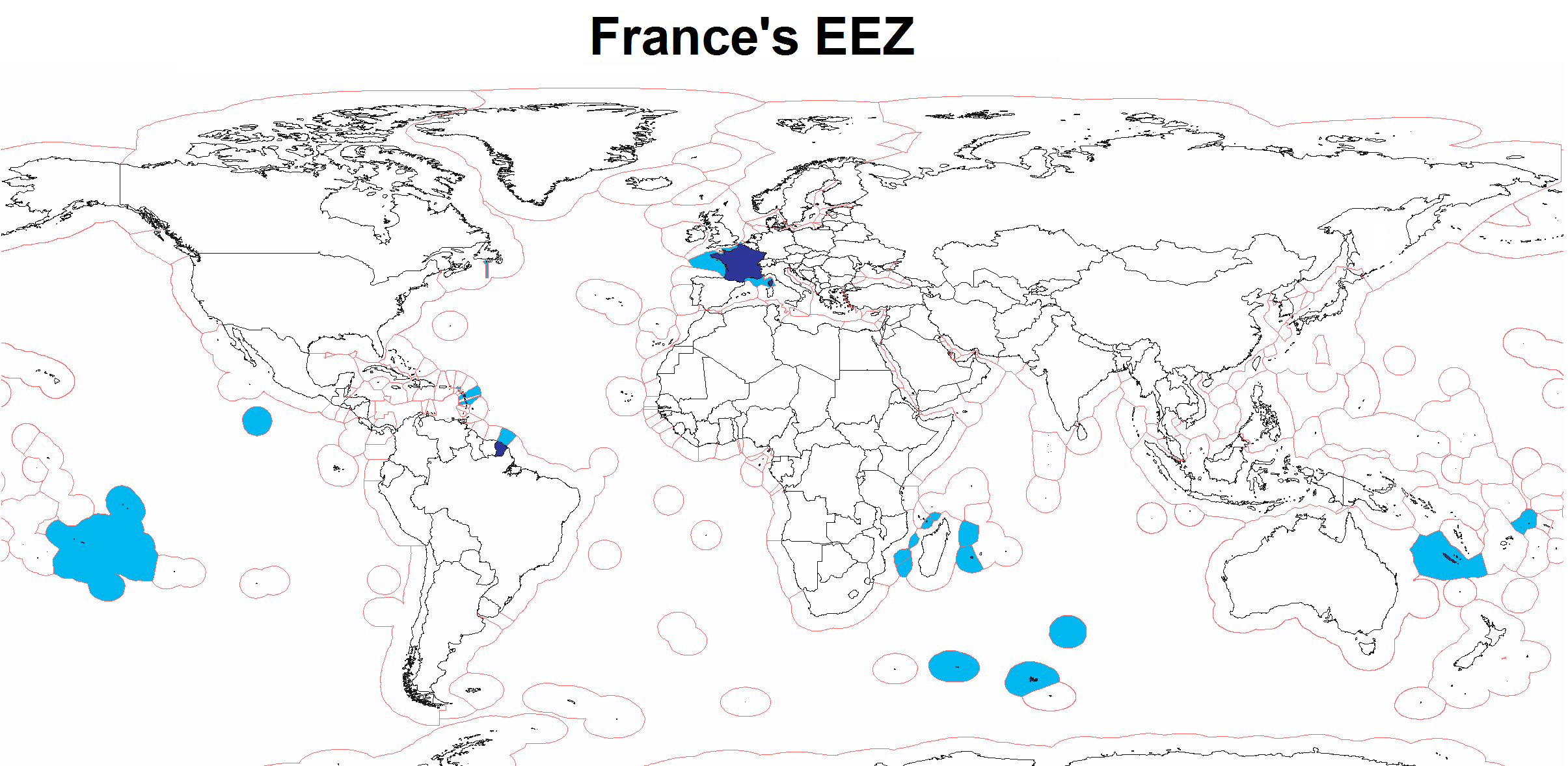
Zona Economica Esclusiva della Francia

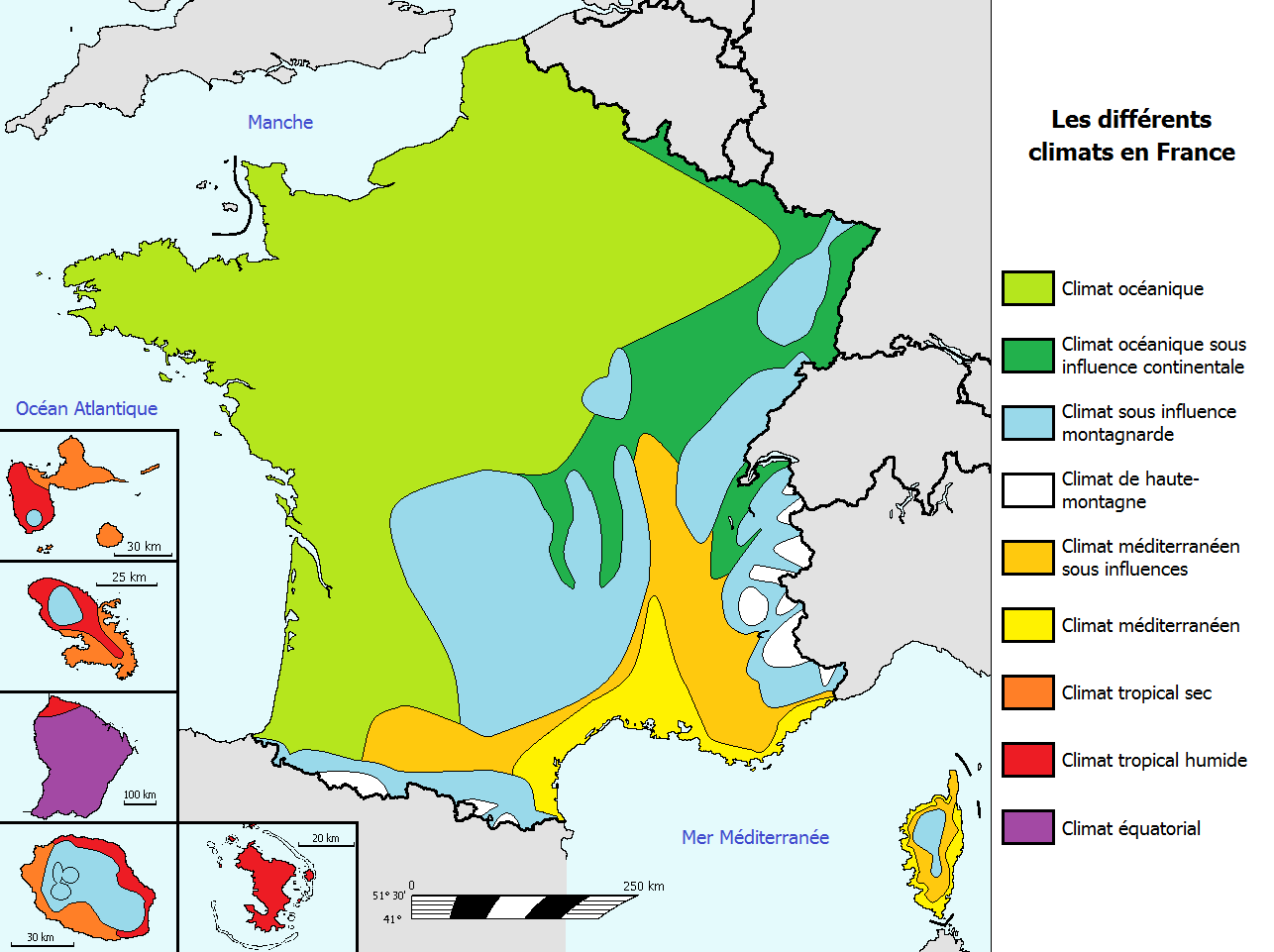
Zone climatiche in Francia: oceanico (verde chiaro); semi-continentale (verde scuro); mediterraneo (giallo e arancio chiaro); alpino (blu e bianco); tropicale (arancio scuro e rosso); equatoriale (viola)

La parte europea della Francia è Francia metropolitana ed è situata a una delle estremità occidentali dell'Europa. È bagnata dal Mare del Nord al nord, la Manica a nord-ovest, l'oceano Atlantico a ovest e il mar Mediterraneo a sud-est. Confina con il Belgio e il Lussemburgo a nord-est, la Germania e la Svizzera a est, l'Italia e Monaco a sud-est, la Spagna e Andorra a sud-ovest.
Le frontiere al sud e a est del paese corrispondono a dei massicci montuosi, i Pirenei, le Alpi, il massiccio del Giura, la frontiera a est corrisponde al fiume Reno, invece la frontiera nord e nord-est non si fonda su nessuno elemento naturale. La Francia metropolitana comprende molte isole, soprattutto la Corsica e le isole costiere. Si trova tra le latitudini 42°19'46" N e 51°5'47" N, e le longitudini 4°46' O e 8°14'42" E.
La sua parte continentale si estende su circa 1000 km da nord a sud e da est a ovest. La Francia è inoltre composta da numerosi territori situati fuori del continente europeo, correntemente chiamati Francia d'oltremare, che le permette di essere presente in tutti gli oceani del mondo, salvo l'oceano Artico. Questi territori hanno statuti speciali nell'amministrazione territoriale della Francia e sono situati:
- sul continente sud-americano: la Guyana francese;
- nell'oceano Atlantico: Saint-Pierre e Miquelon e, nelle Antille, la Guadalupa, la Martinica, Saint-Martin e Saint-Barthélemy;
- nell'oceano Pacifico: la Polinesia francese, la Nuova Caledonia, Wallis-et-Futuna e Clipperton;
- nell'oceano Indiano: Riunione, Mayotte, le Isole Sparse, le Isole Crozet e Saint-Paul e Nuova Amsterdam;
- sul Pianoro delle Kerguelen: l'Isole Kerguelen;
- in Antartide: la Terra Adelia.

La Francia possiede inoltre delle frontiere terrestri con il Brasile e il Suriname in Guyana francese, così come con i Paesi Bassi per la parte francese di Saint-Martin. La superficie totale della Francia è di circa 675000 km², che corrisponde a un ettaro per abitante. Questa superficie non comprende la Terra Adelia, sulla quale la sovranità francese è contestata. È il quarantaduesimo più grande Stato del mondo sulla superficie terrestre. Inoltre è anche il terzo paese più grande d'Europa, dopo la Russia e l'Ucraina, o il secondo se si includono i dipartimenti oltremare, e il più grande dell'Unione europea. L'estensione del suo litorale, oltremare incluso è di 8245 km.

### Morfologia e idrografia
La Francia metropolitana possiede una grande varietà di paesaggi, che spaziano dalle grandi pianure costiere del Nord e dell'Ovest, alle catene montuose che caratterizzano il Sud-est (Alpi) e il Sud-ovest (Pirenei). Le Alpi francesi si elevano fino a toccare il punto più elevato dell'Europa occidentale in comune con l'Italia, il Monte Bianco, che culmina a 4810 m sul livello del mare. Ci sono anche altre regioni montane di più antica formazione, come le montagne della Corsica, il Massiccio Centrale, il Giura, i Vosgi, il Massiccio armoricano e le Ardenne che sono una regione molto rocciosa e boscosa. La Francia possiede anche un ampio sistema fluviale che è composto principalmente da fiumi quali la Loira, il Rodano (le cui sorgenti sono in Svizzera), la Garonna (le cui sorgenti sono in Spagna), la Senna, parte del Reno, della Mosa, della Mosella, della Somme, della Vilaine, che costituiscono propri bacini fluviali. L'estuario della Gironda è l'estuario comune dei fiumi Garonna e Dordogna, il più grande estuario dell'Europa occidentale.
La Francia metropolitana è anche spesso chiamata l'Hexagone ("esagono") in virtù della sua somiglianza con la forma geometrica.

### Clima
La Francia metropolitana ha quattro grandi zone climatiche:
- Un clima oceanico a ovest e nord-ovest: estati non troppo calde e inverni non troppo freddi;
- Un clima semi-continentale nel Nord-est: estati calde e inverni freddi;
- Un clima mediterraneo nel Sud e Sud-est: estati calde e inverni miti;
- Un clima alpino nelle Alpi, nei Pirenei, nel Massiccio Centrale, nel Giura e Vosgi: estati miti e inverni freddi.

Fatta eccezione per il Sud, che vede generalmente estati secche, la pioggia è uniformemente distribuita durante tutto l'anno.
Nelle regioni d'oltremare, vi sono tre grandi tipi di clima:
- Un clima tropicale nella maggior parte delle regioni d'oltremare: alta temperatura costante durante tutto l'anno con una stagione secca e una delle piogge;
- Un clima equatoriale in Guyana francese: alta temperatura costante tutto l'anno, con precipitazioni;
- Un clima subpolare a Saint-Pierre e Miquelon e nella maggior parte delle isole del Sud: brevi estati miti e lunghi inverni molto freddi.

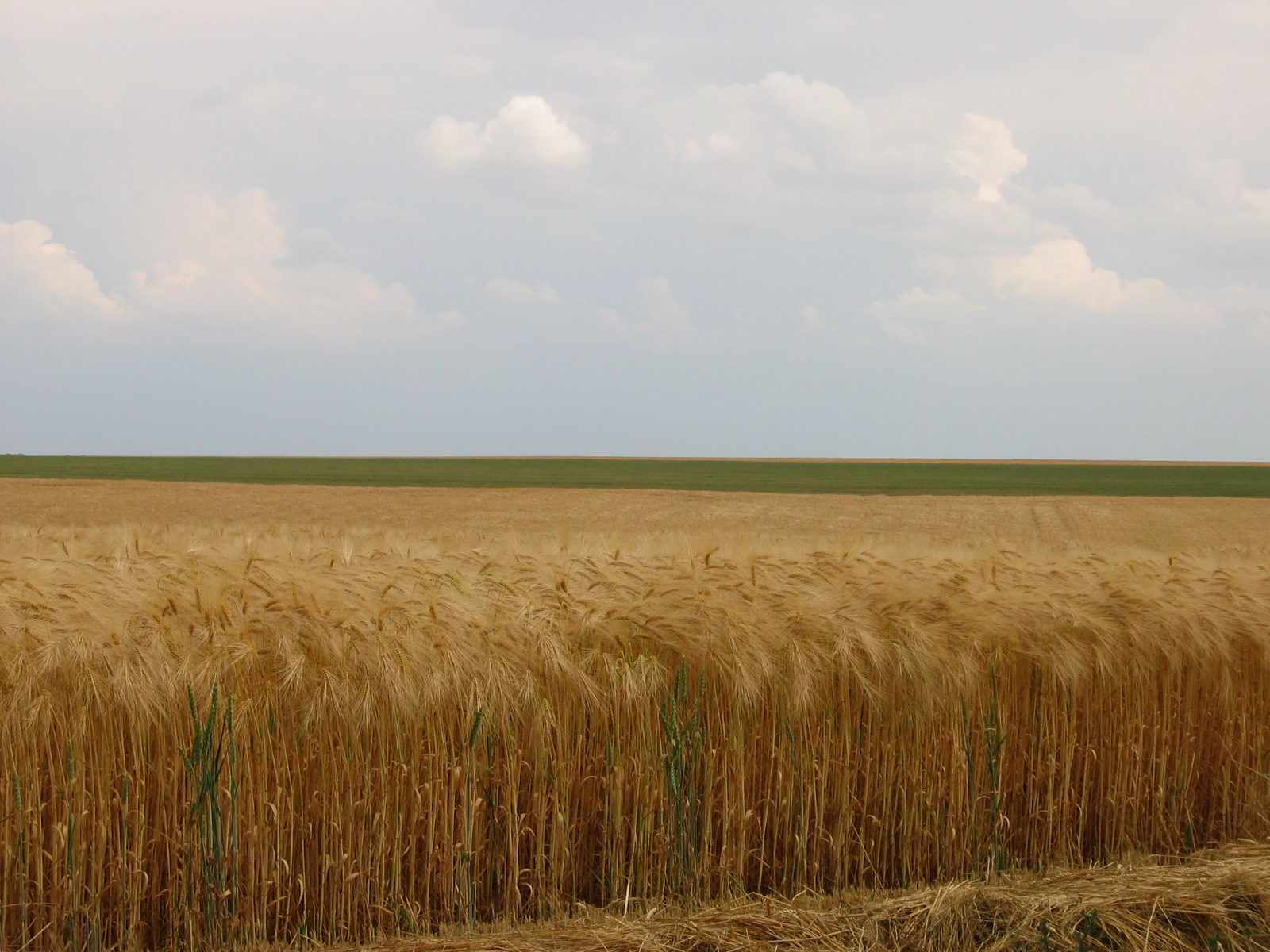
Le pianure della Beauce (clima oceanico)
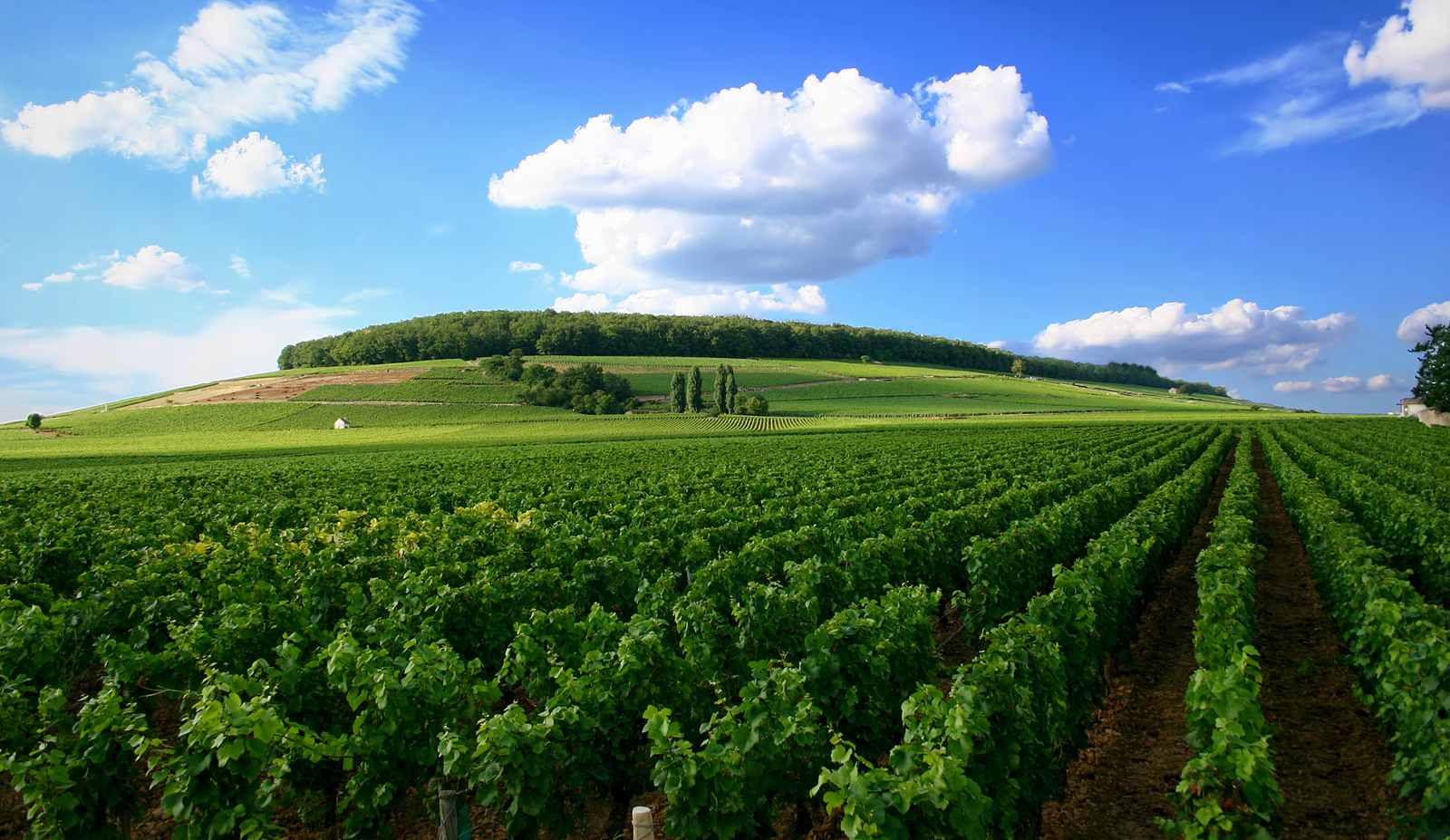
Vigneti in Borgogna
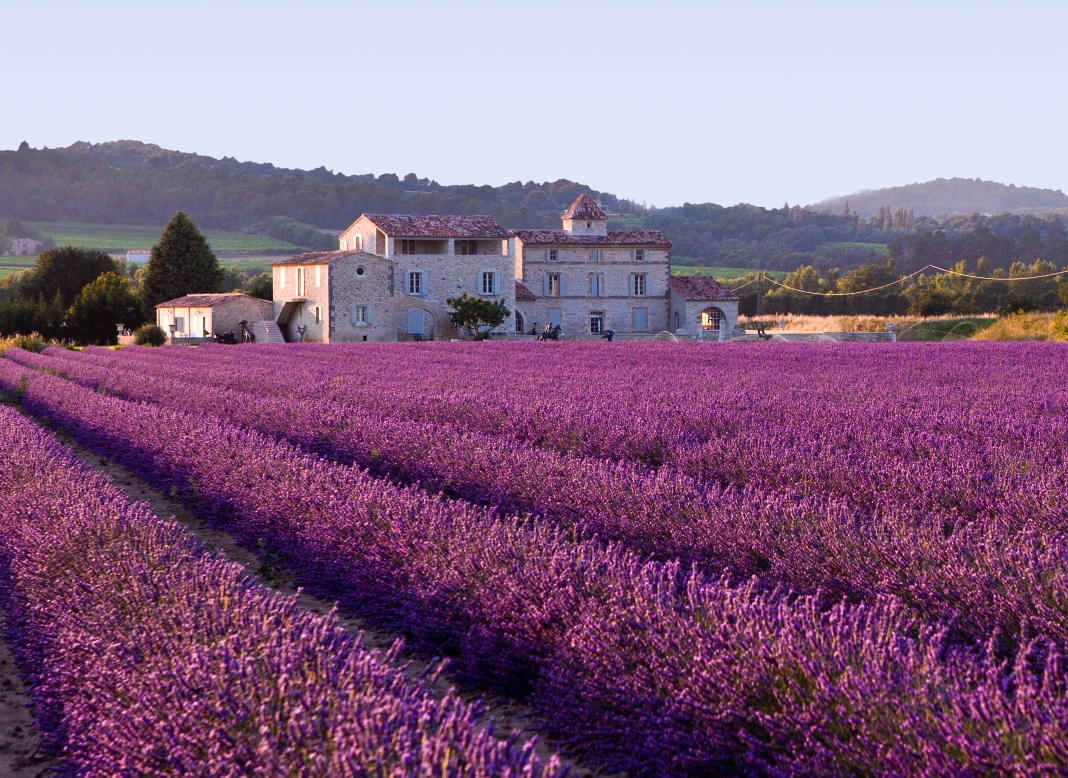
Vegetazione (Lavandula) mediterranea in Provenza
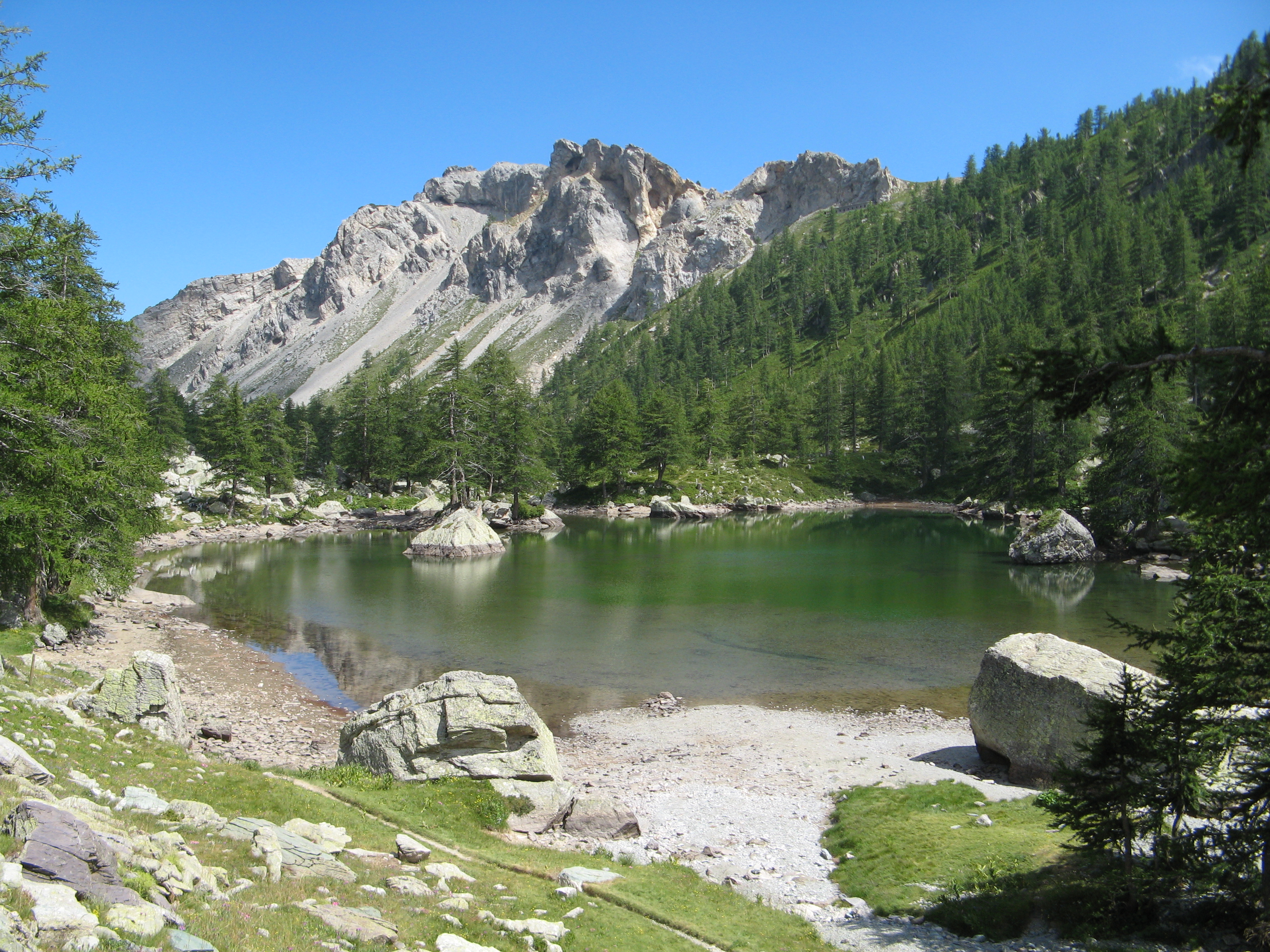
Clima alpino (estate) nel Parco nazionale del Mercantour
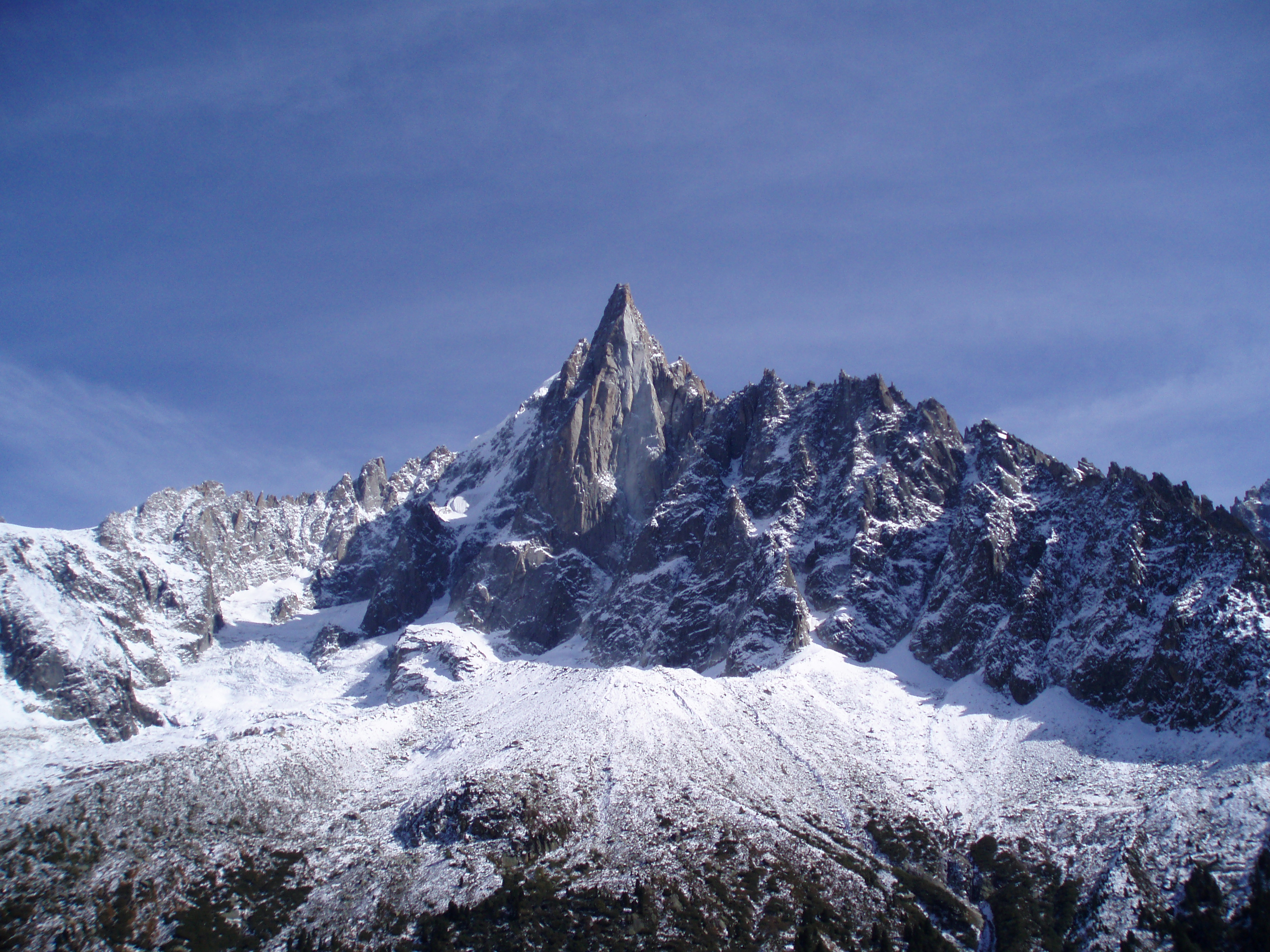
Clima alpino (inverno) nelle Alpi francesi

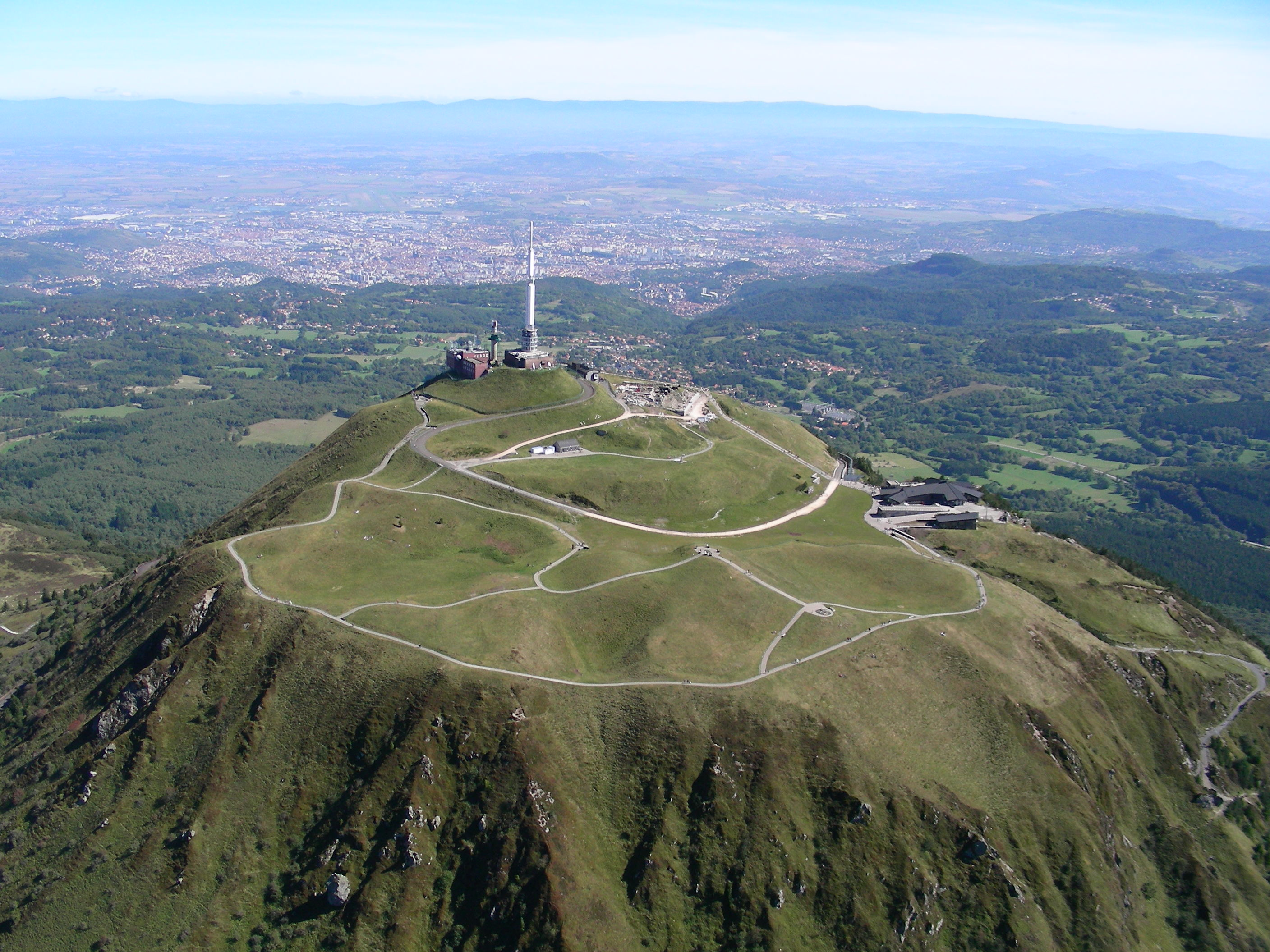
Puy de Dôme in Alvernia
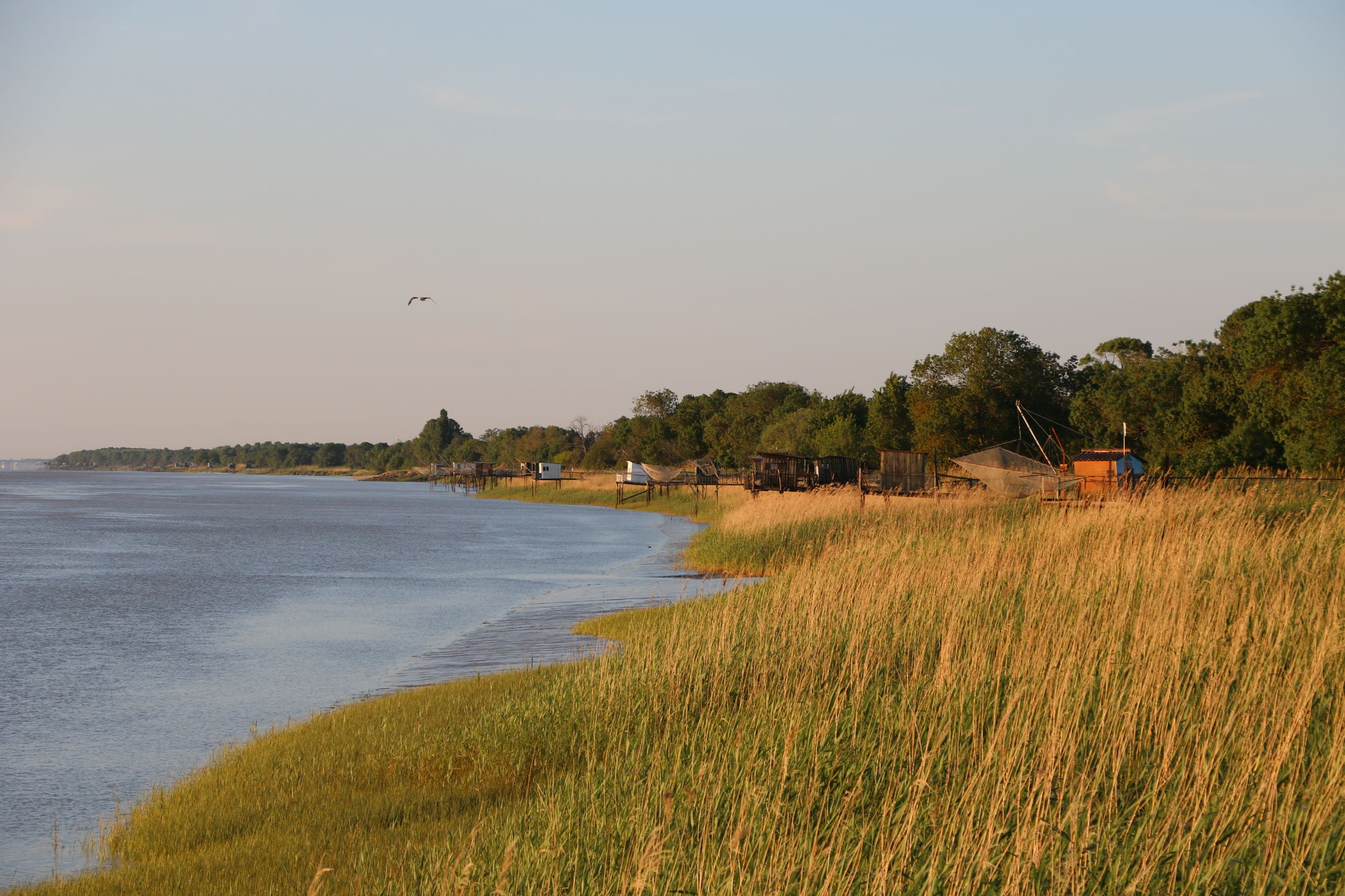
L'estuario della Gironda in Nuova Aquitania
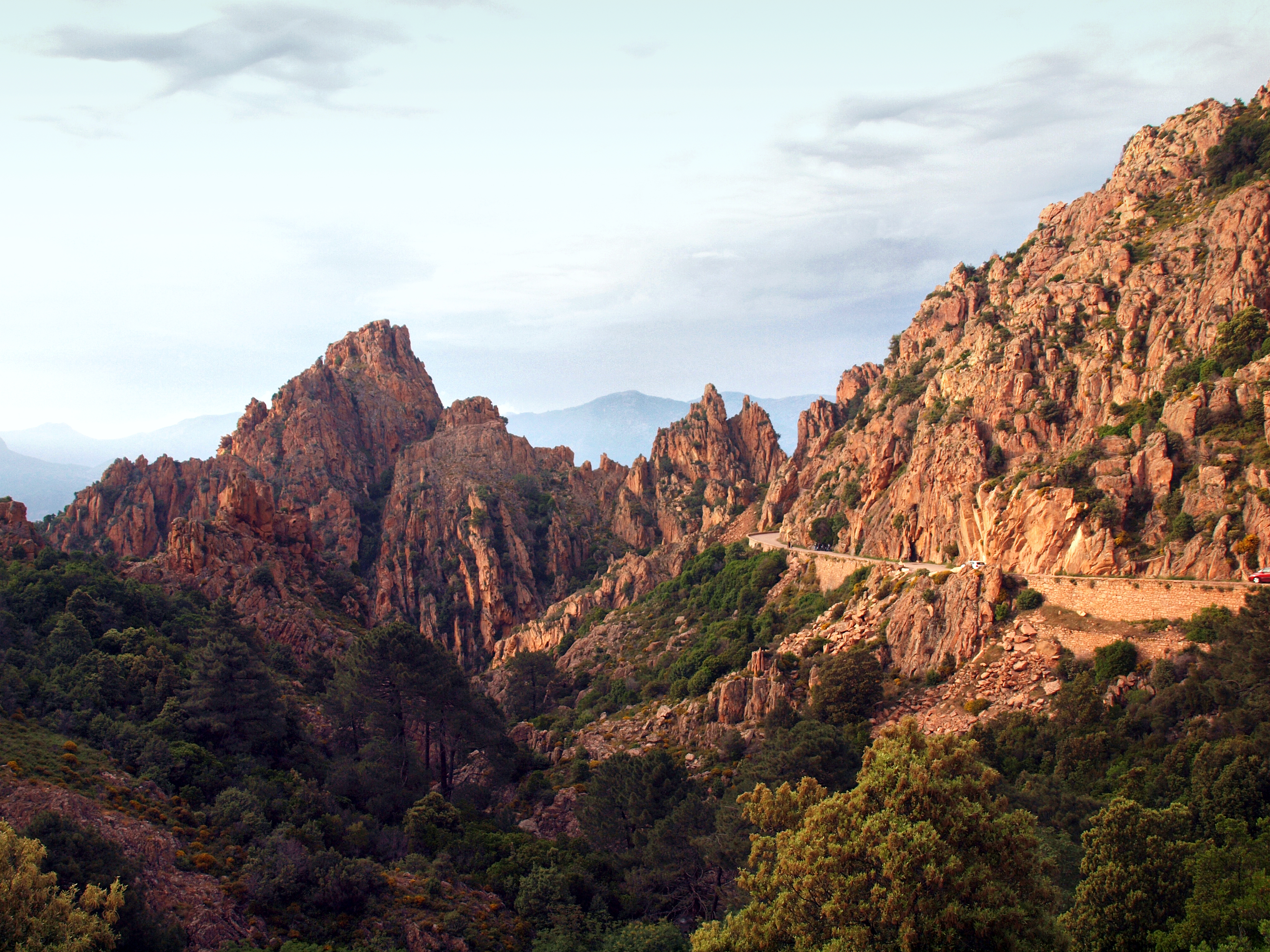
Clima semi-arido in Corsica
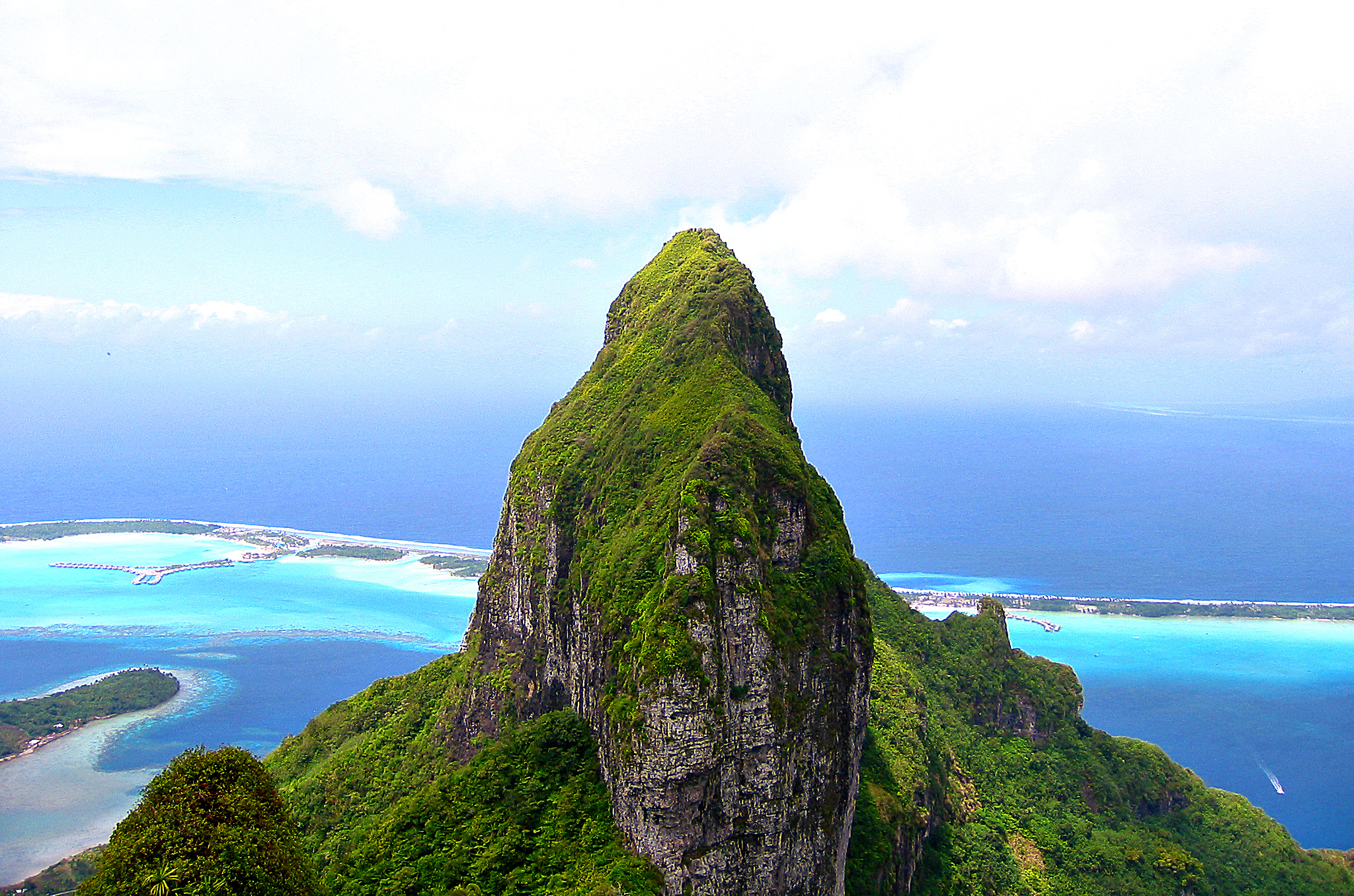
Clima tropicale a Bora Bora in Polinesia francese
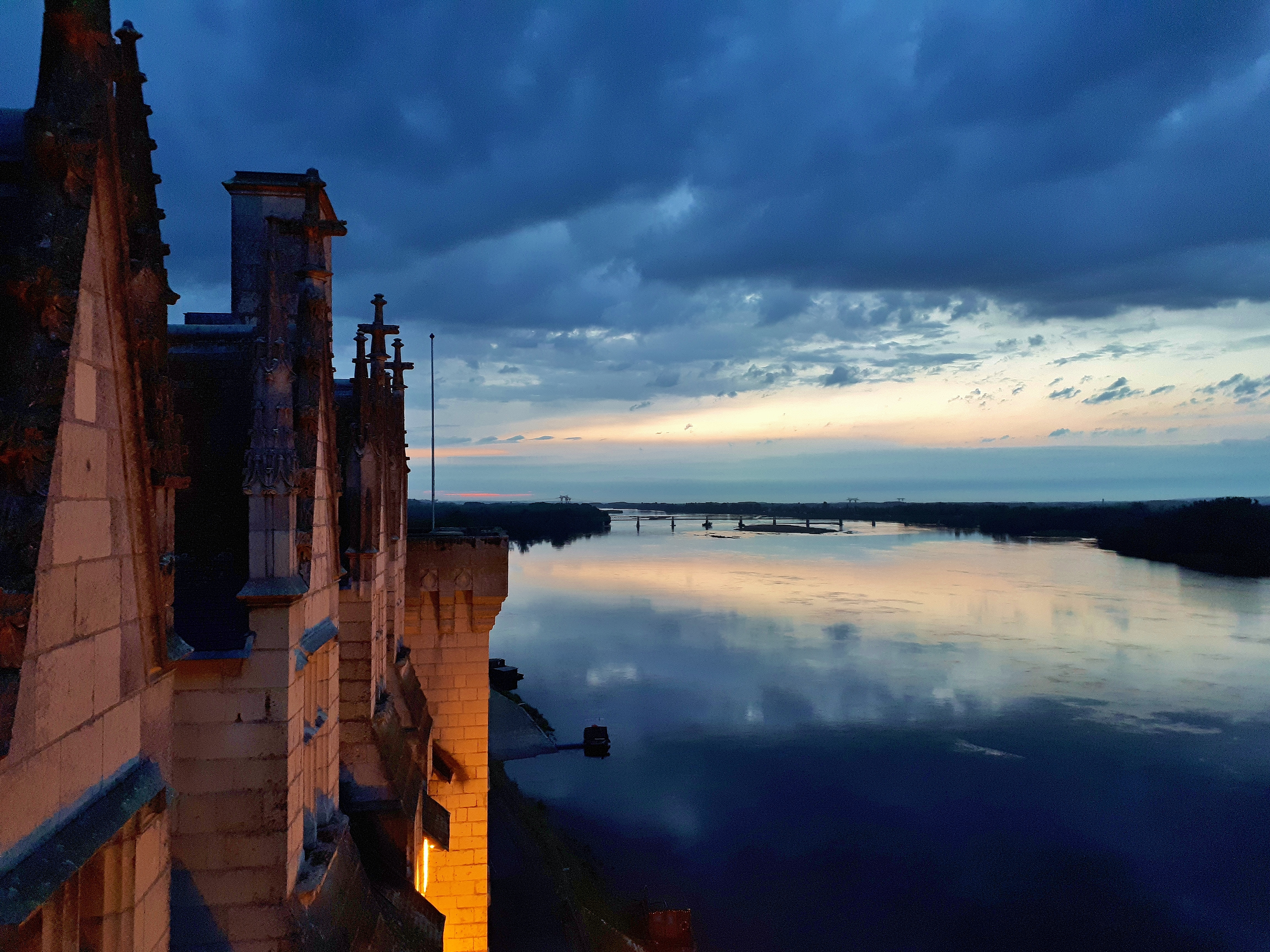
La Loira a Montsoreau, Valle della Loira

## Società

### Evoluzione demografica

Densità della popolazione (per dipartimento)

Evoluzione demografica (1960-2010, cifre della DESA). Popolazione in milioni di abitanti.

I dati al 1º gennaio 2010 rivelano che la Repubblica francese possedeva 65 447 374 abitanti, di cui 62 793 432 residenti nella Francia metropolitana. (circa l'1% della popolazione mondiale). Un censimento generale nazionale è stato organizzato a intervalli regolari dal 1801, ma dal gennaio 2004, il censimento è permanente.
La crescita della popolazione francese si presentava come una delle più forti dell'Europa, combinando una tasso di natalità superiore alla media europea (830 900 nati a fronte di 531 200 morti), e un saldo migratorio positivo (circa 100 000 individui l'anno): la popolazione francese era quindi cresciuta dello 0,61% su base annua. Per quanto riguarda il tasso di fecondità, era pari a 2,14 bambini per donna fertile, mentre il tasso medio in Europa era nello stesso periodo di 1,52 figli per donna. La Francia si presenta come lo Stato più prolifico nel continente assieme all'Irlanda.
La piramide delle età all'inizio del XXI secolo presenta una struttura caratterizzata da una quota di popolazione anziana in espansione, dovuto sia all'aumento della speranza di vita, la Francia gode di una delle speranze di vita più elevate del mondo, sia all'arrivo alla terza età della generazione del baby boom.
Nel 2010 l'Istituto nazionale di statistica e degli studi economici (INSEE) stima che ci siano 6,7 milioni di immigrati (stranieri nati al di fuori del territorio), che rappresentano l'11% della popolazione. Questo la pone al sesto posto nel mondo, dopo gli Stati Uniti d'America (42,8 milioni), la Russia (12,3), l'Arabia Saudita (7,3), il Canada (7,2), la Germania (7,1) precedendo il Regno Unito (6,5) e la Spagna (6,4). I figli d'immigrati, discendenti diretti di uno o due immigrati, rappresentano nel 2008 6,5 milioni di persone, cioè un altro 11% della popolazione. Tre milioni di loro avevano entrambi i genitori immigrati. La percentuale di stranieri in Francia è paragonabile ad altri paesi dell'Europa occidentale, come Regno Unito (11,4%), Germania (8,7%), Spagna (12,2%), e inferiore a Paesi Bassi (20,6%), e Svizzera (22,1%). Gli immigrati sono principalmente originari dell'Unione europea (34%), del Maghreb (30%), dell'Asia (14%, di cui un terzo della Turchia) e dell'Africa subsahariana (11%).
L'immigrazione in Francia ha inizio nel XIX secolo (380 000 stranieri residenti nel 1851). La maggior parte degli immigrati provengono dall'Europa (Belgio, Germania, Italia, Spagna, Portogallo, Grecia, Armenia, ma anche Polonia, Romania e dagli Stati nati dallo scioglimento dell'ex Jugoslavia), dai paesi del Maghreb e dell'Africa nera, sue ex colonie, della Cina (1 000 000 cinesi in Francia nel 2007), della Turchia (500 000 nel 2007) e dell'ex Indocina francese, soprattutto del Vietnam (250 000 nel 2008). Gli zingari che vivono in Francia sono più di 500 000, ma secondo il rapporto di Dominique Steinberger del 2000 in Francia vivrebbero almeno un milione di zingari (moltissimi sono francesi da varie generazioni). I rom di origini rumene e bulgare presenti in Francia sono circa 15 000 (rom irregolari).
Secondo uno studio condotto nel 1999, quasi 14 milioni di persone avevano almeno un genitore o un nonno nato all'estero (23% della popolazione francese).
Secondo uno studio pubblicato dalla rivista La France africaine (2000), il 13% della popolazione francese era di origine nordafricana e africana (8/9 milioni di persone; meno di 4 milioni nel 1975).

### Religione

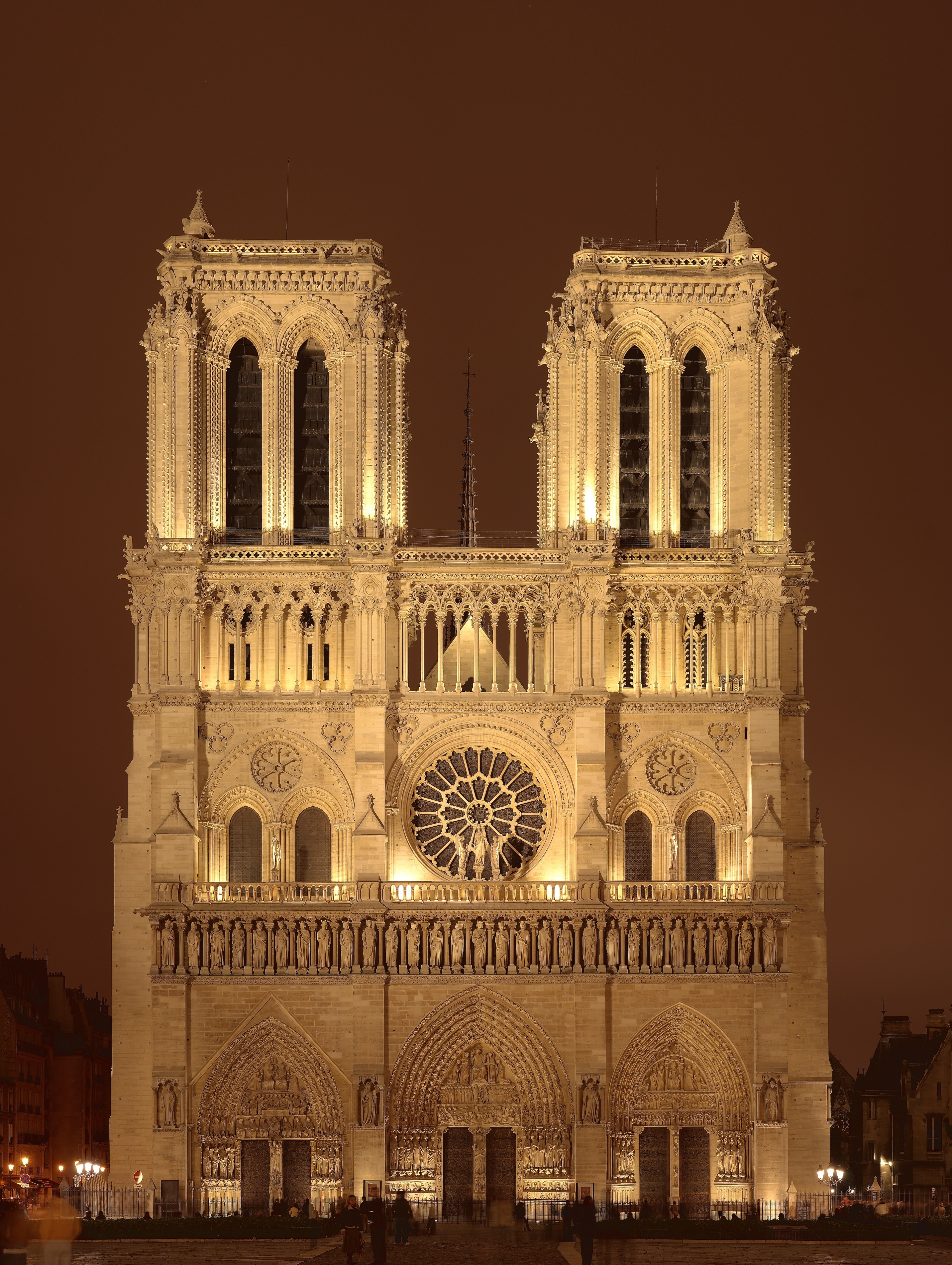
La Cattedrale di Notre-Dame a Parigi

La Francia è un paese laico e la libertà di religione è un diritto costituzionale. Vi è una rigorosa separazione tra Chiesa e Stato e la vita pubblica è mantenuta completamente laica.
Il cattolicesimo è la religione predominante da più di un millennio, anche se oggi non è praticata attivamente come un tempo. Tra i 47 000 edifici religiosi che si possono trovare in Francia, il 94% sono cattolici. Mentre nel 1965 l'81% dei francesi si dichiarava cattolico, nel 2009 questa percentuale era scesa al 64%. Inoltre, mentre il 27% dei francesi nel 1952 si recava alle funzioni religiose almeno una volta alla settimana, questo dato era solo del 5% nel 2006. La stessa indagine ha rilevato che i protestanti rappresentano il 3% della popolazione, con un aumento rispetto alle rilevazioni precedenti, e il 5% aderisce ad altre religioni, con il restante 28% che afferma di essere ateo. Il protestantesimo evangelicale sembra essere la religione in più rapida crescita del paese.
La Rivoluzione francese ha comportato un cambiamento radicale nello status della Chiesa cattolica per via di una brutale campagna di scristianizzazione. Dopo il susseguirsi di governi monarchici cattolici e governi repubblicani laici nel corso del XIX secolo, nel 1905 è stata promossa la legge che sanciva la laicità dello Stato e la sua separazione dalle Chiese.
Secondo un sondaggio del gennaio 2007, solo il 10% di chi si è dichiarato cattolico frequenta regolarmente le funzioni religiose. Il sondaggio ha mostrato anche che il 51% degli intervistati si identificava come cattolico, il 31% come agnostico o ateo (un altro sondaggio stima la percentuale di atei pari al 27%), il 10% appartenente ad altre religioni o senza opinione, il 4% come musulmano, il 3% come protestanti, l'1% buddisti e l'1% come ebreo. Un altro sondaggio del dicembre 2006 afferma che solo il 27% dei francesi crede nell'esistenza di un qualche dio, contro un 32% di agnostici e un altro 32% di atei. Nel frattempo, una stima indipendente dal politologo Pierre Bréchon del 2009 ha concluso che la percentuale dei cattolici era scesa al 42%, mentre il numero di atei e agnostici era salito al 50%.
Le stime sul numero dei musulmani in Francia variano molto. Nel 2003, il Ministero dell'interno francese ha stimato il numero totale di persone di origine musulmana tra i 5 e i 6 milioni (8-10%). Nel 2021, circa 5 milioni di francesi sono musulmani, ovvero l'8% della popolazione. In Francia ci sono 2 125 luoghi di culto islamici (2008) su un totale di oltre 9 000 luoghi di culto islamici in tutta Europa.
Secondo il World Jewish Congress, la comunità ebraica francese conta circa 600 000 fedeli ed è la più grande d'Europa.
Dal 1905 il governo francese ha seguito il principio di laicità, in cui è vietato riconoscere alcun diritto specifico a una comunità religiosa (a eccezione di statuti precedenti come quello dei cappellani militari e della legge locale in Alsazia-Mosella). Invece, si limita a riconoscere le organizzazioni religiose, secondo criteri giuridici formali che non rispondono alla dottrina religiosa. Al contrario, le organizzazioni religiose dovrebbero astenersi dall'intervenire nel processo decisionale. Alcuni organismi, come Scientology, figli di Dio, Testimoni di Geova, la Chiesa dell'Unificazione o l'Ordine del Tempio Solare sono considerati sette ("sectes" in francese), e, pertanto, non hanno lo stesso status delle religioni.

### Lingue

Lingue parlate in Francia

La lingua ufficiale è il francese. Esistono diverse lingue locali (basco, bretone, catalano, corso, olandese (fiammingo), alsaziano, occitano e francoprovenzale), ma il governo francese e il sistema scolastico ne hanno scoraggiato l'uso fino a poco tempo fa. Nelle regioni dell'Alsazia e della Lorena si parla anche il tedesco. Le lingue regionali vengono ora insegnate in alcune scuole, anche se il francese rimane l'unica lingua ufficiale in uso dal governo, locale o nazionale.
Con la legge costituzionale del 1992, adottata per consentire il Trattato di Maastricht, è stata aggiunta infatti la previsione secondo cui «La lingua della Repubblica è il francese», nel timore che il processo di integrazione europea potesse favorire l'espansione di altre lingue a danno del francese. La tutela delle minoranze linguistiche è quindi sempre stata malvolentieri accettata, se non proprio rifiutata, in quanto lesiva del principio di eguaglianza e di indivisibilità del popolo francese. In applicazione della legge costituzionale, venne approvata nell'agosto del 1994 la legge Toubon, dichiarata poi parzialmente incostituzionale dalla Corte Costituzionale, in quanto in contrasto con il principio della libera comunicazione del pensiero e delle idee proclamato dalla Dichiarazione dei diritti dell'uomo e del cittadino. A oggi il legislatore può regolare unicamente il vocabolario impiegato dalle persone giuridiche di diritto pubblico e dalle persone di diritto privato nel compimento di una missione di servizio pubblico. L'influenza rimane comunque notevole, dato il ruolo svolto dal servizio pubblico nella vita economica e quotidiana dei privati e delle imprese (servizio radiotelevisivo, amministrazione pubblica, ecc.).
Una tendenza al superamento di questa visione accentratrice, la si ha a partire dal 1998, quanto si concede alla Nuova Caledonia di avere maggiori competenze e assemblee provinciali decentralizzate. Minor fortuna ha avuto il tentativo di introdurre all'articolo 2 il comma "La Repubblica riconosce e valorizza le lingue e le culture regionali". Tale modifica, resa necessaria dalla ratifica da parte della Francia della Carta europea delle lingue regionali, venne osteggiata dallo stesso Presidente Jacques Chirac, il quale nel 1999 disse che non l'avrebbe sostenuta in quanto lesiva dei principi fondamentali della Repubblica. La Carta è stata così ratificata solo in via amministrativa.

## Ordinamento dello Stato

### Suddivisione amministrativa
Le principali divisioni amministrative francesi sono le regioni, che sono 18 (di cui 13 nella Francia metropolitana), i dipartimenti (101 di cui 5 d'oltremare) e gli arrondissement (circondari, cioè suddivisioni amministrative dei dipartimenti).
Questi circondari (arrondissement) sono divisi in cantoni (per i collegi elettorali) e in comuni (per un totale di 36 783) per l'amministrazione locale territoriale. I cantoni corrispondono per la maggior parte a comuni completi, tuttavia, alcuni importanti comuni sono suddivisi in più cantoni, che possono anche comprendere altri comuni limitrofi meno popolati.
Infine, alcuni importanti comuni (Parigi, Lione, Marsiglia) sono a loro volta suddivisi in circoscrizioni di comuni per l'amministrazione locale con sindaci locali i quali hanno a disposizione una certa autonomia finanziaria e amministrativa all'interno dello stesso Consiglio comunale.
Il dipartimento di Parigi comprende un solo comune. Le cinque regioni d'oltremare (Guadalupa, Martinica, Guyana francese, Riunione, Mayotte) dispongono ciascuno a un singolo dipartimento. La regione della Corsica (che comprende due dipartimenti) ha uno speciale status di collettività territoriali leggermente diverso rispetto alle altre regioni metropolitane. Queste regioni sono tuttavia parte integrante dell'Unione europea.
In seguito alle leggi Defferre del 1982-1983 e Jean-Pierre Raffarin del 2003-2004, la Francia è uno Stato decentralizzato. La riforma costituzionale del febbraio 2003 ha affermato che l'organizzazione della Repubblica è decentralizzata. Il decentramento, che è stato in prima accompagnato dalla devoluzione, sostiene ora pienamente l'emergere di un vero potere locale il cui equilibrio è ancora dibattuto.
A parte le amministrazioni locali con piena realizzazione, quali sono i comuni, i dipartimenti e le regioni, esiste anche un'organizzazione intercomunale che è portata a esercitare sempre maggiori competenze (quali lo sviluppo economico, l'uso del territorio, la politica degli alloggi, il trasporto pubblico, l'igiene). Infatti i comuni sono invitati a unirsi sotto il regime dell'intermunicipalità che dispone oramai di un'autonomia finanziaria e fiscale propria, oltre che a un riconoscimento giuridico (établissement public de coopération intercommunale o EPCI). Nel 2006, 2 573 comunità (comunità di comuni, le comunità di agglomerazioni e comunità urbane) hanno ricomposto il territorio nazionale, rappresentano il 90% di comuni e l'85% della popolazione francese. Certe intermunicipalità includono comuni di differenti dipartimenti o regioni, allo scopo anche di agevolare la gestione delle attrezzature comuni, o per politiche in materia di trasporti.
La Francia è "una e indivisibile"; tale formula crea però tensioni in alcuni "paesi" o "regioni" le cui specificità, tra cui le lingue locali, non sono sufficientemente riconosciute secondo alcuni movimenti regionalisti (Alsazia, Bretagna, Catalogna del Nord, Corsica, Fiandre, Paesi Baschi, Occitania, ecc.).

### Costituzione
La Costituzione francese vigente risale al 4 ottobre 1958.

### Territori d'oltremare

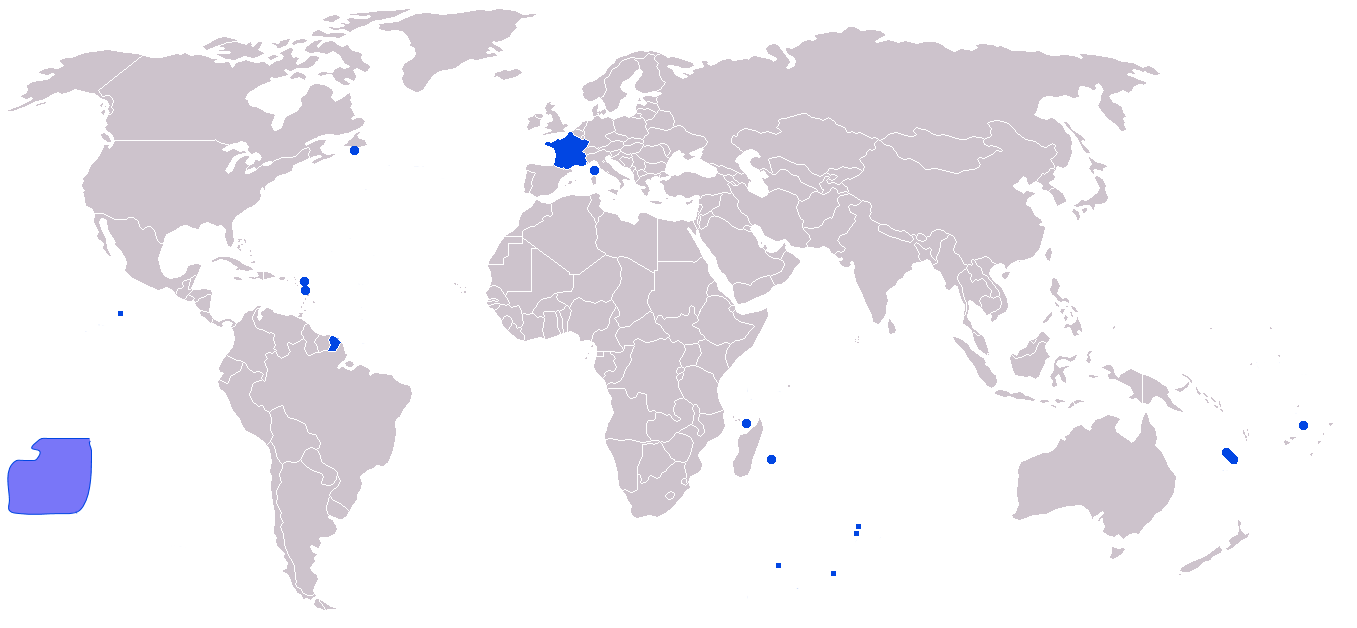
Francia d'oltremare e metropolitana (in blu)

Nel corso del XIX secolo la Francia dispose di un vasto impero coloniale. Il processo di decolonizzazione iniziato verso la metà del XX secolo ha portato all'autodeterminazione della maggior parte delle sue ex colonie. Una parte scelse, tramite referendum, di rimanere all'interno dello Stato francese, con statuti molto diversi. L'insieme di questi territori, generalmente definito come Francia d'oltremare, è composto da cinque dipartimenti d'oltremare, da collettività d'oltremare con status che offrono un'ampia autonomia, dalla Nuova Caledonia a statuto speciale, e da diversi territori disabitati, come le Terre australi e antartiche francesi.
I dipartimenti e le regioni d'oltremare hanno status identico a quello dei dipartimenti della Francia metropolitana e sono anche regioni ultraperiferiche dell'Unione europea. Essi sono Guadalupa, Martinica, Guyana francese, Riunione e Mayotte.
Le collettività d'oltremare sono dei territori con status molto diversi di autonomia. Attualmente godono di questo regime Polinesia francese, Saint-Pierre e Miquelon, Wallis e Futuna, Saint Martin e Saint Barthelemy. La comunità di Saint-Pierre e Miquelon ha un'amministrazione locale che unisce le funzioni conferite di solito alle regioni e ai dipartimenti metropolitani. Questa collettività, anche se posta fuori dall'Unione europea utilizza l'euro come moneta. La collettività di Wallis e Futuna è costituita da tre monarchie tradizionali, i cui re governano con consigli eletti e condividendo il potere con il rappresentante dello Stato francese. Il sistema giudiziario in materia penale e civile è costituito dall'unico tribunale di primo grado che è competente per l'intero territorio. Questo territorio non è amministrativamente diviso in comuni, ma in circoscrizioni, il soggetto a capo della circoscrizione ha poteri equivalenti a quelle di un sindaco. La Polinesia francese ha un alto grado di autonomia, che comporta un governo territoriale e un'assemblea in grado di gestire il bilancio del territorio, l'imposizione fiscale, e la legislazione sull'arcipelago. L'amministrazione di alcune funzioni (quali difesa, polizia, giustizia, e tesoro pubblico) è affidata allo Stato francese, rappresentato sul territorio da un Alto Commissario della Repubblica.
Nell'ambito dei territori francesi d'oltremare, la Nuova Caledonia ha uno status particolare. Anche se ancora organizzata su una divisione in amministrazioni comunali, la Nuova Caledonia non è divisa in dipartimenti, ma in province e villaggi (in base a una tradizione locale) con funzioni normalmente assegnate, sul continente e nelle regioni d'oltremare, ai dipartimenti e ai comuni, in particolare nei settori della giustizia, dell'istruzione e della cittadinanza. Inoltre, la funzione della regione è trasferita a un governo locale. In futuro è previsto un referendum per determinare se il territorio rimarrà entro la Repubblica francese con ampia autonomia, o diverrà indipendente, con una possibile associazione. Utilizza il franco CFP, adottato insieme alla Polinesia francese e a Wallis e Futuna.
Altri territori d'oltremare francese, poco o per nulla abitati, sono gestiti da un amministratore nominato dallo Stato e costituiscono le Terre australi e antartiche francesi (TAAF, Oceano Indiano meridionale); le isole Éparses (nell'Oceano Indiano, sparse tra il Madagascar, Mayotte, e Mauritius) sono governate dall'amministrazione della Riunione; infine Clipperton (nell'Oceano Pacifico orientale, al largo del Messico) è amministrata dal governo della Polinesia francese. Queste terre non possiedono un'amministrazione locale propria.

### Città principali
Comuni urbani di un'unità urbana/agglomerazione
     Comuni urbani di un'area urbana/metropolitana
     Comuni urbani multipolari
     Comuni rurali

Mappa dell'organizzazione territoriale in Francia:
Comuni urbani di un'unità urbana/agglomerazione
Comuni urbani di un'area urbana/metropolitana
Comuni urbani multipolari
Comuni rurali

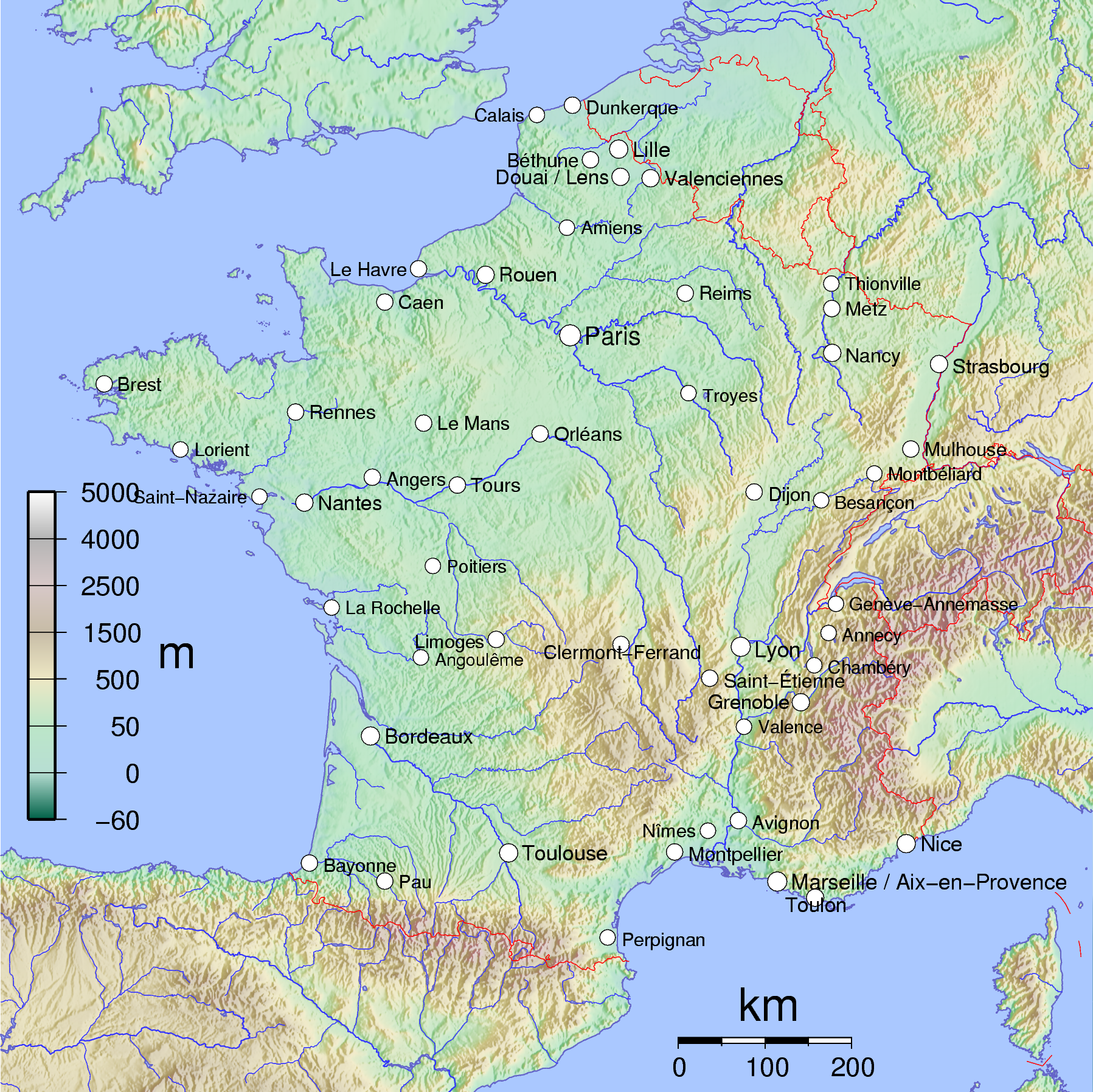
Le maggiori città francesi

La Francia è un paese altamente urbanizzato; nel 2018, secondo l'INSEE le sue città più grandi (di più di 200 000 abitanti, in termini di popolazione legale del comune) sono Parigi (2 206 488), Marsiglia (861 635), Lione (513 275), Tolosa (471 941), Nizza (342 522), Nantes (303 382), Montpellier (277 639), Strasburgo (277 270), Bordeaux (249 712), Lilla (232 741) e Rennes (215 366). L'emigrazione rurale è stata una questione politica molto sentita per la maggior parte del XX secolo.
| Città | Comune    | Agglomerazione | Area urbana |
| --- | --------- | -------------- | ----------- |
| Parigi | 2 206 488 | 10 706 072     | 12 532 901  |
| Marsiglia1 | 861 635   | 1 585 498      | 1 752 398   |
| Lione | 513 275   | 1 639 558      | 2 291 763   |
| Tolosa | 471 941   | 948 433        | 1 330 954   |
| Nizza | 342 522   | 943 354        | 1 005 891   |
| Nantes | 303 382   | 633 690        | 949 316     |
| Montpellier | 277 639   | 428 909        | 599 365     |
| Strasburgo2 | 277 270   | 461 101        | 780 515     |
| Bordeaux | 249 712   | 904 359        | 1 215 769   |
| Lilla2 | 232 741   | 1 039 397      | 1 184 708   |
| Rennes | 215 366   | 330 871        | 719 840     |
| Fonte: INSEE 1 L'agglomerazione e l'area metropolitana sono denominate Marsiglia-Aix-en-Provence. 2 Città transfrontaliera i cui dati sono riferiti solo alla parte francese. |           |                |             |

Altre principali città della Francia di più di 100 000 abitanti sono (in ordine decrescente di popolazione legale comunale):
Reims, Le Havre, Saint-Étienne, Tolone, Grenoble, Digione, Angers, Nîmes, Villeurbanne, Saint-Denis (Senna-Saint-Denis), Le Mans, Aix-en-Provence1, Clermont-Ferrand, Brest, Tours, Limoges, Amiens, Annecy, Perpignan, Boulogne-Billancourt, Metz, Besançon, Orléans, Saint-Denis (Riunione), Argenteuil, Mulhouse, Rouen, Montreuil, Caen, Saint-Paul e Nancy.
Altre principali agglomerazioni della Francia sono (in ordine decrescente di popolazione):
Tolone, Grenoble, Douai-Lens, Rouen, Avignone, Saint-Étienne, Béthune, Tours e Valenciennes2.
Altre principali aree metropolitane della Francia sono (in ordine decrescente di popolazione):
Grenoble, Rouen, Tolone, Douai-Lens, Avignone, Saint-Étienne, Tours, Clermont-Ferrand e Nancy.

### Istituzioni, enti e associazioni

#### Forze armate

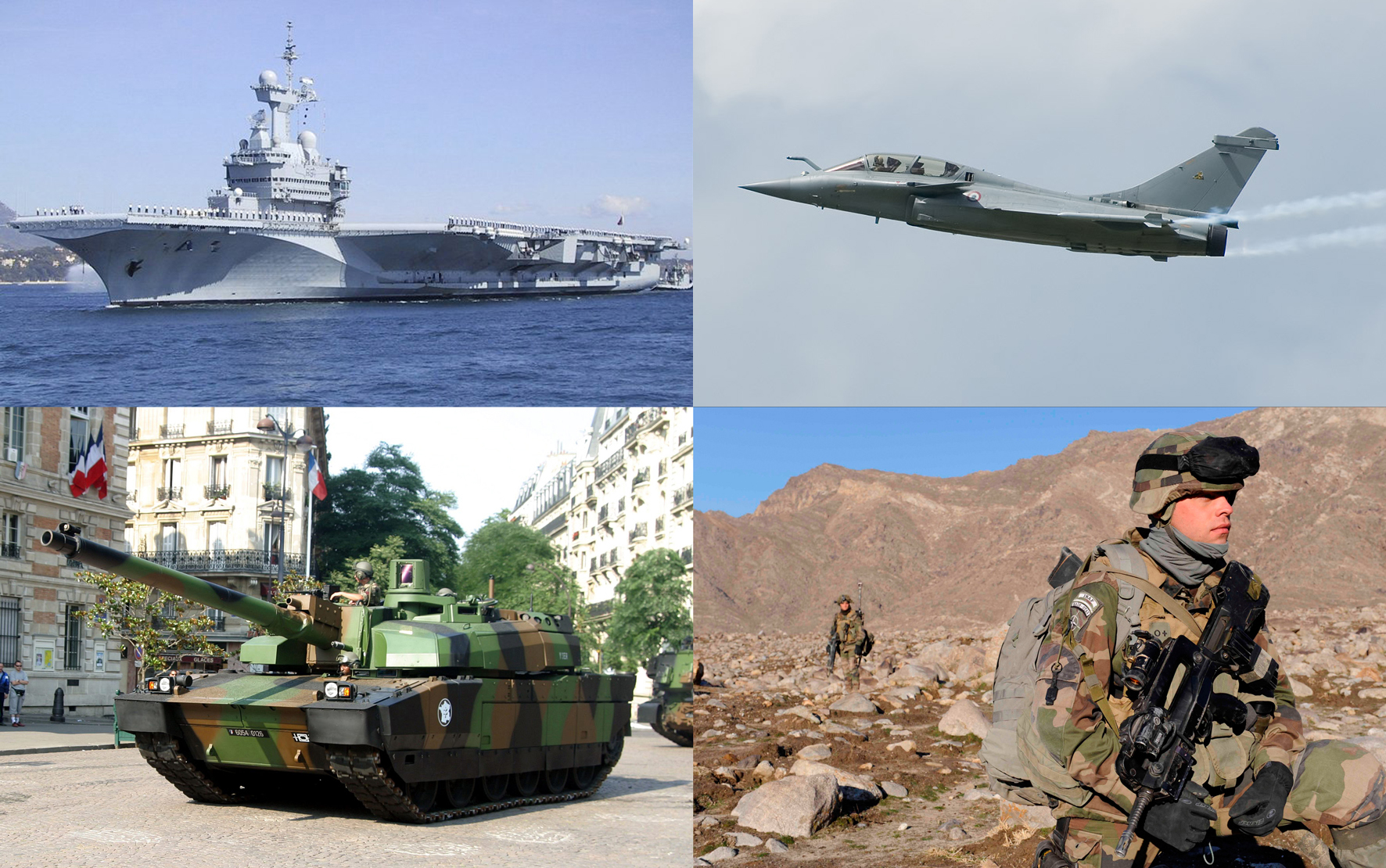
Esempi delle forze militari francesi. In senso orario da sinistra in alto: portaerei nucleare Charles de Gaulle; un aereo da caccia Rafale; un soldato francese di pattuglia nella provincia di Kapisa in Afghanistan; un carro armato Leclerc a Parigi per la parata militare del 14 luglio.

Le forze armate francesi (Armées Françaises) sono forze militari e paramilitari sotto il comando supremo del Presidente della Repubblica francese. Esse sono costituite dall'Armée de terre (esercito), dalla Marine nationale (marina militare), dall'Armée de l'air (aeronautica militare) e dalla forza paramilitare ausiliaria, (la Gendarmerie nazionale), e sono tra le più grandi forze armate nel mondo. Mentre amministrativamente le forze armate francesi sono di competenza del Ministero della Difesa, la Gendarmeria è operativamente collegata al Ministero dell'interno.
La gendarmeria è una forza di polizia militare. Essa comprende le unità antiterrorismo come l'Escadron Parachutiste d'Intervention de la Gendarmerie Nationale e il Groupe d'intervention de la Gendarmerie nationale. Delle due unità di intelligence francesi, la Direction générale de la sécurité extérieure riferisce al Ministero della Difesa, mentre la Direction centrale du renseignement intérieur riporta direttamente al Ministero dell'interno. Dal 1997 non vi è alcuna coscrizione. La Francia vanta inoltre un corpo militare d'élite, la Legione straniera francese, che si compone di cittadini stranieri provenienti da oltre 140 paesi.
La Francia è membro permanente del Consiglio di sicurezza delle Nazioni Unite e dal 1960 è riconosciuto come uno Stato con armi nucleari. La Francia ha firmato e ratificato il Trattato di bando complessivo dei test nucleari e il Trattato di non proliferazione nucleare. Nel 2011, le spese militari della Francia sono state di 62,5 miliardi di dollari statunitensi, pari al 2,3%, del PIL rendendola il quinto Stato per budget militare al mondo dopo gli Stati Uniti d'America, la Cina, la Russia e il Regno Unito.

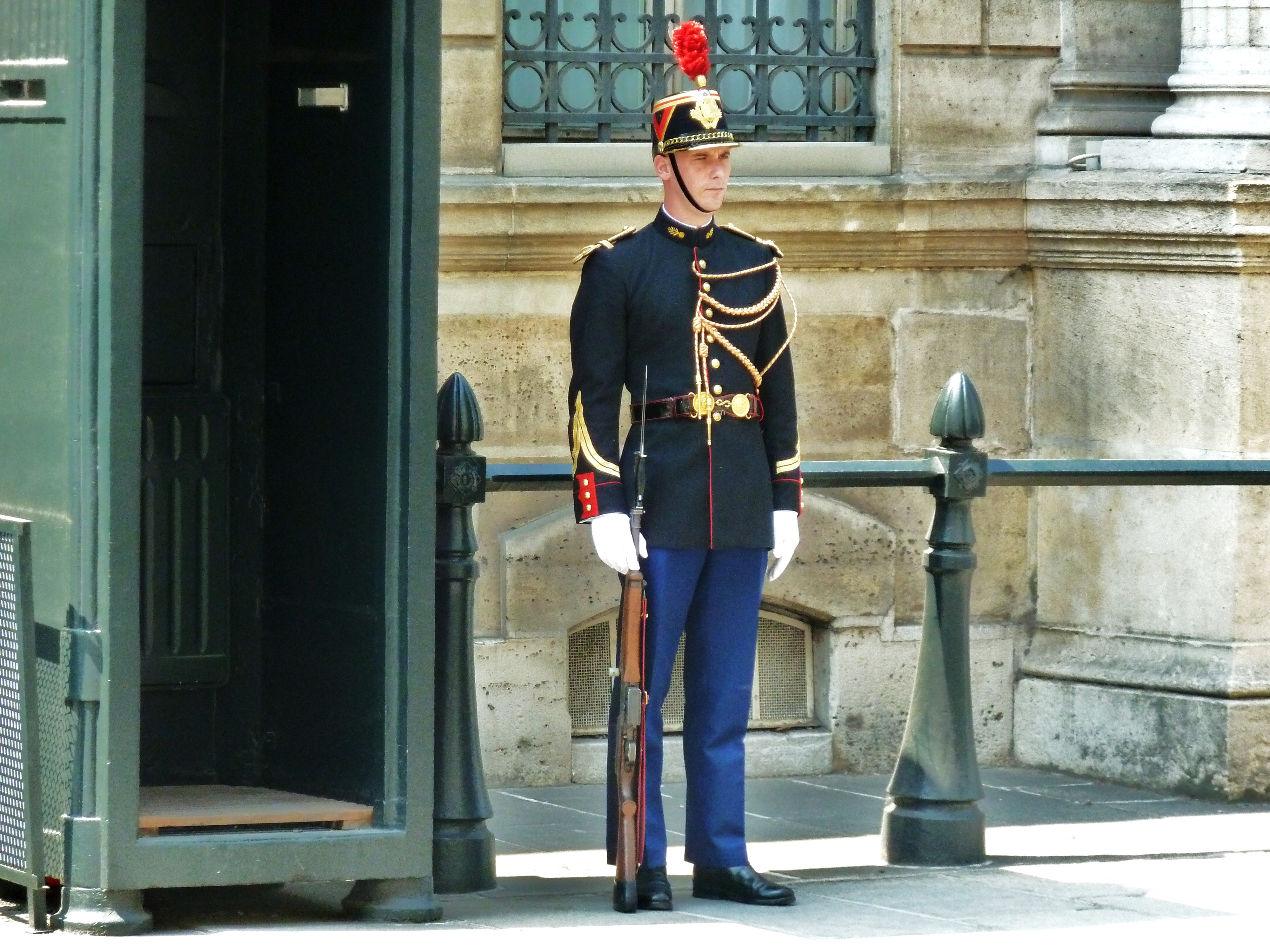
Guardia repubblicana davanti al Palazzo dell'Eliseo a Parigi

La forza di dissuasione nucleare francese, precedentemente conosciuto come "force de frappe", si basa su una completa indipendenza e conta quattro sottomarini classe Le Triomphant dotati di missili SLBM. Oltre alla flotta sottomarina, si stima che la Francia possieda circa 60 ASMP, missili aria-terra a medio raggio, con testate nucleari, di cui circa 50 impiegati dalla aeronautica sugli aerei d'attacco a lungo raggio Dassault Mirage 2000N mentre circa 10 sono schierati sui Dassault Super Étendard, aerei d'attacco della Marina francese, che operano dalla portaerei a propulsione nucleare Charles de Gaulle. Il nuovo velivolo Rafale F3 sostituirà gradualmente tutti i Mirage 2000N e Super Étendard nel ruolo di attacco nucleare.
La Francia possiede grandi industrie militari e una delle più grandi industrie aerospaziali del mondo. Le sue aziende hanno realizzato, tra le altre cose, il Rafale, la portaerei Charles de Gaulle, il missile Exocet e il carro armato Leclerc. Nonostante il ritiro dal progetto Eurofighter Typhoon, la Francia sta attivamente investendo in iniziative militari comuni europee, come il Eurocopter Tiger, la fregata classe FREMM, l'aeromobile a pilotaggio remoto Dassault nEUROn e l'Airbus A400M. La Francia è anche un grande venditore di armi: la maggior parte del suo arsenale è a disposizione per il mercato estero, con l'eccezione dei mezzi a propulsione nucleare.
È da ricordare che fu Carlo VII  il fondatore dell'esercito francese: infatti il 26 maggio 1445 con le Compagnie d'ordonnance,la prima istituzione militare permanente Carlo VII istituì l'Armée de terre (esercito francese).
La parata militare che si tiene a Parigi ogni 14 luglio, in occasione della Festa nazionale francese, è la più antica e la più grande parata militare a svolgimento regolare in Europa.

#### Ricerca scientifica
La Francia ha due importanti istituti di ricerca con il Centro nazionale di ricerca scientifica e Commissariato per l'energia atomica e le energie alternative. La Francia ospita sul suo territorio importanti strumenti di ricerca internazionali, come l'European synchrotron radiation facility o l'Institut Laue-Langevin e rimane un membro chiave dell'Organizzazione europea per la ricerca nucleare.

#### Sistema scolastico e Università
Una delle più antiche università d'Europa e del mondo e tra le più antiche (se non la più antica) università francese, è l'Università di Parigi, o la Sorbona: l'universitas magistrorum et scholarium Parisiensis ("gruppo di insegnanti e studenti di Parigi") è inizialmente una corporazione di insegnanti e studenti che è apparsa a Parigi intorno al 1150. Il primo atto che le conferisce uno status ufficiale è una carta del 15 gennaio 1200 con la quale re Filippo II di Francia concede la "comunità". L'Università venne riconosciuta da papa Innocenzo III da una bolla del 1215, bolla confermata da papa Gregorio IX nel 1231.
L'estrazione sociale degli alunni influisce notevolmente sui loro risultati scolastici. In CE2, gli alunni del quartiere più povero ottengono un voto medio di 57 su 100 in francese e di 58 in matematica nel 2019, rispetto a 87 e 85 rispettivamente per quelli del quartiere più ricco. Le disuguaglianze si accentuano dopo la scuola secondaria, con un tasso di accesso alla scuola secondaria generale o tecnologica doppio per gli alunni provenienti da ambienti privilegiati rispetto agli altri.

## Politica

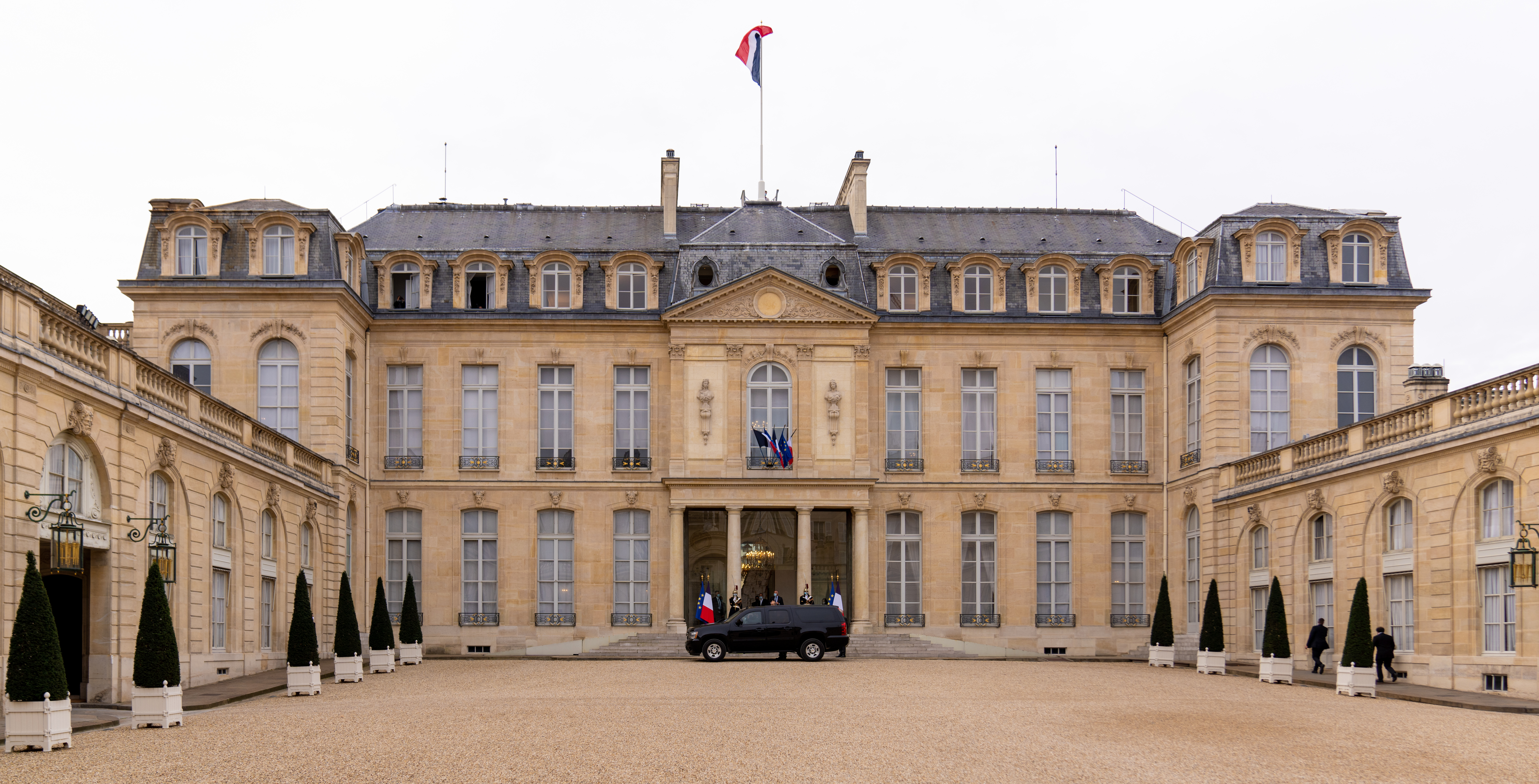
Palazzo dell'Eliseo, residenza del Presidente della Repubblica

La Francia è una Repubblica costituzionale, "indivisibile, laica, democratica e sociale" (articolo 1 della Costituzione del 1958) a regime parlamentare semi-presidenziale (con forti poteri in mano al Presidente della Repubblica). La riforma costituzionale del 28 marzo 2003 (Atto II del decentramento), ai sensi dello stesso articolo, ha aggiunto che l'organizzazione della Repubblica fosse decentrata.
Prima del 1962 il Presidente della Repubblica francese era eletto a suffragio universale indiretto da un collegio elettorale ampliato, al fine di evitare il predominio del potere legislativo sul potere esecutivo che si era prodotto nell'ambito della Quarta Repubblica e che aveva causato il blocco istituzionale. Nel novembre 1962, il presidente indisse un referendum per poter essere eletto a suffragio universale diretto, in base all'articolo 11 della Costituzione (e non all'articolo 89). L'articolo 11 consente di sottoporre a referendum leggi in materia di governo, organizzazione delle istituzioni e trattati internazionali, mentre l'articolo 89 consente di presentare una revisione costituzionale da parte del popolo, ma dopo l'approvazione del Parlamento riunito in Congresso.

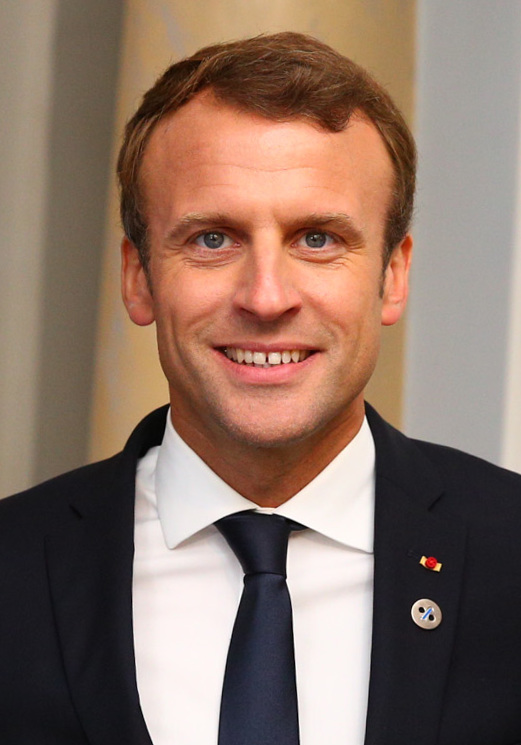
Emmanuel Macron Presidente della Repubblica

Nella Costituzione della Quinta Repubblica, il potere esecutivo è rafforzato a scapito del potere legislativo. Il Presidente ha acquisito competenze proprie come ad esempio il diritto di sciogliere l'Assemblée nationale (articolo 12 della Costituzione), il diritto di indire un referendum (articolo 11 della Costituzione), il potere di nominare il Primo ministro (articolo 8 della Costituzione), in quanto, a differenza del sistema presidenziale (si pensi agli Stati Uniti d'America), egli non è anche capo dell'esecutivo. Per quanto riguarda il governo, ne determina e ne dirige la politica. Stabilisce anche i 3/4 degli ordini del giorno dell'Assemblée nationale. Il presidente è eletto per cinque anni a suffragio universale diretto (prima era per sette anni).
L'ordinamento politico della Quinta Repubblica prevede una Camera dei deputati (Assemblée nationale) di 577 membri, eletti per cinque anni a suffragio universale diretto, e un Senato (Sénat) composto di 331 senatori (che saranno 346 nel 2010 e rinnovati da questa data per la metà ogni tre anni), eletti per sei anni a suffragio universale indiretto. Il potere legislativo del Senato è limitato; l'Assemblée nationale ha l'ultima parola in caso di disaccordo tra le due camere.
I cittadini francesi all'estero vedono i loro interessi difesi in Parlamento da parte dell'Assemblea dei francesi dell'estero (Assemblée des Français de l'Étranger).

### Relazioni internazionali
La Francia è un membro delle Nazioni Unite e siede come uno dei membri permanenti del Consiglio di Sicurezza dell'ONU con diritto di veto. È anche membro dell'Organizzazione mondiale del commercio (OMC), del Segretariato della comunità del Pacifico (SPC) e della Commissione dell'Oceano Indiano (COI). È un membro associato della Associazione degli Stati caraibici (ACS) e membro di spicco della Organizzazione internazionale della francofonia (OIF) che raggruppa cinquantuno paesi francofoni in tutto il mondo. La Francia ospita la sede di importanti organizzazioni internazionali quali OCSE, UNESCO, Interpol, Alliance Base e l'Ufficio internazionale dei pesi e delle misure.
La politica estera francese è stata in gran parte influenzata dall'adesione all'Unione europea, di cui è membro fondatore. A partire dagli anni novanta, la Francia ha sviluppato stretti legami con la Germania riunificata al fine di creare un influente blocco trainante dell'Unione europea. Nei primi anni 1990, il paese ha attirato forti critiche dalle altre nazioni per i suoi test nucleare sotterraneo nella Polinesia francese. La Francia si oppose vigorosamente all'invasione dell'Iraq nel 2003, stringendo relazioni bilaterali con Stati Uniti d'America e Regno Unito. La Francia mantiene una forte influenza politica ed economica verso le ex colonie africane. In particolare ha fornito aiuti economici e sostegno militare alle missioni di pace in Costa d'Avorio e Ciad.

## Economia

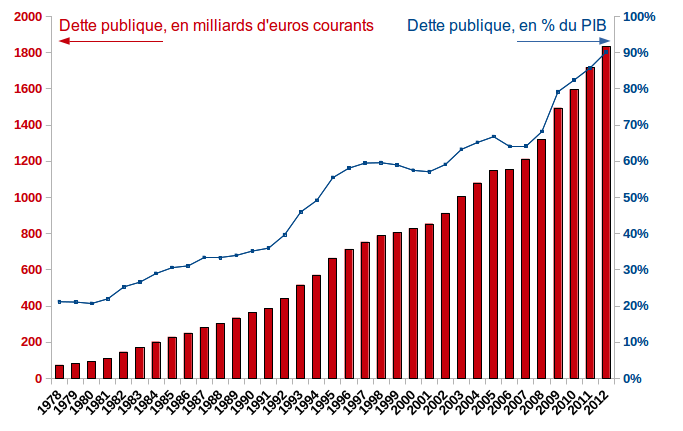
Debito pubblico francese

Come si è già avuto modo di segnalare, l'economia francese è una delle più forti del mondo e seconda in Europa dopo quella tedesca. Pur essendo di tipo capitalista è caratterizzata da un significativo intervento dello Stato, soprattutto a partire dalla fine della seconda guerra mondiale. Tuttavia, dalla metà degli anni ottanta, riforme successive hanno portato a una progressiva privatizzazione di diverse imprese pubbliche. Grazie all'utilizzo di tecniche altamente sofisticate, la Francia è al primo posto in Europa, e tra i primi nel mondo, per la quantità e la qualità dei suoi prodotti nel campo dell'agricoltura e dell'allevamento. L'industria si articola in un fitto tessuto di piccole e medie imprese legate al territorio ma anche nei grandi colossi legati principalmente ai settori automobilistico, informatico, cosmetico, farmaceutico, gastronomico, della moda e dell'industria della musica. Il settore terziario impiega la maggior parte della forza lavoro e prospera grazie alla quantità e qualità dei servizi offerti dallo Stato e al turismo (la Francia occupa il quarto posto mondiale per introiti derivati dal turismo). Le stime del PIL nominale per l'anno 2012 pongono infatti la Francia al quinto posto tra i paesi più ricchi del globo.
Il suo peso economico è stato in grado di assicurare alla Francia un ruolo di primo piano sulla scena internazionale. Il Paese ha beneficiato innegabilmente dalla sua posizione geografica al centro d'Europa e lungo i principali flussi commerciali che attraversano il continente, con importanti porti sul mar Mediterraneo, Canale della Manica e oceano Atlantico.
Il mercato comune europeo istituito nel 1957 ha rappresentato un forte motore di sviluppo per le imprese francesi, che hanno beneficiato, nel contempo, dei forti legami commerciali che le ex colonie hanno mantenuto con l'antica madrepatria.

### Settore primario
La Francia è il primo produttore agricolo dell'Unione europea con il 23% della produzione agricola nel 1999, seguita a distanza da Italia (15,4%) e Germania (15,2%). Le attività principali sono le colture di cereali (grano e mais); la produzione di zucchero, vino, prodotti lattiero-caseari, frutta, verdura; l'allevamento animale e la produzione di carne.
Il settore ha subito un ammodernamento che ha aumentato la sua produttività. La popolazione attiva in agricoltura continua a diminuire dai massimi dell'immediato dopo guerra, tuttavia si segnala un relativo ringiovanimento della forza lavoro, legata principalmente al massiccio pensionamento: nel 2000 il 53% dei proprietari di azienda agricola avevano meno di 50 anni, contro il 42,6% del 1988. Le attività agricole si sviluppano sul 60% della Francia metropolitana corrispondenti a circa 28 milioni di ettari, ma solo la metà di questa superficie è posta a coltura.

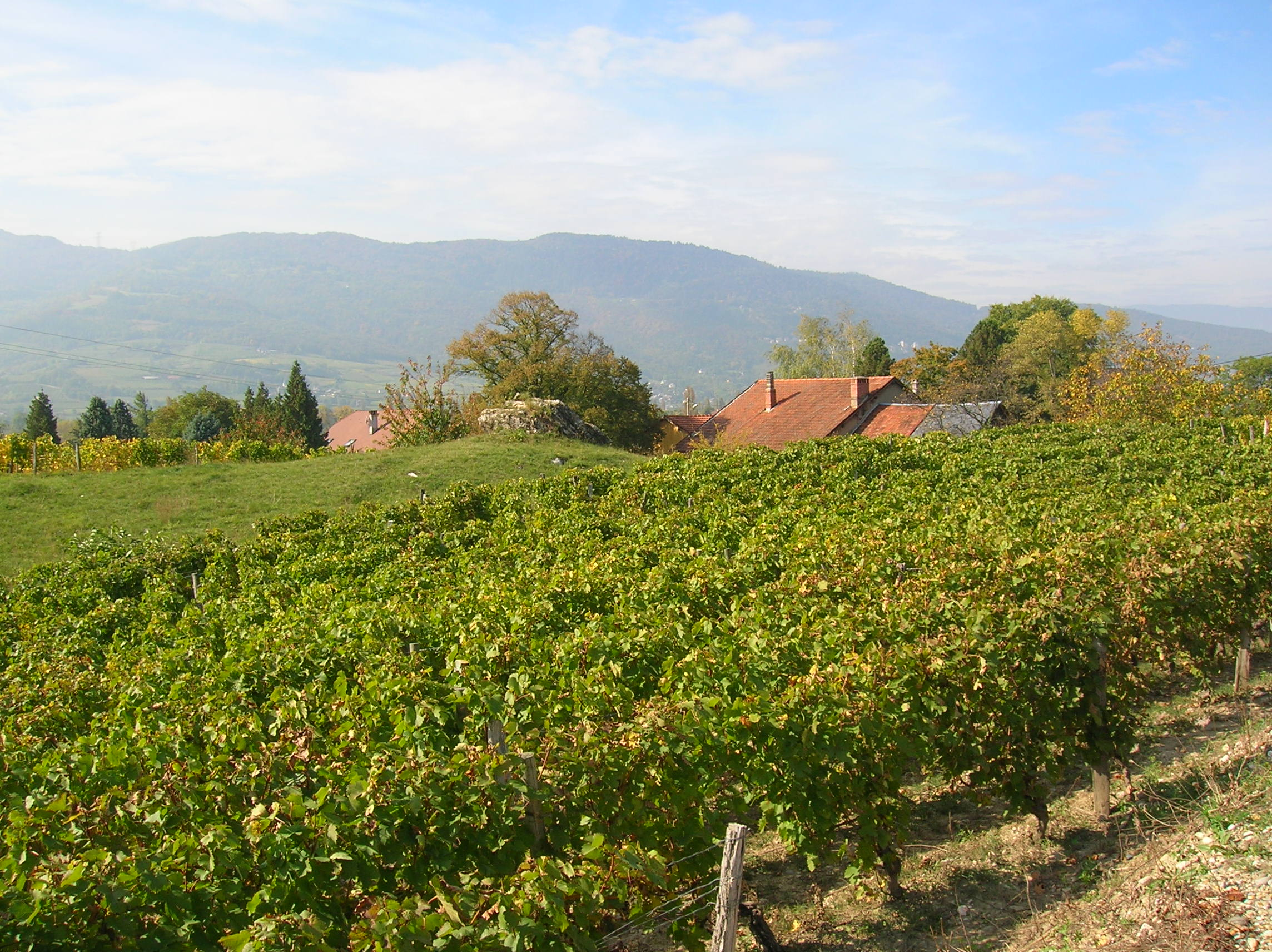
La Francia è il secondo produttore mondiale di uva con 7800000 tonnellate secondo la FAO; un vitigno presso Myans, nel Rodano-Alpi

Nel 2000, secondo INSEE, il valore di ciascuna produzione agricola è stato il seguente:
1. Prodotti vegetali diversi (piante foraggere, piante e fiori): 10,8%
2. Frutta e verdura: 10,4%
3. Altri prodotti di origine animale (prodotti lattiero-caseari, conigli, ecc.): 13,3%
4. Prodotti avicoli: 6,4%
5. Allevamenti: 18,4%
6. Pinte industriali: 6,8%
7. Cereali: 15,5%
8. Vini: 14,2%
9. Servizi (agriturismo, ecc.): 4,2%

In termini di produzione, l'allevamento, con 11,9 miliardi di euro in valore nel 2000, si pone al primo posto nel panorama agricolo francese, davanti ai cereali (10 miliardi di euro e 66 milioni di tonnellate) e alle produzioni vinicole (8,9 miliardi di euro). Con 22,6 miliardi di litri di latte prodotti nel 2000, sebbene in calo rispetto al 1990, la Francia rappresenta un quinto del totale europeo. Se la pesca ha oggi un peso ridicolo sia a livello europeo sia mondiale (341 000 tonnellate nel 1999, principalmente tonno tropicale) la flotta è costituita da circa 6 000 navi e circa 20 500 marinai. Infine, il legname raccolto, pari a 36,2 milioni di metri cubi nel 1999, alimentando un settore (segherie, lavorazione del legno, produzione di carta e cartone), che impiega circa 100 000 persone. La produzione agricola alimenta inoltre il settore delle industrie di trasformazione alimentare, che alla fine del 1999 assommava a circa 3 000 aziende che davano lavoro a 370 000 dipendenti, dove l'industria legata alla lavorazione della carne impiegava da sola 122 000 persone.

### Settore secondario
Il settore secondario rappresenta il 20,6% del PIL francese nel 2006 e occupava il 24,4% della forza lavoro.
La Francia è una delle più grandi potenze industriali del mondo. Nelle loro attività, diversi gruppi francesi occupano un posto di primo piano rispetto ai loro concorrenti stranieri, come nel caso L'Oréal, Michelin e Alcatel.
I rami che occupano il più grande numero di lavoratori dipendenti sono le industrie della meccanica, elettrica ed elettronica (25% nel 1998), dei prodotti in metallo (11,7%) e il settore legno, carta e stampa (10,2%). Inoltre il settore automobilistico riveste una notevole importanza, con una produzione annuale di circa 5 milioni di veicoli, forte di circa 300 000 dipendenti, con grandi gruppi quali Peugeot-Citroen e Renault.
Con l'88% delle imprese con meno di 200 dipendenti nel 1998, l'industria francese appare scarsamente concentrata. A fianco dei gruppi di grandi dimensioni coesistono e prosperano molte piccole e medie imprese (PMI) che spesso lavorano in subappalto.

### La produzione di energia

La centrale nucleare di Cattenom nel dipartimento della Mosella

L'industria nucleare francese è ora un settore leader dell'economia e uno dei pilastri della sua politica energetica. La Francia è il secondo maggior produttore di energia nucleare del mondo dietro solo agli Stati Uniti d'America. Con 59 reattori nucleari, tutte gestite dall'EDF, la Francia possiede il secondo parco al mondo (preceduta sempre dagli USA), mentre la quota di energia nucleare sulla produzione totale di energia elettrica corrisponde a quasi il 79%, ponendo la Francia come leader a livello mondiale.
Distribuzione della produzione totale di energia elettrica nel 2005:
- Energia nucleare: 79%
- Energia da fonti rinnovabili: 11%
- Energia da fonti fossili: 10%

Caratteristiche del nucleare francese, secondo il Ministero dell'Ecologia:
- 78% dei kWh di energia elettrica prodotta in Francia sono d'origine nucleare;
- 59 sono i reattori nucleari in funzione in tutto il territorio nazionale distribuiti su 19 centrali;
- La capacità installata del parco è di circa 63 GWe;
- Il costo degli investimenti nelle centrali nucleari di potenza è stato nell'ordine di 77 miliardi di € nel 2003;
- Il parco nucleare ha permesso un risparmio di 10 miliardi di € nel 2005 rispetto a un parco di pari potenza alimentato a energia termica a gas naturale;
- L'energia nucleare francese permette di evitare 31 milioni di tonnellate di emissioni di carbonio nell'atmosfera;
- Da 1 100 a 1 200 tonnellate di rifiuti irradiati sono prodotte ogni anno dalle centrali francesi dell'EDF.

La scelta strategica di puntare sulle centrali nucleari di potenza ha costantemente ridotto la bolletta energetica della Francia. Inoltre, il tasso di indipendenza energetica del paese è in netta crescita: il 26% nel 1973, circa il 50% dalla fine degli anni 1980. L'energia nucleare ha anche permesso al paese di ridurre le emissioni che contribuiscono all'effetto serra. La Francia ha così uno dei più bassi tassi di emissioni di anidride carbonica fra i paesi dell'OCSE. Le sue emissioni di anidride carbonica causate dalla produzione energetica sono pari a 1,68 tonnellate pro capite nel 2002, contro le 2,30 tonnellate della media dei paesi dell'Unione europea a 15 (di cui 2,80 tonnellate per la Germania e 2,44 tonnellate per il Regno Unito) e le 536 t per gli Stati Uniti d'America. La Francia, in tal modo, ha emissioni di gas serra pro capite del 21% al di sotto della media europea, e dal 30% al 40% inferiori a quelli dei suoi principali paesi confinanti.

### Settore terziario
Il settore terziario ha un posto di rilievo nell'economia francese a immagine degli sviluppi compiuti negli altri principali paesi industrializzati. Il settore terziario impiega il 71,5% della popolazione attiva, più di 18 milioni di francesi. Questo è il settore che contribuisce maggiormente alla crescita economica. Mentre il settore commerciale è stato caratterizzato negli ultimi anni da strategie di mercato da cui ha tratto vantaggio la grande distribuzione, spesso attraverso fusioni e acquisizioni di grandi dimensioni.

### Commercio con l'estero

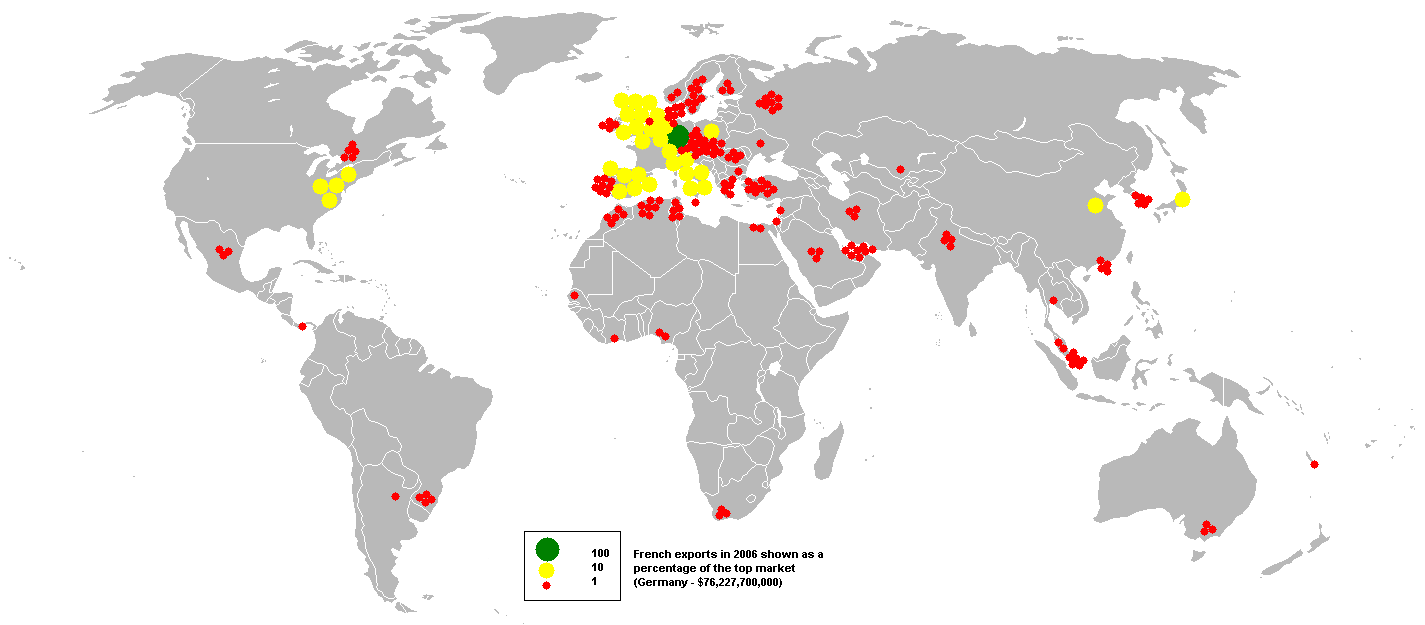
Mappa delle esportazioni della Francia

Per 30 anni l'industria francese si è considerevolmente internazionalizzata. Lo sviluppo delle esportazione però varia notevolmente da un settore all'altro:
1. i settori in declino sono quelli del legno e della carta, tessile, apparecchiature elettriche, elettrodomestici, abbigliamento e cuoio;
2. i settori in aumento sono quelli della cantieristica navale, aereo e ferroviario, farmaceutico, dei profumi, l'industria automobilistica, il settore agroalimentare e dei componenti elettronici.

Molto importante per la bilancia commerciale è il settore agroalimentare, che ha prodotto 9,4 miliardi di euro di eccedenza nel 2000. In questo settore figurano produzioni quali quello delle bevande alcoliche (champagne, vino, cognac), seguita dalle produzioni cerealicole (grano) e dell'allevamento animale e delle carni. In termini di saldo esportazioni-importazioni, l'agroalimentare è seguito dall'industria automobilistica (9,3 miliardi di euro).
I principali partner commerciali della Francia sono i Paesi dell'Unione europea, con i quali presentava un surplus commerciale, concentrando il 62% delle esportazioni e il 60% delle importazioni nel 2000. A distanza i Paesi europei sono seguiti dall'America e dall'Asia.
Per quanto riguarda le importazioni francesi, ruolo principale veste il settore dell'energia. I principali fornitori di petrolio sono Norvegia, Arabia Saudita, Russia e il vicino Regno Unito. Altre merci d'importazione sono gli elettrodomestici e i prodotti dell'abbigliamento-cuoio.
A partire dal 2004, la Francia ha conosciuto un disavanzo della sua bilancia commerciale sempre più importante.

### Altri aspetti socioeconomici
Il tasso di disoccupazione, al 7,5% nel marzo 2008, è fra i più elevati d'Europa, e da circa 30 anni questo problema è ufficialmente una priorità del governo, indipendentemente dal partito al potere. La disoccupazione colpisce in particolare le donne, le persone oltre i 50 anni e la gioventù (anche se le stime sono leggermente alterate dal fatto che solamente una minoranza cerca un lavoro prima dei 22 anni).
Nel 2008 3,68 milioni di persone (6,4% della popolazione) vivevano al di sotto della soglia di povertà del 50%, e 7,13 milioni di persone (12,1% della popolazione) vivono al di sotto della soglia di povertà del 60%. La povertà assoluta è in costante declino in Francia, ma la povertà relativa diminuisce in maniera inferiore (la povertà relativa è definita in relazione alla media del tenore di vita, e difficilmente può scomparire).
Il 15% delle famiglie più ricche possiedono il 55,8% del totale del patrimonio nazionale (e nella maggior parte dei casi sono delle persone anziane).
L'aspettativa di vita del 5% più povero dei francesi (71,7 anni) è di 13 anni inferiore a quella del 5% più ricco (84,4 anni)

### Situazione dell'amministrazione pubblica

Il quartiere degli affari La Défense visto dalla Torre Eiffel

Il deficit pubblico, come il deficit di bilancio, sono molto elevati: per il 2007 lo stato delle spese nette ammontava a 271 miliardi di euro, mentre il totale delle entrate nette ammontano a 228 miliardi di euro. Secondo il ministero delle Finanze francese, il disavanzo era pari a circa 42 miliardi di euro.
Il debito pubblico del governo (Stato, enti locali, Sicurezza sociale, ODAC) era pari a 1 150 miliardi di euro alla fine del 2006, che costituisce il 64,2% in rapporto al PIL (i criteri del Patto di stabilità e di crescita del trattato sull'Unione europea limita il disavanzo al 3,0% del PIL e il debito al 60% del PIL).

### Caratteristiche del sistema economico
L'organizzazione economica è tipico capitalista con un forte intervento statale (neo-colbertismo) dalla fine della seconda guerra mondiale, tanto che si parla spesso di capitalismo francese.
Per quanto riguarda il sistema di produzione, la Francia è il quarto esportatore del mondo (come somma di tutti i prodotti), nonostante l'intrinseca debolezza, dal momento che non controlla il sistema di produzione, dominata a monte da parte di coloro che producono macchine utensili. L'economia francese è prevalentemente un'economia dei servizi, per i quali è il secondo più grande esportatore del mondo (è al primo posto nel mondo come destinazione turistica con più di 60 milioni di visitatori stranieri l'anno).
Il settore terziario impiega il 72% della forza lavoro. Ma è soprattutto nel sistema della distribuzione che la Francia si distingue: la grande distribuzione in Francia ha un peso molto forte per l'economia.
È il secondo più grande esportatore mondiale di prodotti alimentari, dietro gli Stati Uniti d'America, anche se il settore primario (agricoltura, pesca) rappresenta solo il 4% della forza lavoro.
La Francia possiede un importante apparato industriale. Fra i settori di punta vi sono la produzione di treni commerciali per l'alta velocità e una potente industria automobilistica (Peugeot-Citroën, Renault, Michelin). Possiede il primo gruppo globale per la costruzione di centrali nucleari, collabora nel settore aeronautico e aerospaziale con gruppi quali Airbus, Eurocopter, Ariane, Safran, ha importanti aziende farmaceutiche (Sanofi Aventis, Istituto Pasteur). Presenta eccellenze nel settore gastronomico e nel settore di lusso. Il settore secondario occupa il 24% della forza lavoro.
La presenza dello Stato nell'economia è in forte declino, soprattutto a partire dalla fine degli anni 1980 e dal programma di privatizzazione lanciato dall'allora primo ministro Jacques Chirac. Lo Stato francese ha venduto circa 1 500 aziende e trasferito più di un milione di dipendenti al settore privato. La quota dell'occupazione pubblica, esclusa la funzione pubblica (istruzione, amministrazione, ospedali, ecc.), sul totale dell'occupazione dipendente è scesa dal 10,5% nel 1986 al 3,1% nel 2019.

### Turismo

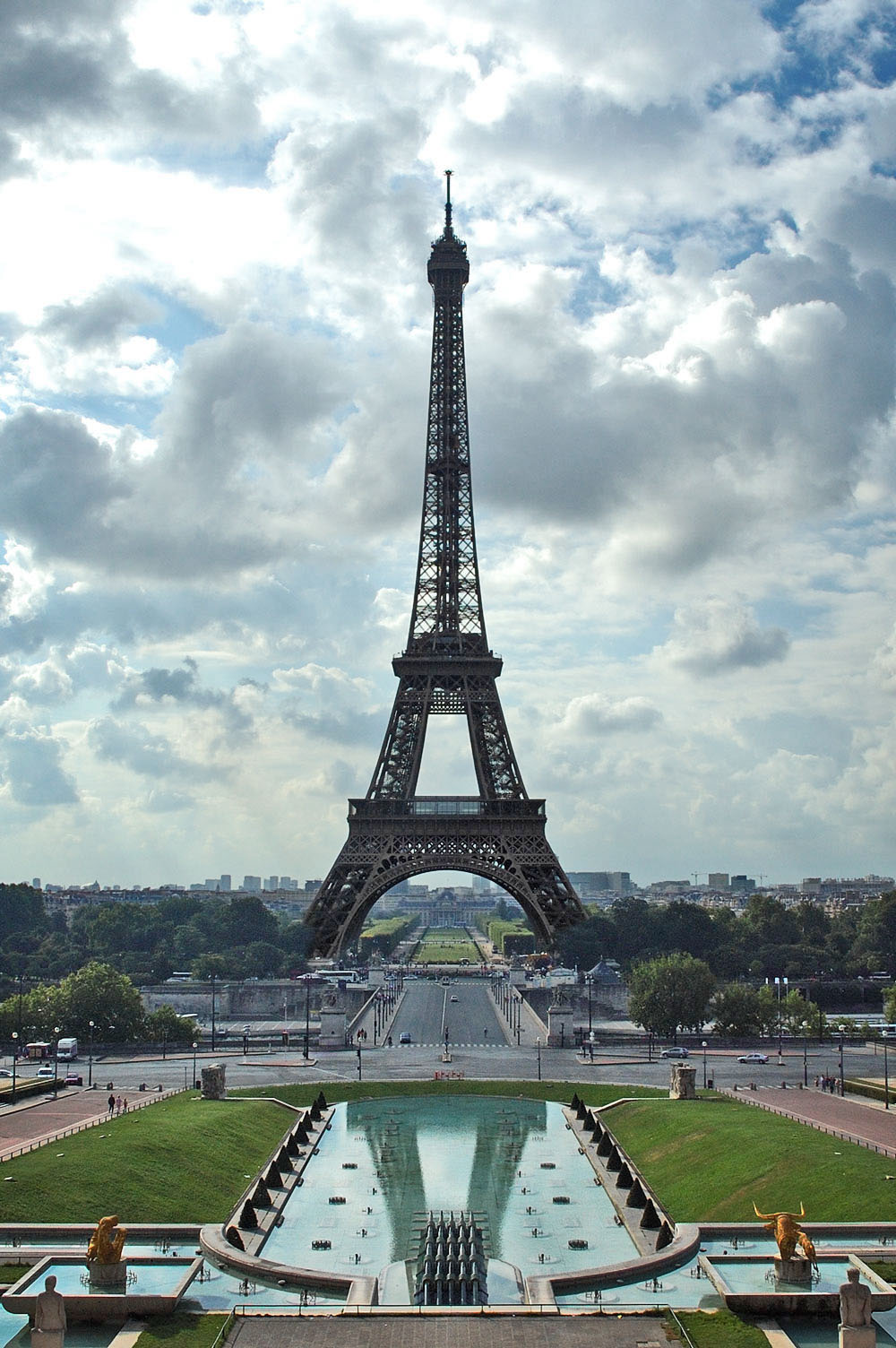
La Torre Eiffel a Parigi, il monumento più visitato

La Francia è il paese più visitato nel mondo (per numero di arrivi internazionali, da 37 anni), anche se in termini di presenze turistiche si piazza al sesto posto con 140 milioni di pernottamenti. Parigi è la prima città turistica in termini di arrivi (da 75 anni) e la Torre Eiffel è il monumento più visitato del mondo. La Francia è al 4º posto per siti riconosciuti dall'UNESCO (patrimonio artistico dell'umanità) preceduta da Spagna, Cina e Italia (che ne presenta undici in più). I siti sono 39 per la Francia (insieme alla Germania anch'essa a 39 siti), 44 per la Spagna, 47 per la Cina e 51 per l'Italia. Il Paese si presenta come leader indiscusso in questo settore e offre una grande varietà di monumenti e siti di notevole interesse. Le entrate del turismo internazionale sono più elevate negli Stati Uniti d'America (81,7 miliardi di dollari) rispetto alla Francia (42,3 miliardi di dollari).
Da un lato i soggiorni in Francia sono generalmente di breve durata e, in secondo luogo, il tipo di turismo è differente rispetto agli Stati Uniti d'America (un turismo familiare invece che un turismo d'affari). Nel 2000 è stato segnato il record assoluto con 75,5 milioni di arrivi. La bilancia turistica francese è in positivo: nel 2000 si sono generate entrate per 32,78 miliardi di euro, mentre i turisti francesi nei viaggi all'estero hanno contribuito a una spesa di soli 17,53 miliardi di euro. La grande varietà di paesaggi, la lunghezza di costa (5 500 chilometri), il numero e la diversità dei monumenti presenti, oltre al prestigio della cultura francese (cucina, stile di vita, ecc.) e il ricco patrimonio (letteratura, pittura) spiega senza dubbio l'attrattività del paese, anche se si prevede che lo sviluppo del turismo in Cina potrebbe strappare nei prossimi anni il trono alla Francia come paese più visitato del mondo.
Secondo i dati del 2003 i siti turistici più visitati sono stati: Torre Eiffel (6,2 milioni), Museo del Louvre (5,7 milioni), reggia di Versailles (2,8 milioni), Museo d'Orsay (2,1 milioni), Arco di Trionfo (1,2 milioni), Centre Pompidou (1,2 milioni), Mont Saint-Michel (1 milione), Castello di Chambord (711 000), Sainte-Chapelle (683 000), Castello di Haut-Kœnigsbourg (549 000), Puy de Dôme (500 000), Musée Picasso (441 000), Carcassonne (362 000).

### Trasporti

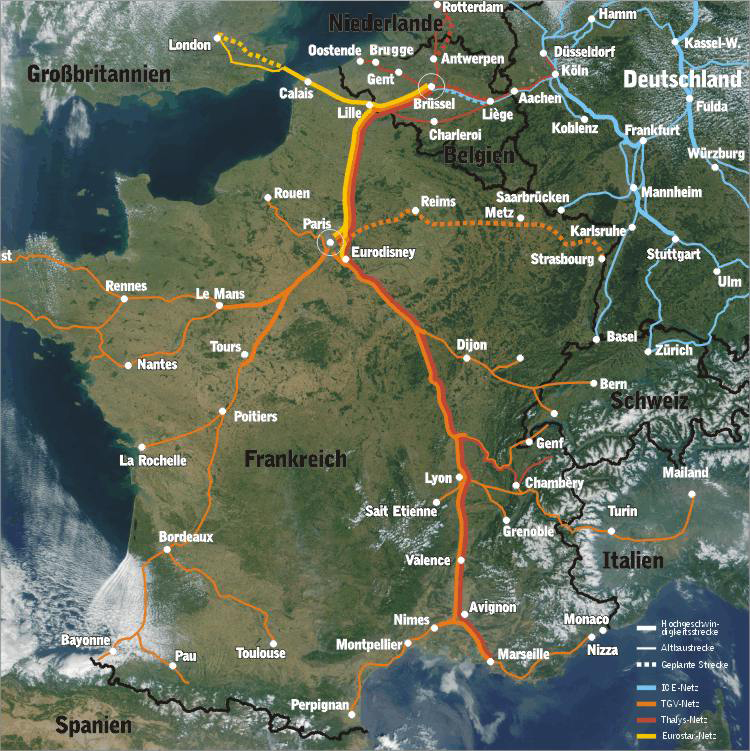
La rete TGV ed Eurostar

La rete ferroviaria della Francia, che si estende per 31840 km è la più ampia dell'Europa occidentale. È gestita dalla SNCF, e i treni ad alta velocità comprendono il Thalys, l'Eurostar e il TGV, che viaggia sino a 320 km/h sulle linee ad alta velocità o "lignes à grande vitesse - LGV". L'Eurostar unisce la Francia al Regno Unito attraverso il tunnel sotto la Manica, e il Thalys con il Belgio. Esistono collegamenti ferroviari con tutti gli altri paesi limitrofi, con l'eccezione di Andorra.
Approssimativamente ci sono 893300 km di rete stradale in Francia. La regione di Parigi è avvolta dalla più fitta rete di strade e autostrade che la collegano con tutte le altre parti del paese. Le strade francesi supportano un certo traffico internazionale, con collegamenti verso le città dei paesi vicini come Andorra, Belgio, Germania, Italia, Lussemburgo, Monaco, Spagna e Svizzera. Non vi è in uso nessuna tassa annuale di circolazione, tuttavia, l'utilizzo delle autostrade è regolamentato attraverso il pagamento di un pedaggio. Il mercato dell'auto è dominato dai marchi nazionali, come la Renault (27% delle autovetture vendute in Francia nel 2003), Peugeot (20,1%) e Citroën (13,5%). Oltre il 70% delle nuove autovetture vendute nel 2004 montava motori Diesel, di gran lunga più contenuti i motori a benzina o a GPL. La Francia possiede il più alto ponte stradale del mondo: il viadotto di Millau, e ha costruito molti ponti importanti fra i quali il ponte di Normandia.
Nel paese sono presenti 478 tra aeroporti e aerodromi. L'aeroporto internazionale Charles de Gaulle situato nelle vicinanze di Parigi è il più grande e trafficato aeroporto di Francia e il secondo d'Europa dopo Londra Heathrow, e movimenta la stragrande maggioranza del traffico commerciale del paese e collega Parigi praticamente con tutte le principali città del mondo. L'Air France è la compagnia aerea di bandiera, anche se diverse compagnie aeree private offrono voli nazionali e internazionali. Ci sono dieci grandi porti in Francia, il più grande dei quali è a Marsiglia. Si contano 14932 km di corsi d'acqua e canali navigabili, compreso il Canal du Midi, che collega il mar Mediterraneo con l'oceano Atlantico tramite il fiume Garonna.

## Cultura

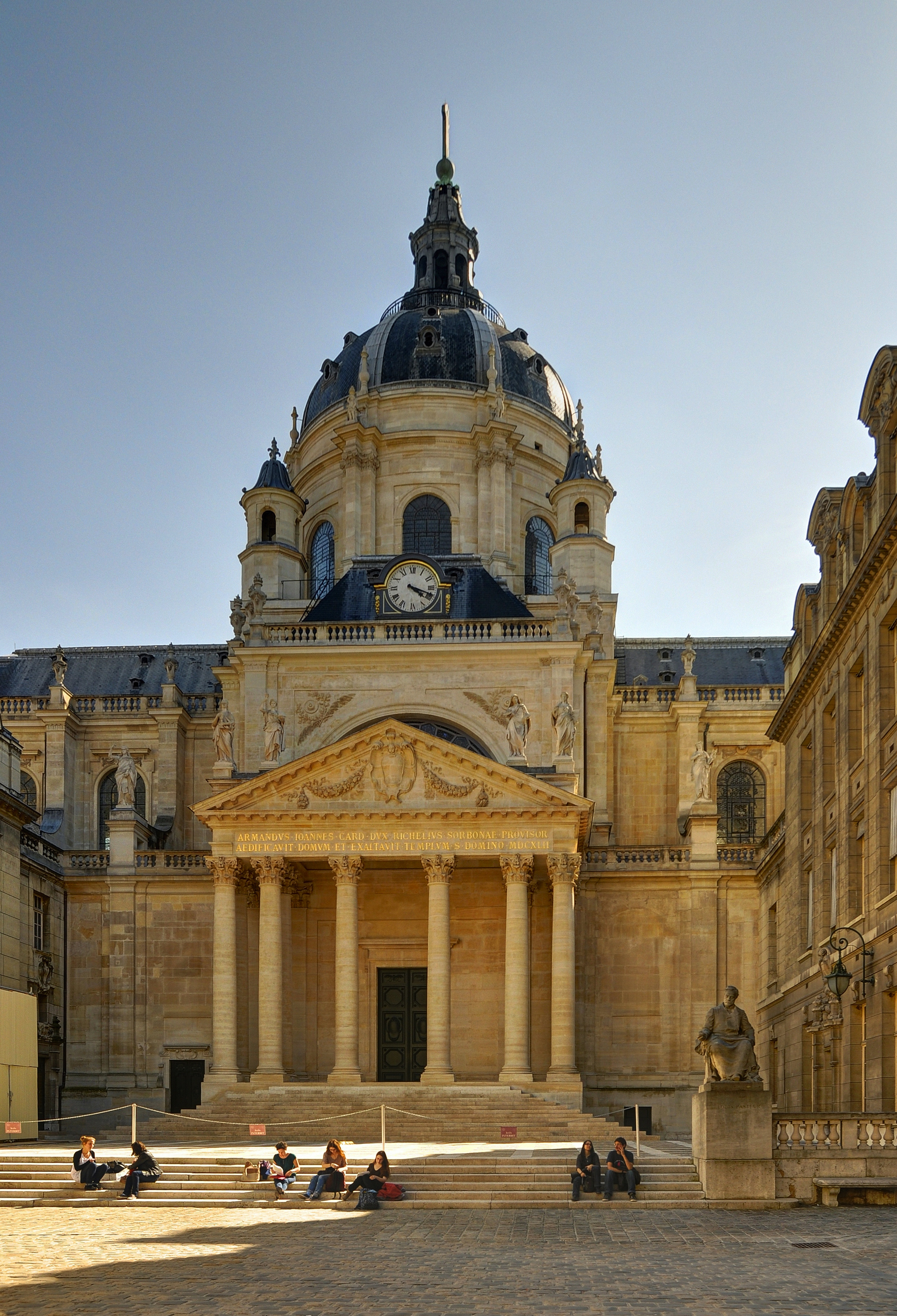
La Sorbona

La cultura francese è ricca, varia e antica, e riflette le sue culture regionali e l'influenza delle ondate migratorie avvenute nel corso delle varie epoche. La sua capitale, Parigi - la Ville lumière - è stata a lungo un crocevia culturale importantissimo (la Sorbona), accogliendo artisti provenienti da ogni settore. Alcuni di questi siti sono dedicati alle tematiche più diverse (il Museo del Louvre, istituito nel 1793), e questa ricca cultura ha fatto della Francia, e di Parigi, le prime località turistiche del mondo.
Patria di molti filosofi (il XVII secolo o Grand Siècle, e il XVIII secolo, o Età dei Lumi, sono stati i secoli d'oro per la Francia), la cultura francese ha lasciato al mondo la lingua della diplomazia, alcune delle concezioni universali dell'uomo, oltre a numerose scoperte e realizzazioni tecniche e mediche.
Dopo aver inventato il cinema a Lione, la Francia ha sviluppato una delle poche industrie cinematografiche in Europa a resistere alla macchina hollywoodiana.

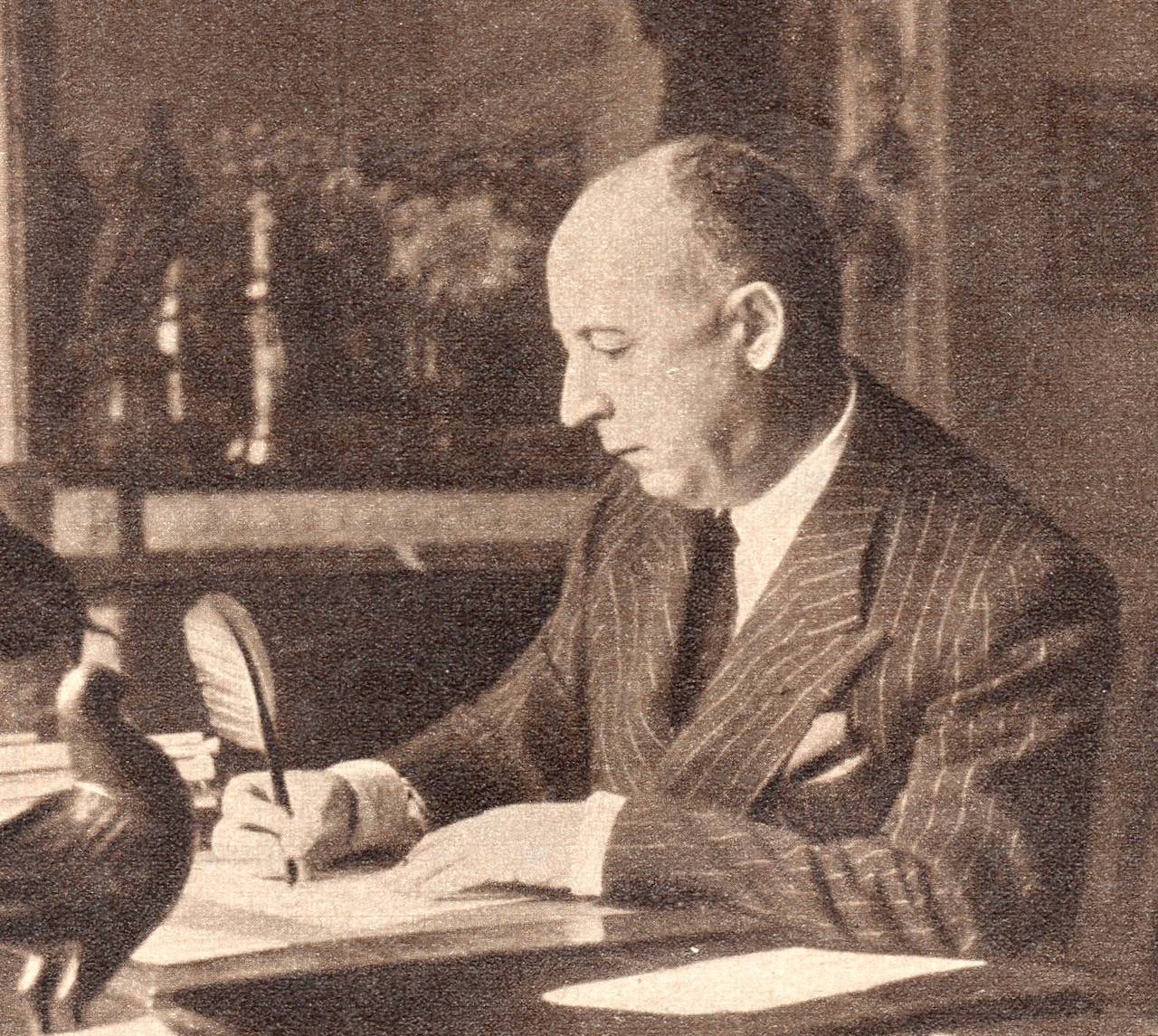
Christian Dior nel 1954

E nasce proprio in Francia nel 1982 grazie al politico francese Jack Lang la Festa della musica, che si svolge, anche in Italia, ogni anno il 21 giugno per celebrare il solstizio d'estate.
La Francia viene anche considerata, accanto all'Italia, la patria della moda e del lusso, avendo dato i natali a creatori come Coco Chanel, Christian Dior e Yves Saint-Laurent.
Nel campo artistico, la Francia è la patria dell'architettura gotica che nacque intorno a Parigi nel XII secolo prima di diffondersi in tutt'Europa ma anche del rococò e del neoclassicismo durante il Settecento nonché dell'arte moderna, con i movimenti d'avanguardia dell'impressionismo, del fauvismo, del cubismo e del surrealismo tra la fine del Ottocento e l'inizio del Novecento. Nella prima metà dell'Ottocento, la fotografia fu inventata da Nicephore Niepce che scattò in Borgogna nel 1827 la prima fotografia della storia.

### Arte

#### Pittura

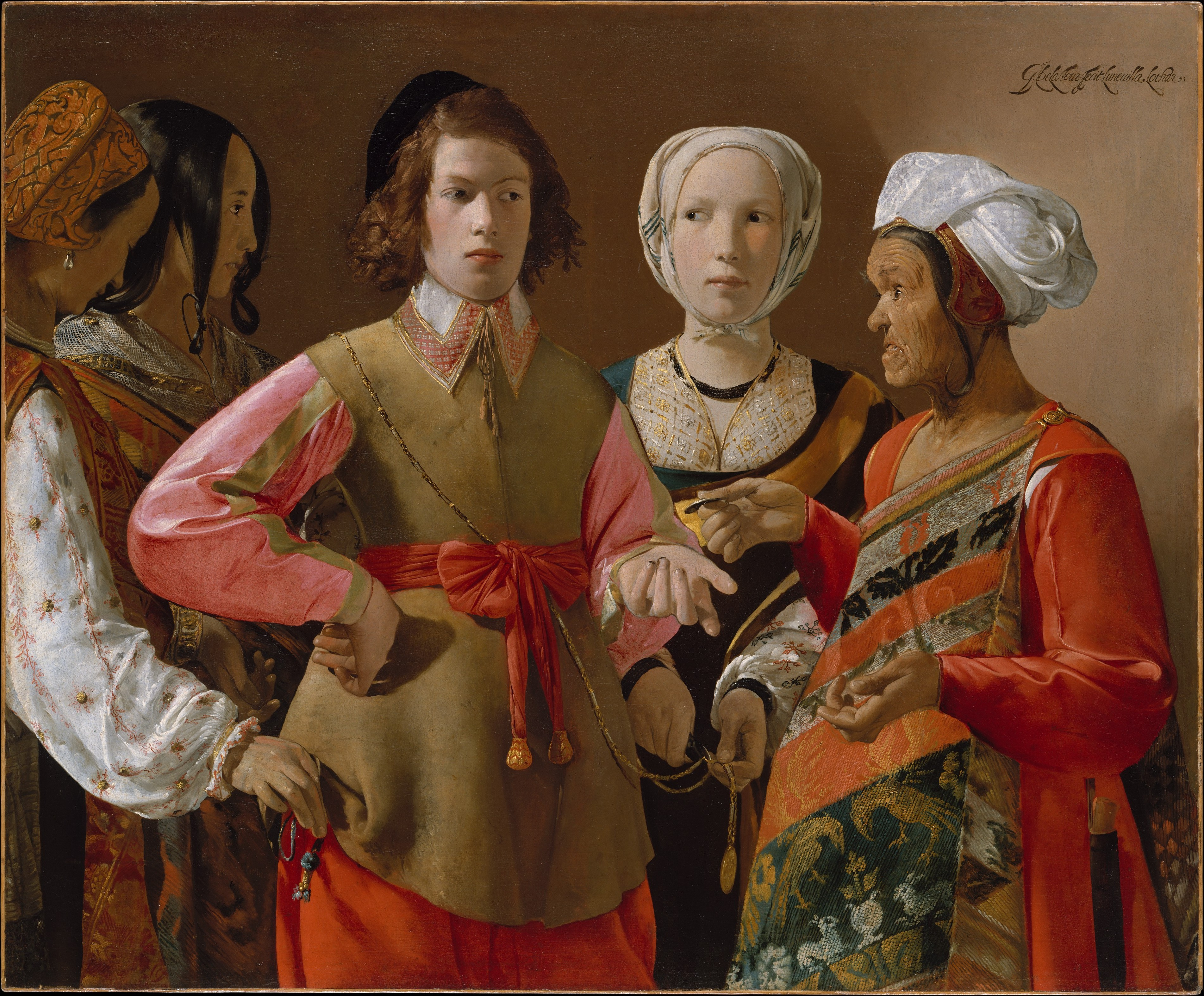
Georges de La Tour, La buona ventura, 1630

La Francia, in ambito pittorico, ha espresso importanti personalità: nel XIV secolo spicca la figura del miniatore gotico Jean Pucelle; nel XV secolo si affermarono pittori come Enguerrand Quarton e Jean Fouquet, esponente del cosiddetto Primo rinascimento, pittore di corte che realizzò la sintesi dell'arte italiana e fiamminga, producendo ritratti di un notevole naturalismo e molti libri miniati. Nel XVI secolo molto importante la scuola di Fontainebleau con esponenti come Jean Clouet, François Clouet, Antoine Caron e Ambroise Duboise. Nel XVII secolo Simon Vouet, esponente della pittura barocca, Nicolas Poussin, uno dei grandi maestri del classicismo, movimento che ebbe altri importanti esponenti come Pierre Mignard, Claude Lorrain, uno dei più famosi paesaggisti dell'epoca e Georges de La Tour, originalissimo continuatore del caravaggismo. Nella prima metà del XVIII secolo si afferma il rococò, che nacque in Francia verso il 1700, con esponenti quali Antoine Watteau, François Boucher, Jean-Baptiste-Siméon Chardin, Maurice Quentin de La Tour, Jean-Baptiste Greuze, Jean-Honoré Fragonard, mentre nella seconda metà del XVIII secolo il neoclassicismo con Jacques-Louis David, la ritrattista Élisabeth Vigée Le Brun e il paesaggista Hubert Robert. Nel XIX secolo il Neoclassicismo si espresse, tra gli altri, con Jean-Auguste-Dominique Ingres, l'arte romantica con Théodore Géricault e Eugène Delacroix.
Nel corso del XIX secolo, Parigi si impone sempre di più come capitale artistica dell'Europa, dove si succedono a passo rapido nuovi movimenti e stili artistici. Il realismo ha come importanti esponenti Gustave Courbet, Jean-François Millet, Honoré Daumier, e Rosa Bonheur. Una corrente paesaggista del realismo stesso è rappresentata dalla scuola di Barbizon con Camille Corot e Théodore Rousseau. Nella seconda metà del XIX secolo nascono in Francia movimenti artistici d'avanguardia come il simbolismo con Pierre Puvis de Chavannes, Gustave Moreau e Odilon Redon e l'impressionismo. Il pre-impressionismo trova un importante esponente nella pittura di Édouard Manet. Precursore dell'impressionismo e paesaggista fu Jean-Baptiste Camille Corot. 

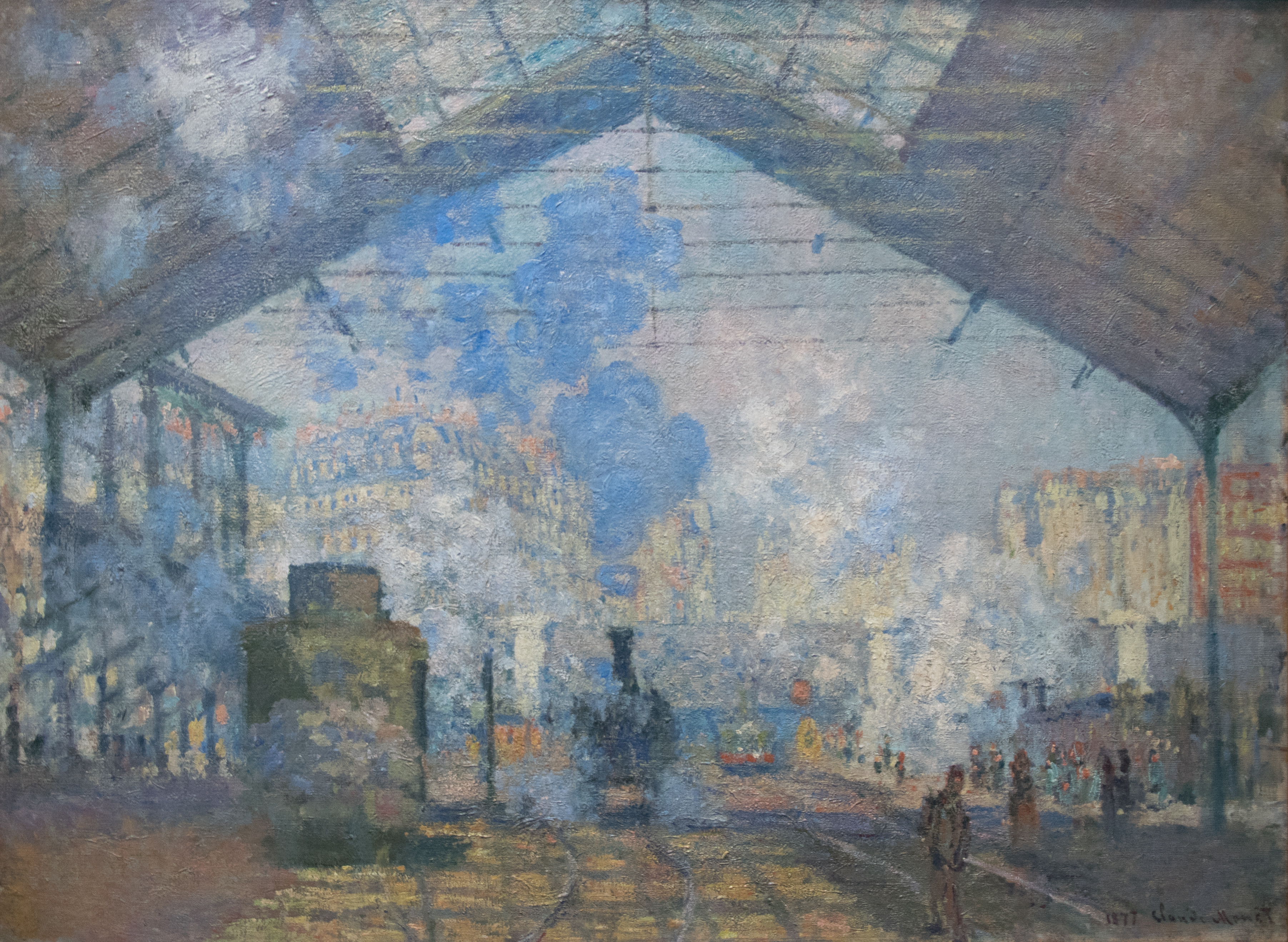
Claude Monet, La Gare Saint-Lazare, 1877

L'impressionismo, corrente artistica ufficialmente nata a Parigi nel 1874, ebbe importanti rappresentanti in Claude Monet (con la pittura paesaggistica e la pittura en plein air), Jean-Frédéric Bazille, Pierre-Auguste Renoir, Edgar Degas, Camille Pissarro e Gustave Caillebotte. E ancora il postimpressionismo con l'opera di Paul Cézanne, Paul Gauguin, Georges Seurat, anche noto esponente del neoimpressionismo, del movimento pittorico del puntinismo e, con Paul Signac, fondatore del divisionismo, Henri de Toulouse-Lautrec e i pittori del movimento dei Nabis (Paul Sérusier, Maurice Denis, Pierre Bonnard, Édouard Vuillard). Il primitivismo si afferma con Henri Rousseau. Da ricordare durante il XIX secolo la figura di Louis Joseph César Ducornet, pittore che dipingeva col piede.
Nel XX secolo, Parigi è la capitale dell'arte moderna e delle avanguardie. Si ricorda le figure fondamentali di Henri Matisse e dei suoi amici del Fauvismo, con André Derain, Maurice Vlaminck e Raoul Dufy. Il fauvismo è seguito dal cubismo, sviluppato a Parigi dallo spagnolo Pablo Picasso e dal francese Georges Braque e poi da Fernand Léger, Robert Delaunay e Sonia Delaunay. Marcel Duchamp è la figura centrale del dadaismo e del surrealismo, accanto a Francis Picabia. Il surrealismo fu un movimento artistico ma anche letterario, nato proprio in Francia nel 1924 con il Manifesto surrealista, cui teorico fu André Breton. I principali pittori surrealisti francesi sono André Masson e Yves Tanguy.
Nel secondo dopoguerra spiccano le personalità di Jean Dubuffet, Yves Klein, Nicolas de Staël (di origine russa) e la figura di Niki de Saint Phalle, importante realizzatrice anche di plastici, e per la pittura astratta di Jean Fautrier e Pierre Soulages. Nuovi movimenti artistici nati in Francia nel secondo dopoguerra sono l'astrazione lirica e il Nouveau Réalisme, intorno a Klein, Arman e César.

#### Scultura

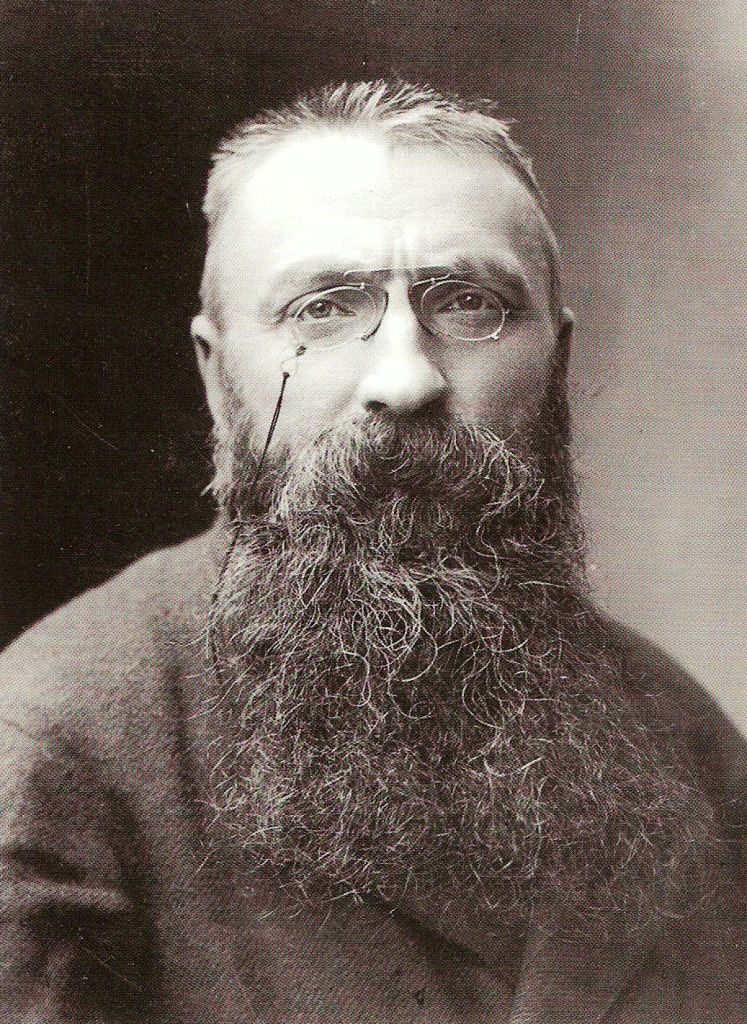
Auguste Rodin, tra gli iniziatori della scultura moderna

Durante il Rinascimento, nel XVI secolo, si fanno spazio i scultori Michel Colombe, Germain Pilon, Jean Goujon e Ligier Richier.
Nel Seicento, Pierre Puget è il massimo rappresentante della corrente barocca in Francia, mentre François Girardon et Coysevox sviluppano il classicismo francese all'epoca di Luigi XIV.
Durante il Settecento, la prima metà del secolo è dominata da scultori di gusto rococò, come Guillaume Coustou, poi seguiti dalla reazione neoclassica con importanti scultori come Jean-Baptiste Pigalle, Edmé Bouchardon, Étienne Maurice Falconet e Jean-Antoine Houdon.
Uno dei più illustri esponenti della scultura francese fu Auguste Rodin (1840-1917), padre della scultura moderna.
E ancora da ricordare la figura dello scultore Auguste Bartholdi, autore della Statua della Libertà, donata dalla Francia agli Stati Uniti (trasportata a New York il 17 giugno 1885) e inaugurata nel 1886 e le figure di Jean-Baptiste Carpeaux, rappresentante dell'eclettismo e di Camille Claudel, esponente dell'espressionismo, amica intima di Rodin.
Nel Novecento, le principali figure della scultura moderna sono Raymond Duchamp-Villon, Henri Laurens, Jean Arp e Louise Bourgeois.

#### Architettura

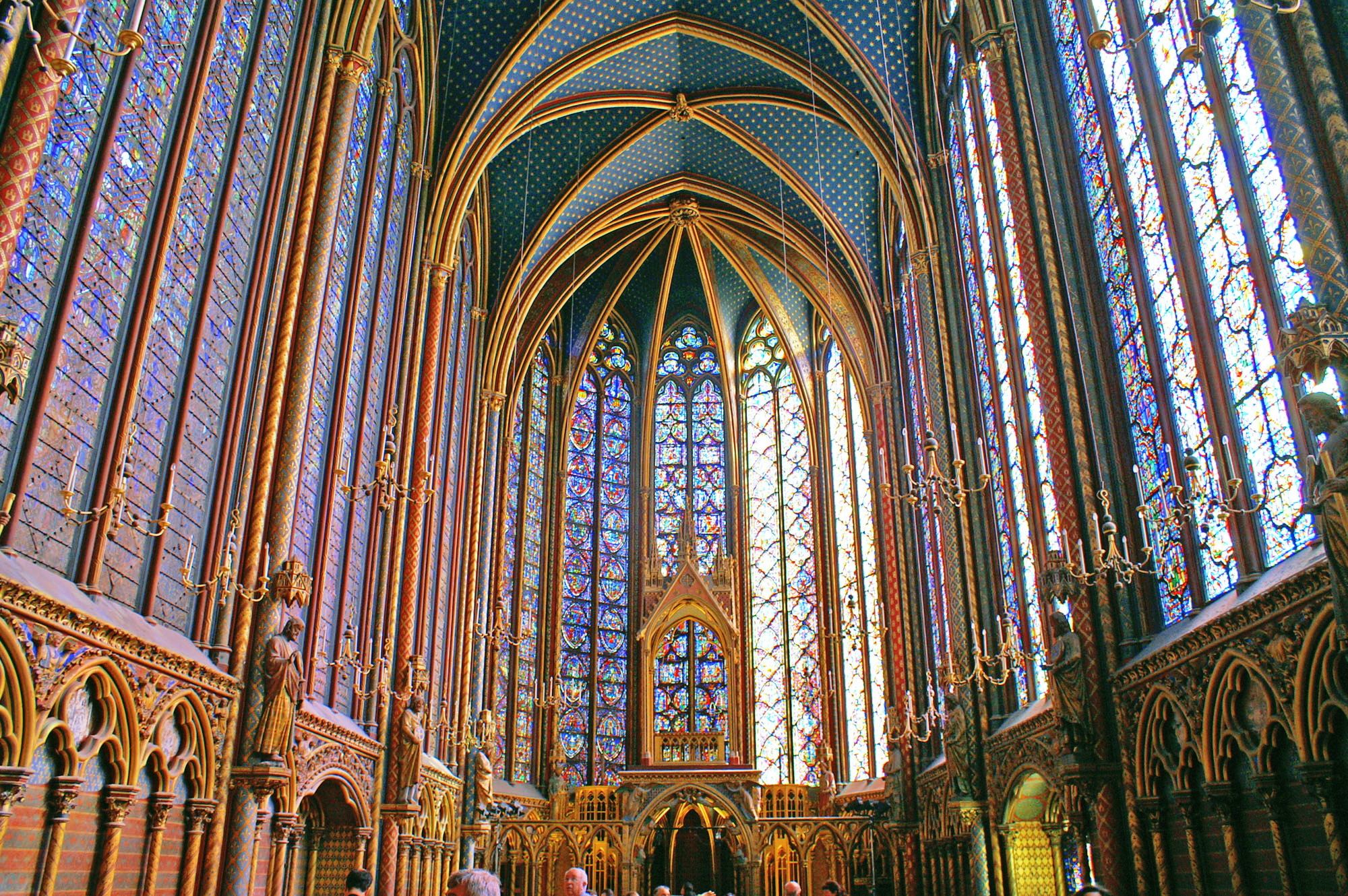
La Sainte-Chapelle, monumento gotico del Duecento a Parigi

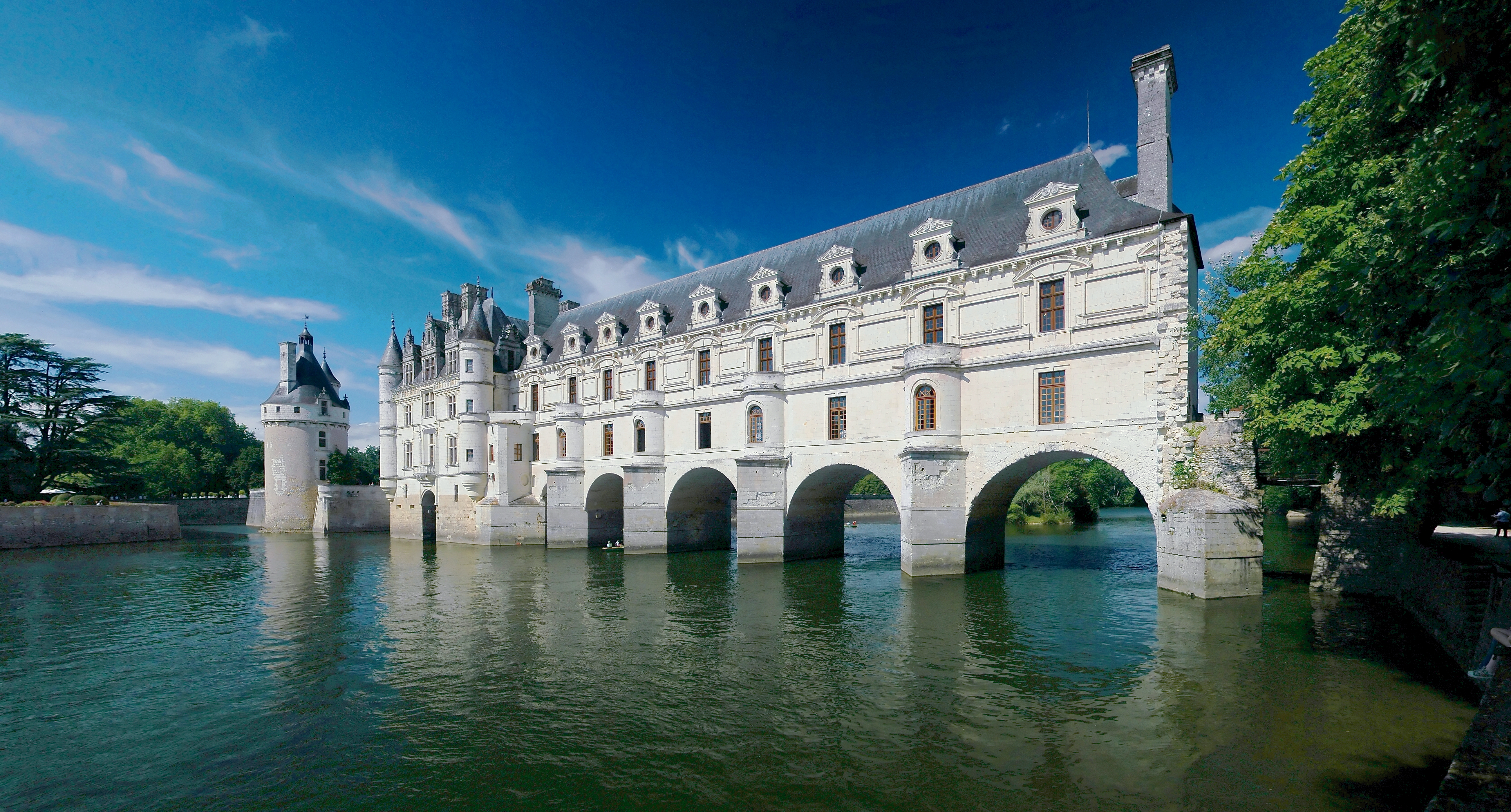
Il castello di Chenonceau, splendido esempio di architettura rinascimentale francese

Nel XII secolo, nasce intorno a Parigi lo stile gotico, allora chiamato opus francigenum. Esempi famosi sono la cattedrale di Chartres e la cattedrale Notre-Dame di Parigi alla fine del XII secolo e, nel secolo successivo, la cattedrale di Amiens e la Sainte-Chapelle, cappella reale voluta dal re San Luigi a Parigi. Dal Duecento, a partire dal Nord della Francia, l'architettura e l'arte gotica si diffondono rapidamente in tutta Europa. Nel Quattrocento, il gotico fiammeggiante è la variante francese del tardo gotico, e si caratterizza da costruzione dagli ornamenti folti, raffinati e stravaganti, come nell'operato dell'architetto Martin Chambiges alle cattedrali di Beauvais e Senlis.
I più grandi architetti del Rinascimento francese sono Pierre Lescot, che ricostruisce il palazzo reale del Louvre, Philibert Delorme e Jacques Androuet du Cerceau, grande teorico. Nella prima metà del Seicento Salomon de Brosse e François Mansart creano lo stile barocco francese, che guardo molto al classicismo. A metà e fine secolo spiccano i nomi dei due architetti di Luigi XIV: Louis Le Vau, che crea il modello del castello barocco alla francese con Vaux-le-Vicomte e trasforma il palazzo di Versailles in reggia per il re Sole, e Jules Hardouin Mansart, che continua l'opera di Le Vau a Versailles e costruisce la Place Vendôme a Parigi. Sempre nel periodo dell'architettura barocca (chiamata architettura classica in Francia), l'invenzione del Giardino alla francese è l'opera di André Le Nôtre (1613-1700). Nel Settecento, Ange-Jacques Gabriel fa da transizione tra l'architettura rococò e il neoclassicismo nascente. Una delle sue opere più famose è la piazza della Concorde a Parigi. Il più grande architetto neoclassico francese a fine Settecento è Claude-Nicolas Ledoux, che si ispira al Palladianesimo per creare uno stile radicale, monumentale e funzionale come alle Saline Reali di Arc-et-Senans. A inizio Ottocento, durante il regno di Napoleone Bonaparte, nasce una forma particolare di neoclassicismo molto ispirato alla Roma antica, chiamato stile Impero.
Nell'Ottocento, la teoria dell'architettura moderna e dell'architettura neogotica francese si rirtrovano nell'opera di Eugène Viollet-le-Duc (1814-1879), che restaura molti monumenti medievali francesi. A metà secolo, Henri Labrouste è uno dei primi a utilizzare il ferro per la costruzione di grandi edifici pubblici, come la Biblioteca Sainte-Geneviève e la Biblioteca nazionale di Francia, a Parigi. A fine Ottocento, l'ingegnere Gustave Eiffel rivoluziona l'architettura con le sue costruzioni interamente in ferro, come il viadotto di Garabit e, soprattutto, la Torre Eiffel (1889), allora la costruzione più alta mai realizzata dall'uomo. Nel Novecento, spicca il nome di Le Corbusier.

#### Patrimoni dell'umanità

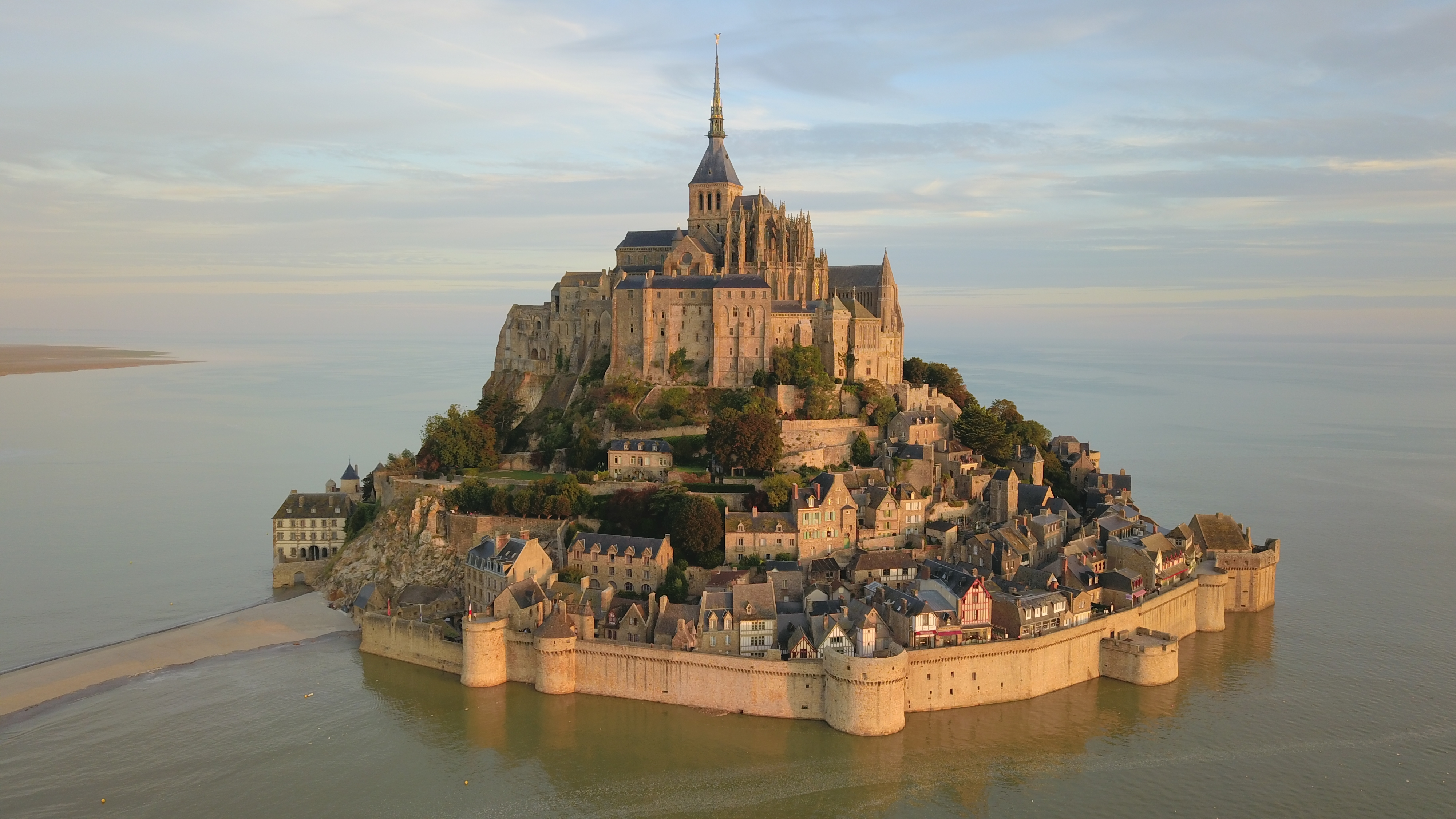
Il Mont Saint-Michel, patrimonio dell'umanità dal 1979

Al 2024 la Francia possiede cinquantatré siti iscritti nella Lista dei patrimoni dell'umanità dell'UNESCO, il quarto paese al mondo con più siti protetti.
Esempi di monumenti iscritti al patrimonio dell'umanità sono le grotte preistoriche di Lascaux e Chauvet, le abbazie romaniche di Saint-Savin-sur-Gartempe, Fontenay o Vézelay, le cattedrali gotiche di Chartres, Amiens, Reims, Bourges o Albi, la cittadella medievale di Carcassonne, i castelli della Loira del Rinascimento, il faro di Cordouan dei XVII e XVIII secoli, la reggia di Versailles edificata da Luigi XIV nel Seicento, la settecentesca piazza Stanislas di Nancy o, per il XX secolo, l'opera architettonica di Le Corbusier.

#### Archeologia
- 18 dicembre 1994: viene scoperta la grotta Chauvet, tra i più importanti siti preistorici europei, dallo speleologo Jean-Marie Chauvet

### Scienza
La Francia è patria di numerosi e importanti matematici e scienziati tra cui Cartesio, Blaise Pascal, Pierre de Fermat, Antoine Lavoisier, Évariste Galois, Pierre Simon Laplace, Siméon-Denis Poisson, Gaspard Monge, François Arago, Joseph Liouville, Augustin-Louis Cauchy, Guillaume François Antoine marchese de l'Hôpital, Joseph Fourier, Émile Borel, Nicolas Bourbaki, Adrien-Marie Legendre, Camille Jordan, Henri Lebesgue, Charles Hermite, Claude-Louis Navier, Benoît Mandelbrot, Ferdinand Monoyer, Augustin-Jean Fresnel, Sadi Carnot, André-Marie Ampère, Jean-Baptiste Biot, Claude Bernard, Louis Pasteur, Félix Savart, Henri Poincaré, Henri Becquerel, Marie Curie, Pierre Curie, Louis-Victor Pierre Raymond de Broglie, ecc.

#### Chimica e fisica

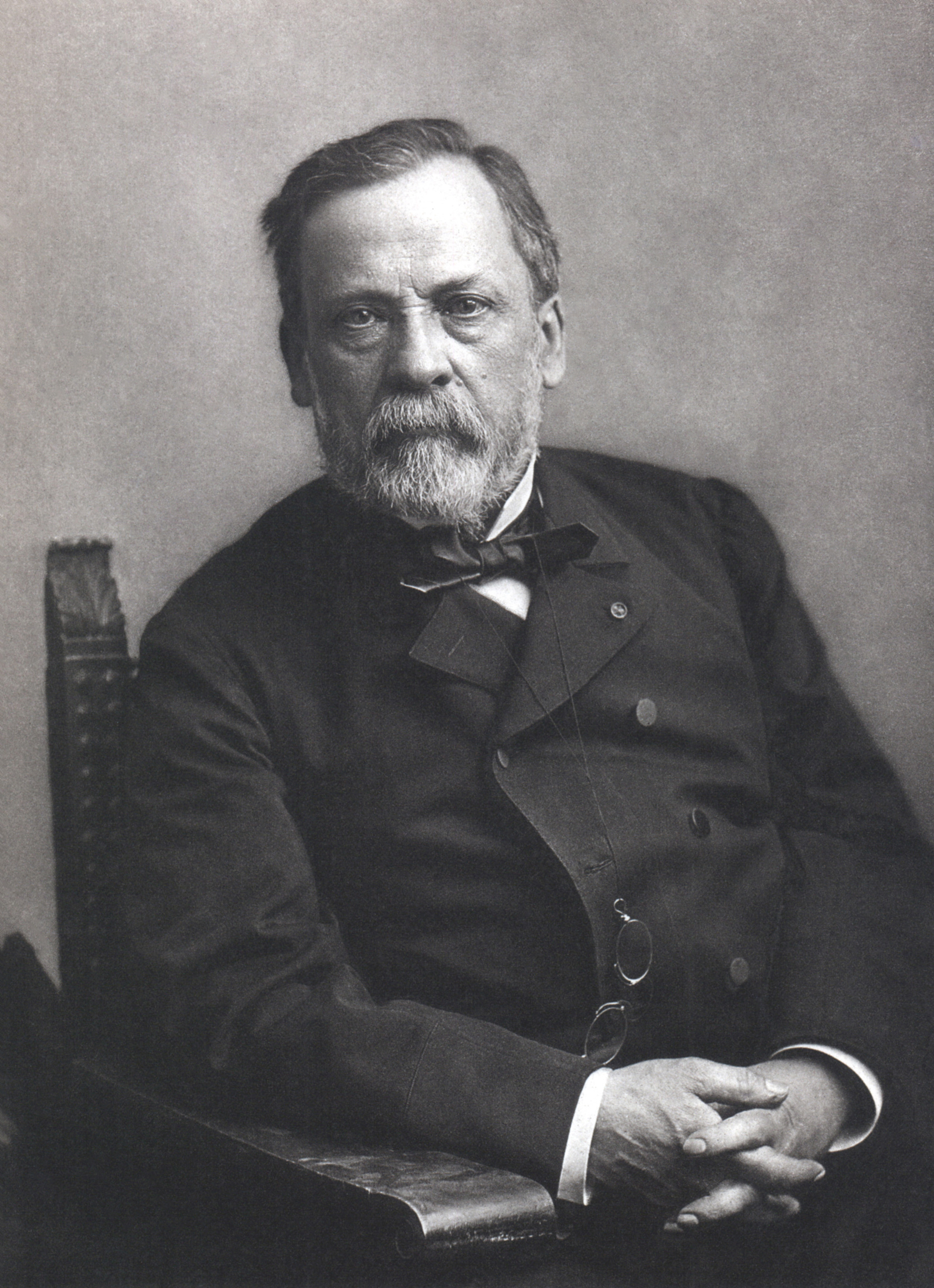
Louis Pasteur, fondatore della microbiologia moderna

- viene coniato il nome ossigeno (1778) e idrogeno (1783) e enunciata la Legge della conservazione della massa (1789), da Antoine-Laurent de Lavoisier, il padre della chimica moderna[80], autore del Trattato elementare di chimica (1789).
- La nascita della teoria matematica dell'elettricità e del magnetismo: Charles Augustin de Coulomb (1736-1806)
- Nel XIX secolo viene fondata la microbiologia moderna da parte di Louis Pasteur.
- La legge sulla conduzione del calore da parte di Jean Baptiste Joseph Fourier (1768-1830)
- 1826: la legge di Ampère nell'ambito dell'interazione elettromagnetica, formulata del fisico André-Marie Ampère. In suo onore, l'unità internazionale della corrente elettrica venne chiamata Ampere (simbolo, A).
- 3 gennaio 1851: Pendolo di Foucault di Léon Foucault: grazie al quale per primo riuscì a dimostrare la rotazione della Terra[81].
- 18 agosto 1868: la scoperta dell'elio, da parte di Jules Janssen.
- 6 luglio 1885: viene somministrato il primo vaccino antirabbico da Louis Pasteur: la data della scomparsa di Pasteur, il 28 settembre viene commemorata con il World Rabies Day[82], mentre il 6 luglio è celebrato con la giornata mondiale delle zoonosi[83]
- 26 giugno 1886: viene isolato il fluoro, dal chimico francese Henri Moissan
- 1896: la scoperta della radioattività, da parte di Antoine Henri Becquerel.
- 1898: scoperta del radio, da parte di Marie Curie e di suo marito Pierre.

#### Matematica

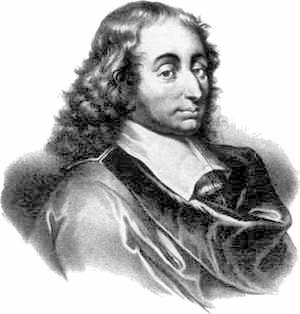
Blaise Pascal.

Nel XVI secolo si afferma la figura di François Viète, tra i più importanti esponenti della matematica del rinascimento. Il XVII secolo diede grande impulso agli studi matematici: nel 1637 Cartesio introdusse le basi della geometria analitica (o geometria cartesiana) nel saggio La geometria. E ancora si assiste al contributo alla matematica moderna da parte di Pierre de Fermat con la teoria dei numeri, e Blaise Pascal con il teorema di Pascal. Sempre Pascal, nel 1642, ideò la pascalina, o calcolatore meccanico. Tra i precursori del calcolo infinitesimale del XVII secolo, spicca, inoltre, la figura di Gilles Personne de Roberval.  Tra i più grandi matematici francesi si devono ricordare,nel XVIII secolo Jean Baptiste Le Rond d'Alembert e Nicolas de Condorcet; tra il XVIII e il XIX secolo Gaspard Monge, inventore della geometria descrittiva, Lazare Carnot, Pierre Simon Laplace, che ha dato importanti contributi alla teoria della probabilità e al determinismo, Joseph-Louis Lagrange, che diede notevoli contributi al calcolo delle variazioni, e Jean Baptiste Joseph Fourier; nel XIX secolo Augustin-Louis Cauchy, tra i fondatori dell'analisi matematica, Évariste Galois, che ha dato notevoli contributi all'algebra astratta con la teoria di Galois e la teoria dei gruppi, Charles Hermite; tra il XIX e il XX secolo Henri Poincaré, i cui contributi riguardano sia la matematica pura che la matematica applicata, Élie Cartan e nel XX secolo Benoît Mandelbrot. Quattordici matematici francesi hanno vinto la medaglia Fields, considerata il premio più importante nella disciplina.

#### Medicina
- Fra i maestri della chirurgia medievale, si ricordano: tra il XIII e il XIV secolo, Henri de Mondeville, considerato il primo francese a scrivere un trattato di chirurgia; e, nel Trecento, Guy de Chauliac[84], autore della Chirurgia Magna (1363).
- Sviluppi della chirurgia nel XVI secolo: Ambroise Paré, il padre della chirurgia moderna.
- Nel XVII secolo la fondazione della scienza dell'ostetricia da parte di François Mauriceau[85].
- Odontoiatria: Le Chirurgien dentiste ou Traité des dents (1728) di Pierre Fauchard, il padre dell'odontoiatria moderna.
- Viene introdotto il termine biologia e elaborata la prima teoria evoluzionistica (Lamarckismo), da parte del naturalista Jean-Baptiste de Lamarck (1744-1829).
- 1761: Éléments de l'art vétérinaire: e viene istituita a Lione la prima Scuola Veterinaria del mondo da Claude Bourgelat[86]. Il 2011, nel 250º anniversario della professione veterinaria, venne dichiarato Anno Mondiale della Veterinaria[87].
- 1801: psichiatria: Trattato medico-filosofico sopra l'alienazione mentale di Philippe Pinel, il padre della psichiatria moderna[88]
- Neurologia: Si afferma la figura di Jean-Martin Charcot (1825-1893), padre della neurologia[89]
- Viene inventato lo stetofonendoscopio (1816) dal medico René Laennec.
- La nascita della medicina sperimentale, la nozione di omeostasi, la Sindrome di Bernard-Horner, nell'attività del fisiologo Claude Bernard (1813-1878).
- oftalmologia: l'introduzione dell'unità di misura della diottria (1872) e il grafico Monoyer da parte del medico Ferdinand Monoyer.
- 27 aprile 1968: Salpêtrière: viene effettuato il primo trapianto di cuore in Europa da parte del cardiochirurgo Christian Cabrol[90].
- 20 maggio 1983: scoperta del virus dell'HIV (responsabile della malattia dell'AIDS), da parte del biologo francese Luc Montagnier e dello statunitense Robert Gallo. Ricordiamo che il 1º dicembre 1981 venne diagnosticato il primo caso di AIDS: oggi questa data viene ricordata con la Giornata mondiale contro l'AIDS.

#### Biologia
- Il lamarckismo, la prima teoria evoluzionistica, elaborata da Jean-Baptiste de Lamarck, agli inizi del XIX secolo
- La teoria delle catastrofi naturali, formulata agli inizi del XIX secolo, da parte di Georges Cuvier.

### Tecnologia

#### Progressi tecnologici

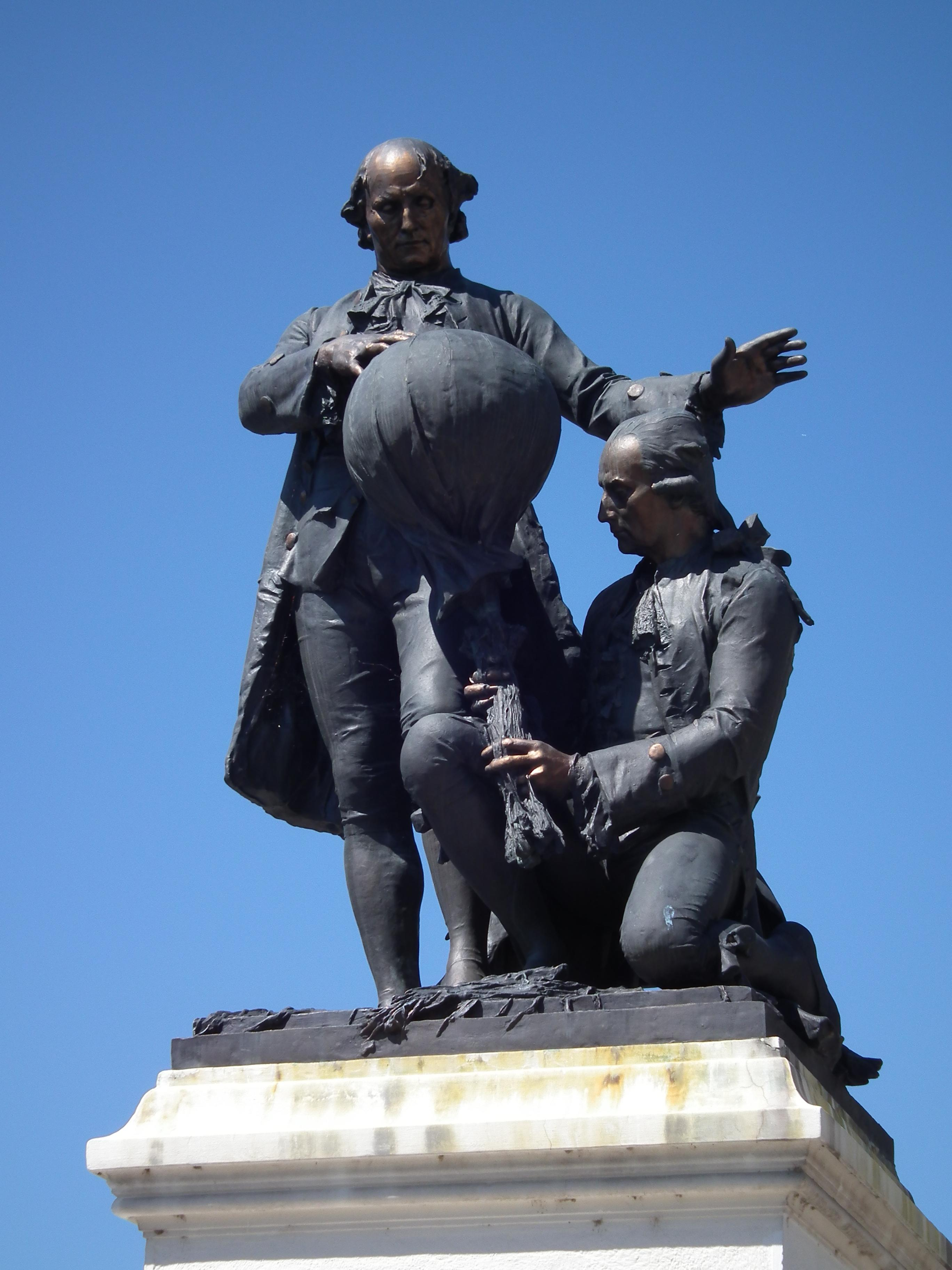
Monumento ai Fratelli Montgolfier, inventori della mongolfiera, nel 1783

- Charles-Michel de l'Épée (1712-1789), definito spesso il padre dei sordi[91],fondatore del primo istituto pubblico per sordomuti.[92] (1760), e inventore del linguaggio dei segni per i sordomuti.
- 4 giugno 1783: primo volo umano: invenzione della mongolfiera per opera dei Fratelli Montgolfier.
- 22 ottobre 1797: primo uomo a lanciarsi con il paracadute: si tratta del francese André-Jacques Garnerin.
- 1825: l'alfabeto Braille, tipo di scrittura e lettura per i non vedenti, ideato da Louis Braille: la data di nascita di Louis Braille, il 4 gennaio, viene celebrata con il World Braille Day.[93]
- 23 settembre 1913: primo volo aereo del Mediterraneo senza scalo in 7 ore e 53 minuti, effettuato dall'aviatore francese Roland Garros.
- 1974: l'invenzione della smart card per opera di Roland Moreno.[94]

#### Ingegneria
- 17 novembre 1869: viene inaugurato il Canale di Suez, realizzato dall'imprenditore francese Ferdinand de Lesseps.
- 28 ottobre 1886; viene inaugurata a New York la Statua della Libertà, realizzata dallo scultore francese Auguste Bartholdi.
- 31 marzo 1889: apertura al pubblico della Torre Eiffel, progettata da Gustave Eiffel per l'Esposizione universale di Parigi (1889).

#### La nascita della fotografia
- 1826 (o 1827): avviene il primo scatto fotografico: Vista dalla finestra a Le Gras di Joseph Nicéphore Niépce.
- 7 gennaio 1839: nasce ufficialmente la fotografia: la dagherrotipia, il cui inventore fu Louis Daguerre.[95]
- 7 gennaio 1839: François Arago presenta all'Accademia francese delle scienze, il brevetto di Daguerre, illustrando la scoperta della fotografia.
- 19 agosto: si celebra la Giornata Mondiale della Fotografia,[96] in onore al giorno della nascita della dagherrotipia, il primo processo di sviluppo fotografico, scoperto dai francesi Joseph Nicéphore Niépce e Louis Daguerre, nel 1837.

Tra i fotografi del XX secolo ricordiamo Robert Doisneau (1912-1994) (Bacio davanti all'hotel De Ville, foto scattata nel 1950).

#### La Francia nello spazio
- 26 novembre 1965: viene lanciato Asterix, il primo satellite francese.
- 24 giugno 1982: Jean-Loup Chrétien è il primo francese a volare nello spazio.
- 17 agosto 1996: Claudie Haigneré è la prima donna europea (non russo-sovietica) ad andare nello spazio[97].

### Filosofia

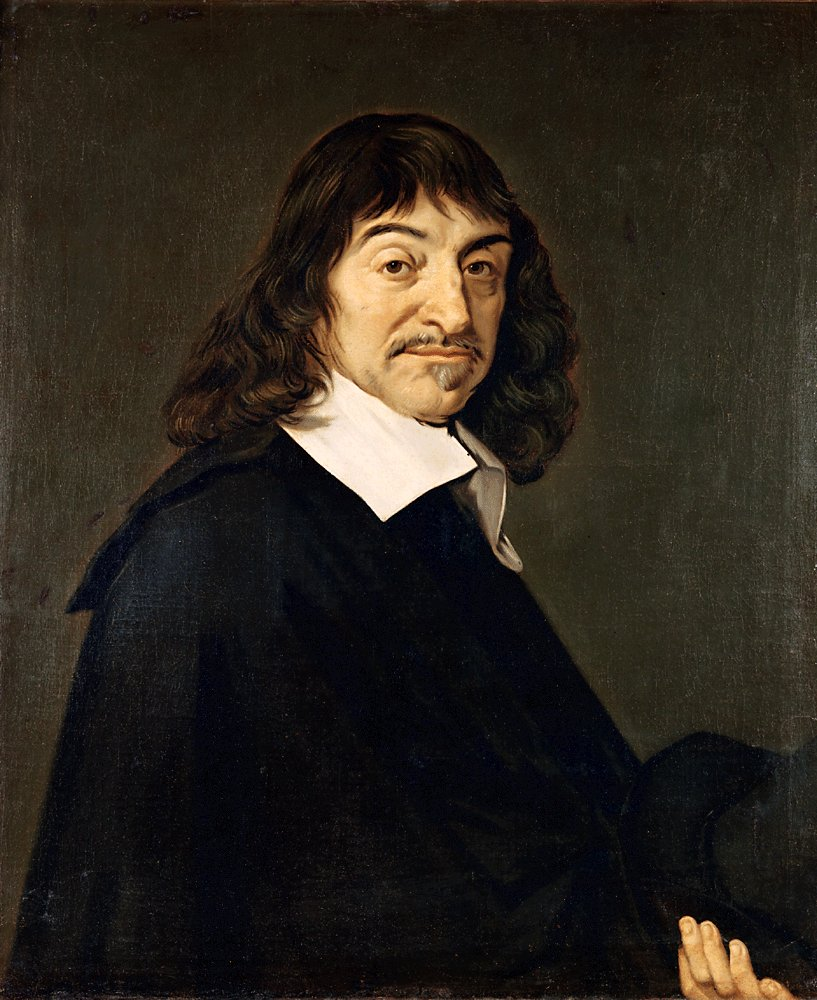
Cartesio in un ritratto di Frans Hals (1649)

Notevole è anche la tradizione filosofica con Berengario di Tours (998-1088), noto dialettico. Verso la fine del XI secolo si afferma la scuola di Chartres, che tende allo sviluppo della teologia cristiana tramite il platonismo. Nel XII secolo Pietro Abelardo (1079-1142), con Anselmo d'Aosta, considerato uno degli iniziatori del metodo scolastico, esponente del concettualismo e autore del libello Sic et non (1121). Sempre nel XII secolo la mistica medievale trova un importante esponente in Bernardo di Chiaravalle, autore del De diligendo Deo, composto fra il 1130 e il 1141. Nel 1108 venne fondata da Guglielmo di Champeaux la filosofica ,teologica e di diritto scuola di San Vittore, nell'abbazia di San Vittore, presso Parigi, cui importante rappresentante fu Ugo di San Vittore, autore del De sacramentis christianae fidei, composto fra il 1136 e il 1141: i caratteri principali di questa scuola furono il misticismo e la fede. Nel XVI secolo Giovanni Calvino, uno dei massimi esponenti della riforma protestante, e da cui sorse il calvinismo, autore inoltre della Institutio christianae religionis (1536), Jean Bodin, importante teorico dell'assolutismo monarchico, autore de I sei libri della Repubblica (1576). E ancora la filosofia politica ha un importante esponente in Étienne de La Boétie, autore del Discorso sulla servitù volontaria (1576). La filosofia durante il Rinascimento francese trova un'importante personalità anche in Michel de Montaigne, esponente dello scetticismo, e autore dei Saggi (1580) (primo autore a indicare la sua opera come saggio)). Nel XVII secolo Cartesio, fondatore della filosofia moderna, esponente del razionalismo, e autore del Discorso sul metodo (1637), Blaise Pascal, precursore dell'esistenzialismo e autore dei Pensieri (1670). Nel XVII secolo spicca anche la figura di Pierre Bayle, esponente del libertinismo filosofico, dello scetticismo e autore dei Pensieri sulla cometa (1682). Tra il XVII e il XVIII secolo l'occasionalismo trova un importante esponente in Nicolas Malebranche, autore de La ricerca della verità (1674-1675). Nel 1662, inoltre, veniva pubblicata la Logica di Port-Royal, dei filosofi, esponenti del giansenismo, Antoine Arnauld e Pierre Nicole. Sempre nel XVII secolo un'importante personalità del pensiero filosofico e scientifico fu Pierre Gassendi, esponente del libertinismo filosofico, di cui fa parte anche Savinien Cyrano de Bergerac. Il pensiero libertino francese del XVII secolo ebbe altri noti esponenti in François de La Mothe Le Vayer e Gabriel Naudé. Il XVIII secolo con Jean-Jacques Rousseau, importante esponente dell'illuminismo e autore de Il contratto sociale (1762), Montesquieu, esponente della teoria della separazione dei poteri, Voltaire, illustre esponente dell'illuminismo, autore del Trattato sulla tolleranza (1763) e del Dizionario filosofico (1764), Denis Diderot, rappresentante dell'illuminismo e promotore dell'Encyclopédie, Jean Baptiste Le Rond d'Alembert, esponente dell'illuminismo e collaboratore alla pubblicazione dell'Encyclopédie (1751-1772); l'illuminismo francese, inoltre, trova un importante esponente in Nicolas de Condorcet, autore di un'opera, pubblicata postuma nel 1795, dal titolo Abbozzo di un quadro storico del progresso dello spirito umano; nel XVIII secolo si afferma anche il sensismo con Étienne Bonnot de Condillac, celebre autore del Trattato delle sensazioni (1754), e il materialismo con Julien Offray de La Mettrie, autore de L'uomo macchina (1748), Claude-Adrien Helvétius, autore del saggio Dello spirito (1758), e Paul Henri Thiry d'Holbach, autore dell'opera Sistema della natura (1770); il XIX secolo si afferma con Auguste Comte, fondatore del positivismo e autore del Corso di filosofia positiva (1830-1842), e Ernest Renan, filosofo e storico delle religioni, autore di una Vita di Gesù (1863). Tra il XIX e il XX secolo spicca la figura di Émile Durkheim, uno dei padri fondatori della sociologia moderna. Il Novecento vide svilupparsi i pensieri di Henri Bergson, il maggior esponente dello spiritualismo. Gaston Bachelard, esponente dell'epistemologia, Maurice Merleau-Ponty, noto esponente della fenomenologia, Claude Lévi-Strauss, teorico dello strutturalismo e padre dell'antropologia moderna, Jean-Paul Sartre, tra i più importanti rappresentanti dell'esistenzialismo, Jacques Lacan, che applicò lo strutturalismo alla psicoanalisi. Michel Foucault, esponente della corrente filosofico-antropologica sia dello strutturalismo sia del cosiddetto post-strutturalismo, di cui altri esponenti noti sono Gilles Deleuze, Jacques Derrida e Jean-François Lyotard. E ancora Jean Baudrillard, teorico del postmodernismo. Nel XX secolo si afferma anche il personalismo, termine usato per la prima volta dal filosofo francese Charles Renouvier. Nel XX secolo si distinse inoltre la figura di Edgar Morin che, intorno agli anni settanta, ha sviluppato la cosiddetta epistemologia della complessità. E ancora tra il XX e il XXI secolo si è distinta la figura del religioso Abbé Pierre.

### Pensiero economico
Nel XVI secolo crebbe in Francia la politica economica del mercantilismo che si affermò nel XVII secolo con la figura di Jean-Baptiste Colbert. Nel XVIII secolo si afferma la dottrina economica della fisiocrazia: nel 1758, infatti, con la Tableau économique, François Quesnay, elabora il modello fisiocratico; altri importanti esponenti di questa dottrina furono Victor Riqueti de Mirabeau, Anne Robert Jacques Turgot e Nicolas de Condorcet.

### Sociologia
Padre della sociologia viene considerato Auguste Comte (1798-1857), autore del Corso di filosofia positiva (1830-1842), opera nella quale viene coniato il termine sociologia, e che diede quindi il nome alla cosiddetta fisica sociale. Altro importante esponente della sociologia, vissuto tra il XIX e il XX secolo, fu Émile Durkheim.

### Pedagogia
La Francia ha dato importanti contributi anche in ambito pedagogico. Nel XVII secolo si affermarono importanti figure tra cui quella di Fénelon, autore del romanzo Le avventure di Telemaco (1699), e di Giovanni Battista de La Salle (1651-1719).
Nel XVIII secolo spicca l'opera Emilio o dell'educazione (1762) di Jean-Jacques Rousseau.

### Religione
La Francia ha dato contributi importanti anche in ambito religioso: nel XII secolo venne fondata la Chiesa evangelica valdese, da Valdo di Lione, un mercante francese: nasce il valdismo (1174). Successivamente, nel 1625, viene fondata a Parigi dal presbitero francese Vincenzo de' Paoli la Congregazione della missione.

### Diritto

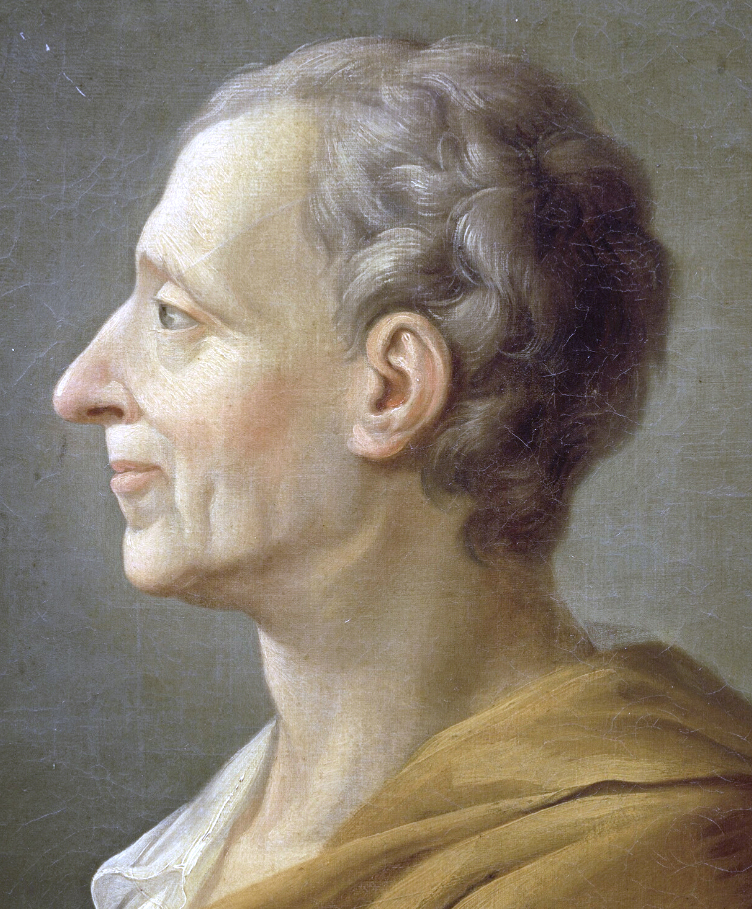
Montesquieu, fondatore della teoria della separazione dei poteri

Importante l'apporto della Francia anche sotto l'aspetto giuridico: già nel XVI secolo Jean Bodin dà un importante contributo ai principi del buon governo e alla filosofia politica, scrivendo l'opera I sei libri della Repubblica (1576). E ancora la filosofia politica ha un importante esponente in Étienne de La Boétie, autore del Discorso sulla servitù volontaria (1576). Nel XVIII secolo Montesquieu fonda la teoria della separazione dei poteri e scrive Lo spirito delle leggi (1748). Il 26 agosto 1789: viene emanata la Dichiarazione dei diritti dell'uomo e del cittadino (DDHC), seguita, il 5 settembre 1791, dalla pubblicazione della Dichiarazione dei diritti della donna e della cittadina, della scrittrice Olympe de Gouges.Nel XX secolo, il 10 dicembre 1948, viene firmata a Parigi la Dichiarazione universale dei diritti umani, celebrata ogni anno con la Giornata mondiale dei diritti umani.

### Il movimento femminista
Un aspetto importante ha avuto anche il movimento femminista francese che trae le sue origini, in particolare, dalla Rivoluzione francese.
- Il secondo sesso e il pensiero di Simone de Beauvoir, esponente dell'esistenzialismo.

### Letteratura

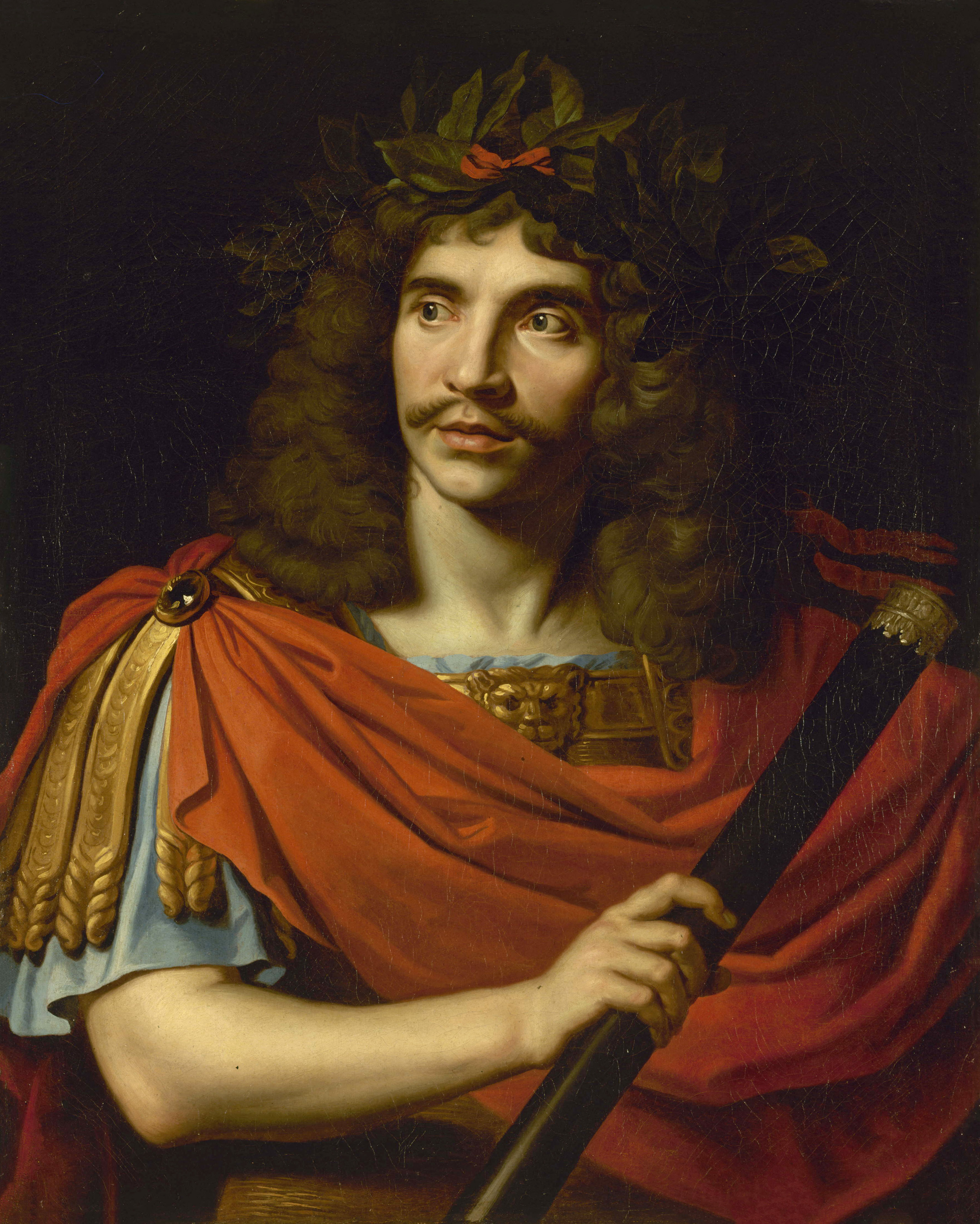
Molière, drammaturgo e attore teatrale della Comédie-Française

La littérature gode ancora oggi di una grande importanza nella cultura francese, i più grandi scrittori essendo figure nazionali a tutti note mentre i premi letterari come il Goncourt scatenano ogni anno i media e le passioni del pubblico. D'altro canto, l'influenza della letterature francese nel mondo occidentale è stata essenziale sin dal Medioevo e in particolare dal Seicento in poi, cosicché la Francia viene talvolta considerata come il "paese della letteratura".
I primi rudimenti di cultura francese risalgono al Medioevo, quando l'area dell'odierna Francia non possedeva ancora un'unica e uniforme lingua e di conseguenza gli scrittori si cimentarono con le diverse lingue e dialetti. Gli autori di molti testi medievali francesi non sono noti, come nel caso di Tristano e Isotta e Lancillotto e il Santo Graal. Gran parte della letteratura e della poesia medievale francese venne ispirata da leggende del ciclo carolingio, come la Chanson de Roland. Il "Roman de Renart", scritto nel 1175 da Perrout de Saint-Cloude, è un altro esempio dell'epoca. Alcuni nomi di autori di questo periodo sono Chrétien de Troyes, Guglielmo IX d'Aquitania, che scrisse in occitano, e il poeta François Villon.
Importanti scrittori del XVI secolo furono François Rabelais che influenzò il moderno vocabolario francese, i poeti Pierre de Ronsard e Joachim du Bellay e l'umanista Michel de Montaigne.

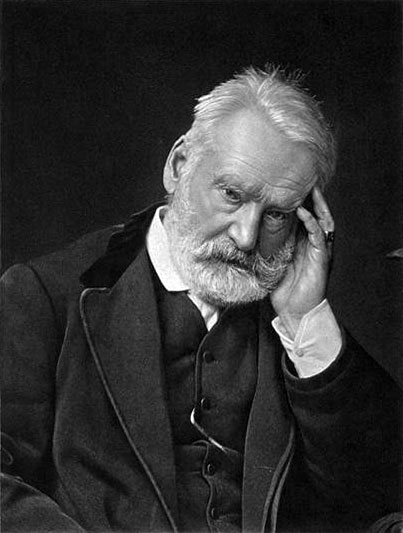
Victor Hugo, scrittore del XIX secolo

Nel corso del XVII secolo un patrimonio importante in campo teatrale venne lasciato da Pierre Corneille, Jean Racine, Molière, e i filosofi Blaise Pascal e René Descartes, che influenzò la morale e la filosofia e gli autori dei decenni successivi. Nel genere della favola si distinse Jean de La Fontaine, importante poeta di questo secolo, mentre per la fiaba si affermò Charles Perrault, prolifico scrittore di racconti per bambini (Il gatto con gli stivali, Cenerentola, La bella addormentata nel bosco e Barbablù), con I racconti di Mamma Oca (1697). E ancora ricordiamo i poeti classicisti François de Malherbe e Nicolas Boileau.
La letteratura francese e la poesia fiorirono nel XVIII-XIX secolo. Il XVIII secolo vide le opere di scrittori, filosofi e moralisti come Voltaire, Montesquieu, Denis Diderot e Jean-Jacques Rousseau. Il teatro si espresse attraverso le opere di Marivaux e Beaumarchais.
Nel XIX secolo la letteratura francese fu attraversata da varie correnti letterarie come il romanticismo, realismo, il naturalismo e il simbolismo che testimoniano della sua vitalità. Videro la luce molti romanzi francesi di fama mondiale con Victor Hugo (I miserabili), importante esponente del Romanticismo francese, come anche Chateaubriand, Alexandre Dumas padre, esponente illustre del romanzo storico (autore di celebri romanzi come I tre moschettieri e Il conte di Montecristo), Alexandre Dumas figlio, esponente della letteratura romantica in Francia, autore del romanzo La signora delle camelie (1848), Stendhal, esponente del romanzo nella prima metà del secolo (Il rosso e il nero e La Certosa di Parma), Gustave Flaubert (Madame Bovary), esponente del naturalismo, tra i più noti, ma anche Honoré de Balzac, importante esponente del romanzo realista, autore de La commedia umana, insieme di novanta scritti che comprende i romanzi Papà Goriot e Eugenia Grandet, Émile Zola, Guy de Maupassant, tra i padri del racconto moderno, Théophile Gautier, celebre autore de Il Capitan Fracassa.

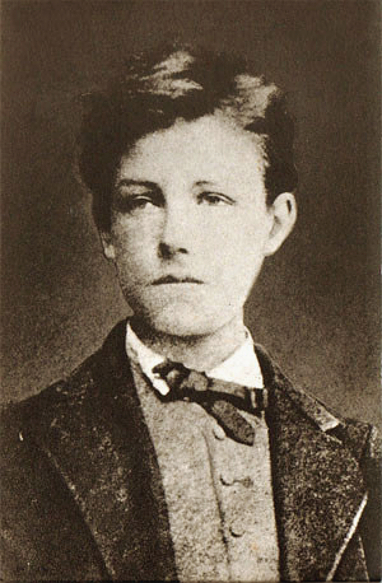
Arthur Rimbaud in una foto di Étienne Carjat (1871)

La poesia cosiddetta "decadente" e "simbolista" fu un movimento importante nella letteratura francese che avrebbe influenzato la letteratura moderna occidentale, con poeti come Charles Baudelaire, autore de I fiori del male (1857), Paul Verlaine, Arthur Rimbaud e Stéphane Mallarmé.
Nel XIX secolo si assiste anche all'affermazione del romanzo scientifico con Jules Verne, autore di capolavori quali Ventimila leghe sotto i mari e Il giro del mondo in 80 giorni.
Tra il XIX e il XX secolo importante la figura di Sully Prudhomme, vincitore del primo Premio Nobel per la letteratura, nel 1901.
Importanti scrittori del XX secolo Marcel Proust, André Malraux, Louis-Ferdinand Céline, André Breton, il padre del surrealismo, Louis Aragon, Albert Camus (esponente dell'esistenzialismo ateo), Jean-Paul Sartre e Marguerite Yourcenar, importanti esponenti dell'esistenzialismo, Marguerite Duras e Michel Butor, esponenti del Nouveau roman. Antoine de Saint-Exupéry scrisse Il piccolo principe, che rimase popolare per decenni tanto per la letteratura per ragazzi, quanto fra gli adulti di tutto il mondo. Nel XXI secolo la prima scrittrice francese a vincere il Premio letterario dell'Unione europea 2009 fu Emmanuelle Pagano col romanzo Les Adolescents troglodytes.

### Fumetti
Per quanto riguarda il genere del fumetto:
- 2 febbraio 1905: prima apparizione della serie a fumetti di Bécassine, ideata da Maurice Languereau ed Émile-Joseph Pinchon.
- 7 febbraio 1957: serie a fumetti di Michel Vaillant, creata da Jean Graton.
- 29 ottobre 1959: prima apparizione di Asterix, la nota serie a fumetti, creata da René Goscinny e Albert Uderzo.
- 19 maggio 1970: nasce la serie a fumetti di Barbapapà, creata da Annette Tison e Talus Taylor.

### Musica

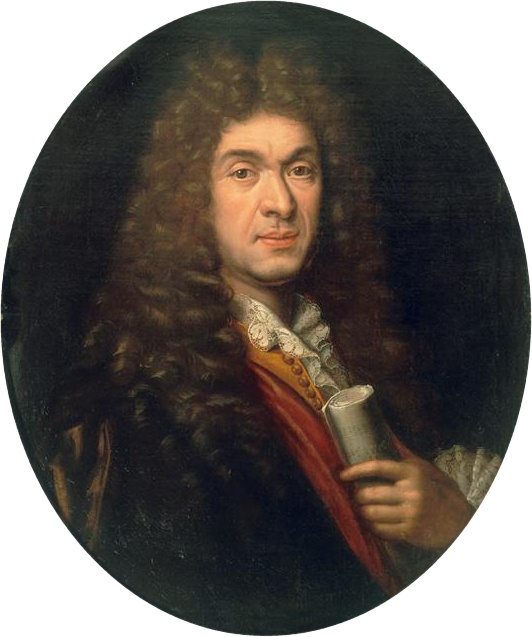
Jean-Baptiste Lully in un ritratto di Paul Mignard

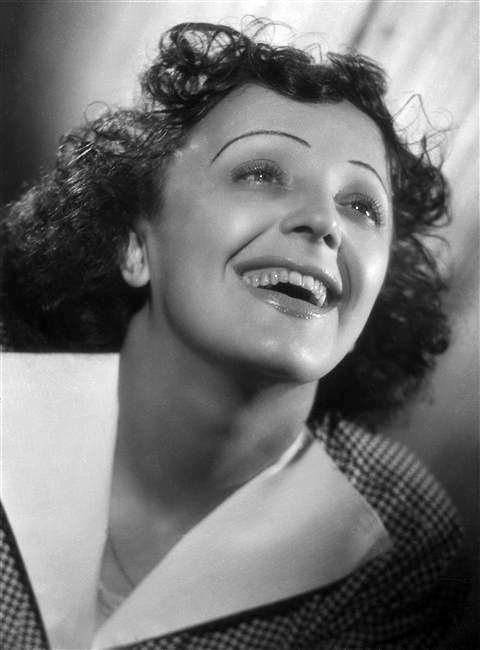
Édith Piaf, considerata la più grande cantautrice francese

La Francia fu uno dei centri europei della musica medievale: nasce la polifonia, con l'Ars antiqua e la Scuola di Notre-Dame (1150-1320), cui spiccano i nomi di Léonin e Pérotin, seguita dall'Ars nova nel Trecento, con compositori come Philippe de Vitry e Guillaume de Machaut. Nel Rinascimento la cosiddetta scuola franco fiamminga fu una delle più innovative d'Europa, influenzando notevolmente la produzione europea ulteriore: il suo rappresentante più famoso fu Josquin Desprez. In questo periodo si afferma la forma musicale della chanson, con importanti esponenti come Clément Janequin. Nel rinascimento si sviluppa, inoltre, la storiografia della danza, che trova un importante esponente in Thoinot Arbeau, autore di un trattato dal titolo Orchésographie(1589). Nel Seicento e Settecento i più importanti esponenti della musica barocca sono Jean-Baptiste Lully (di origine italiana), con cui propriamente nacque il teatro musicale francese, Marin Marais, Marc-Antoine Charpentier, compositore di musica sacra e autore del celebre Preludio del Te Deum (1692), utilizzato per la sigla iniziale e finale dell'Eurovisione, François Couperin, Jean-Joseph Mouret, Jean-Philippe Rameau; e ancora il compositore e violinista François-Joseph Gossec. Nel 1715 ebbe inizio il genere operistico francese dell'Opéra-comique, con il Télémaque del drammaturgo Alain-René Lesage. Nel corso del XIX secolo sono degni di nota Charles Gounod, Hector Berlioz, Camille Saint-Saëns, Jules Massenet, Léo Delibes, Georges Bizet, esponenti della musica romantica e, quest'ultimo, noto anche per l'opera Carmen (1875), Jacques Offenbach, anch'egli di epoca romantica e padre dell'operetta (1856); e ancora Gabriel Fauré, di epoca post- romantica, Claude Debussy e Paul Dukas, importanti esponenti dell'impressionismo musicale, ed Émile Waldteufel, soprannominato lo Strauss francese. Nel corso del XIX secolo, inoltre, si afferma il genere operistico della Grand opéra, di cui importante esponente fu Giacomo Meyerbeer, compositore tedesco ma attivo anche in Francia. Nel Novecento emergono le figure di Maurice Ravel, esponente dell'impressionismo musicale, Erik Satie, illustre esponente della musica moderna, Francis Poulenc, Arthur Honegger, Pierre Boulez, Charles Trenet, Georges Brassens, Leo Arnaud e il chitarrista jazz Django Reinhardt.

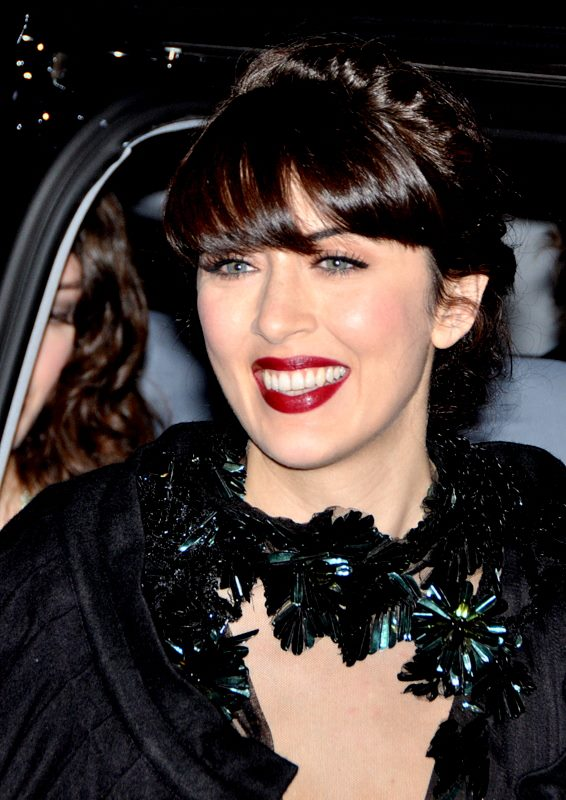
Nolwenn Leroy nel 2013

Nasce in Francia nel 1982 su iniziativa di Jack Lang e oggi celebrata a livello internazionale il 21 giugno di ogni anno la Festa della musica. Nel XX secolo spicca, inoltre, la musica di Édith Piaf, considerata la più grande cantante francese, interprete di canzoni di successo tra cui La Vie en rose (1945), Dalida, Charles Aznavour e Michel Berger e Daniel Balavoine, noti esponenti della musica pop francese e ancora Joséphine Baker, tra le star nere più acclamate. André Claveau, invece, è stato il primo francese vincitore dell'Eurovisione Song Contest, nel 1958, con il brano Dors, mon amour. Tra il XX e il XXI secolo spiccano le figure di Juliette Gréco e per il rock and roll e bossa nova Henri Salvador e ancora la pianista Colette Maze. Franco-brasiliano è il gruppo di musica latina dei Kaoma, noti per vari singoli di successo come la Lambada (1989).
Nel corso del XXI secolo, in campo musicale, nasce in Francia la French house, sottogenere di musica elettronica molto popolare a livello internazionale. I principali esponenti di questo genere sono i Daft Punk. Sono anche da ricordare David Guetta e Bob Sinclar, disc jockey di fama internazionale. Si afferma anche la musica pop con note cantanti tra le quali spiccano Alizée e Nolwenn Leroy.

### Danza

#### La nascita del balletto moderno

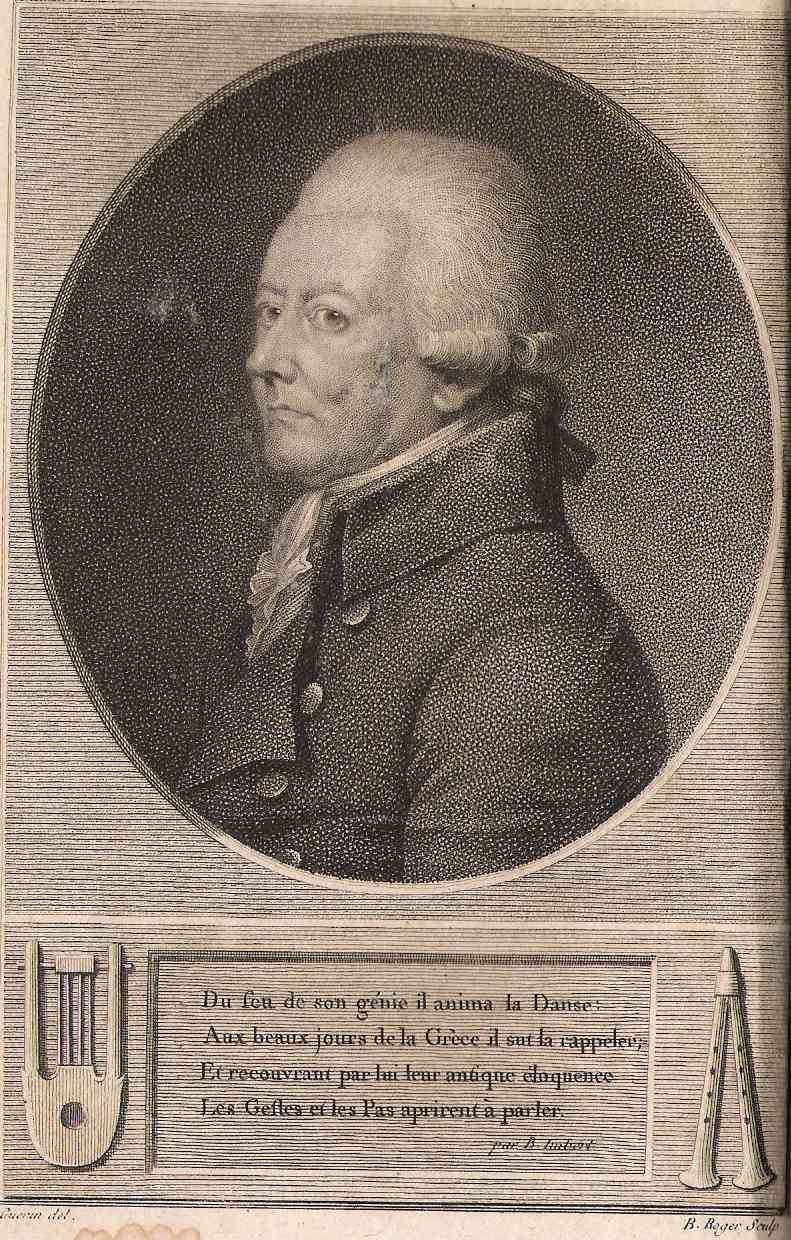
Jean-Georges Noverre, creatore del balletto moderno

Uno dei danzatori e coreografi francesi più apprezzati nel mondo della danza, a livello internazionale, è probabilmente Jean-Georges Noverre, autore delle Lettere sulla danza (1760), e creatore del balletto moderno: il giorno del suo compleanno, il 29 aprile, viene celebrato nel mondo con la Giornata internazionale della danza.

### Cinema

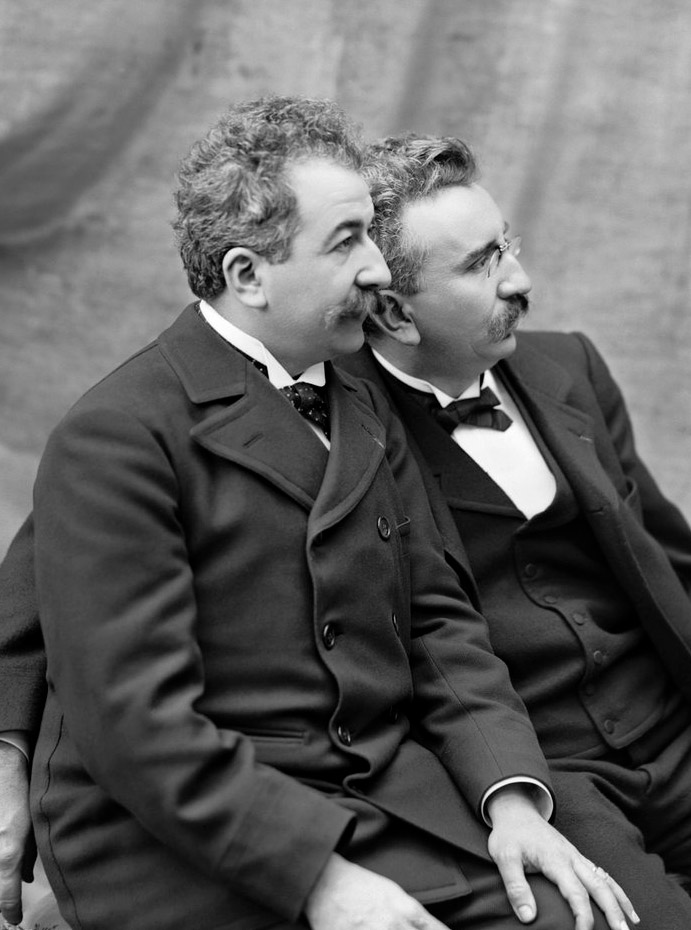
I fratelli Lumière, considerati gli inventori del cinema, nel 1895

Il campo della cinematografia francese è uno dei più apprezzati del panorama mondiale ed è in Francia che nasce il cinema, a Parigi il 28 dicembre 1895 con la proiezione pubblica di alcuni film di quelli che vengono considerati i padri del cinema: i fratelli Lumiere, mentre, spesso, viene considerato come secondo padre un altro francese Georges Méliès, autore del primo film di fantascienza, Viaggio nella Luna, del 1902. Grazie a finanziatori autodidatti del calibro di Charles Pathé, il cinema francese contribuito allo sviluppo dell'industria cinematografica mondiale.
Tra i registi più influenti della storia del cinema francese vi sono Jean Renoir, Marcel Carné, François Truffaut e Jean-Luc Godard. Altri registi importanti sono René Clair, Jean Cocteau, René Clément, Robert Bresson, Alain Resnais, Jacques Demy, Claude Chabrol, Louis Malle e Jean-Pierre Melville, Henri Verneuil, Bertrand Tavernier, Claude Sautet, Eric Rohmer, Agnès Varda, Maurice Pialat, Bertrand Blier, André Téchiné, François Ozon e Christophe Honoré.
In Francia viene organizzato ogni anno uno dei festival di cinema più rinomati al mondo, il Festival di Cannes.

### Moda

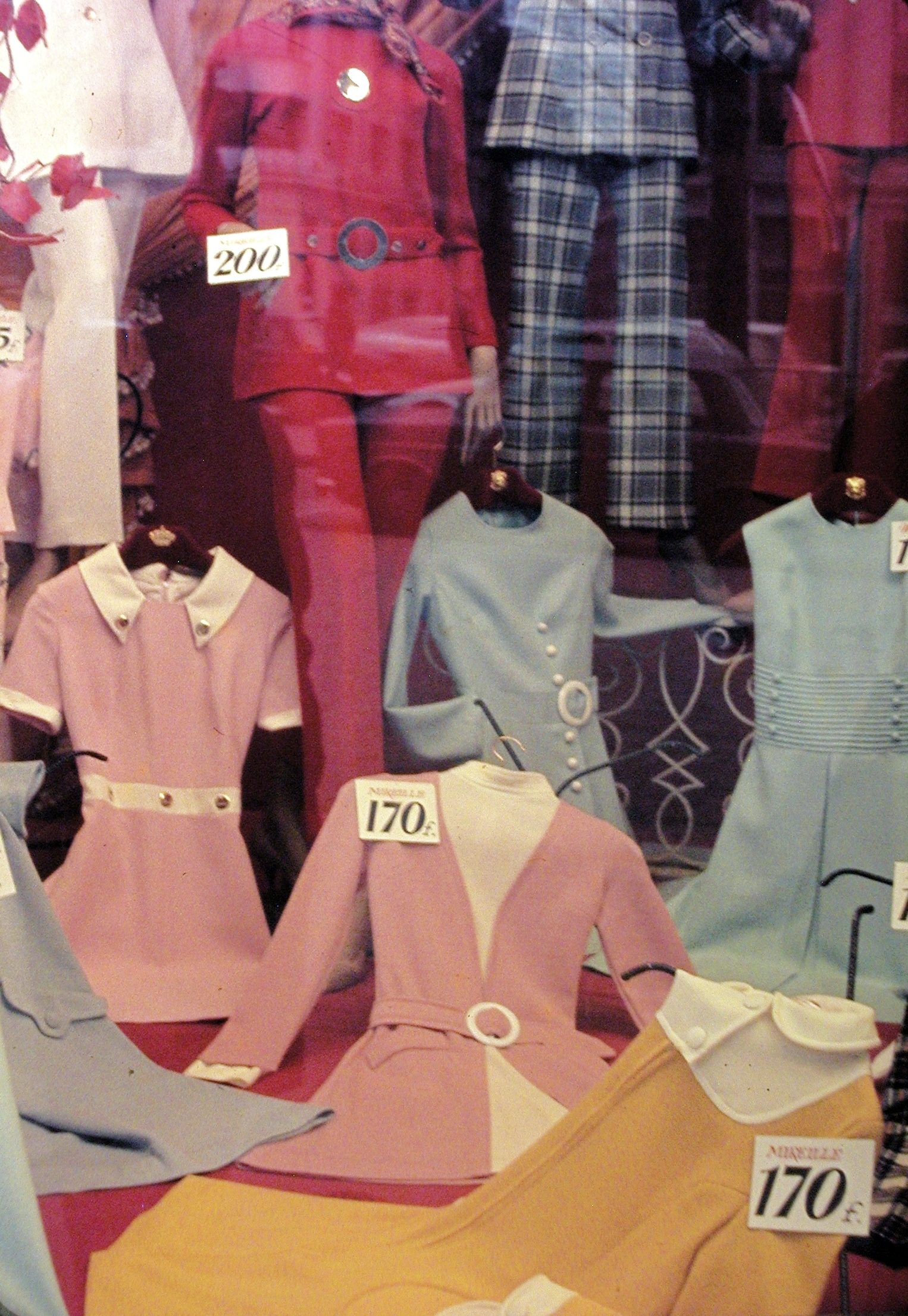
Tipici abbigliamenti francesi colorati degli anni '60 (Archivio FORTEPAN)

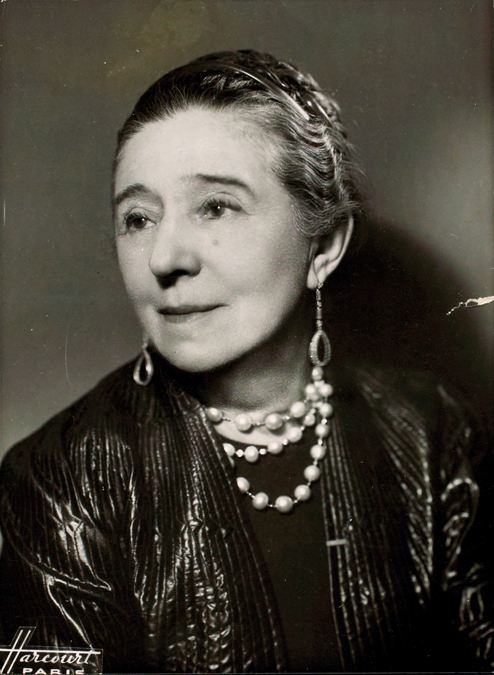
Jeanne Lanvin

Molto importante anche il campo della moda, dove la Francia occupa un ruolo maggiore dall'epoca del regno di Luigi XIV: tra i nomi più rilevanti spiccano quelli di Coco Chanel, Jeanne Lanvin, Christian Dior, Yves Saint Laurent, Hubert de Givenchy, Jean-Paul Gaultier, Christian Lacroix e marchi come Louis Vuitton e Hermès. Importante marchio dell'abbigliamento sportivo sono invece Le Coq sportif e Lacoste. Parigi è considerata una delle capitali mondiali della moda insieme a città come New York, Londra e Milano.

### Astrologia
Nel XVI secolo si distinse la raccolta de Le Profezie (1555), dell'astrologo e medico francese Nostradamus. Lo stesso astrologo francese affermò di basare le sue Profezie nell'ambito della cosiddetta astrologia giudiziaria, una branca dell'astrologia.

### Magia

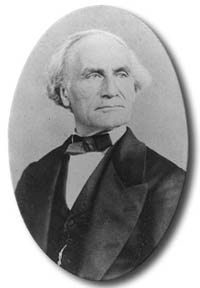
Robert-Houdin, padre della magia moderna

Nel corso del XIX secolo si afferma l'arte magica di cui un importante esponente fu Jean Eugène Robert-Houdin, considerato spesso il padre della magia moderna.

### L'egittologia

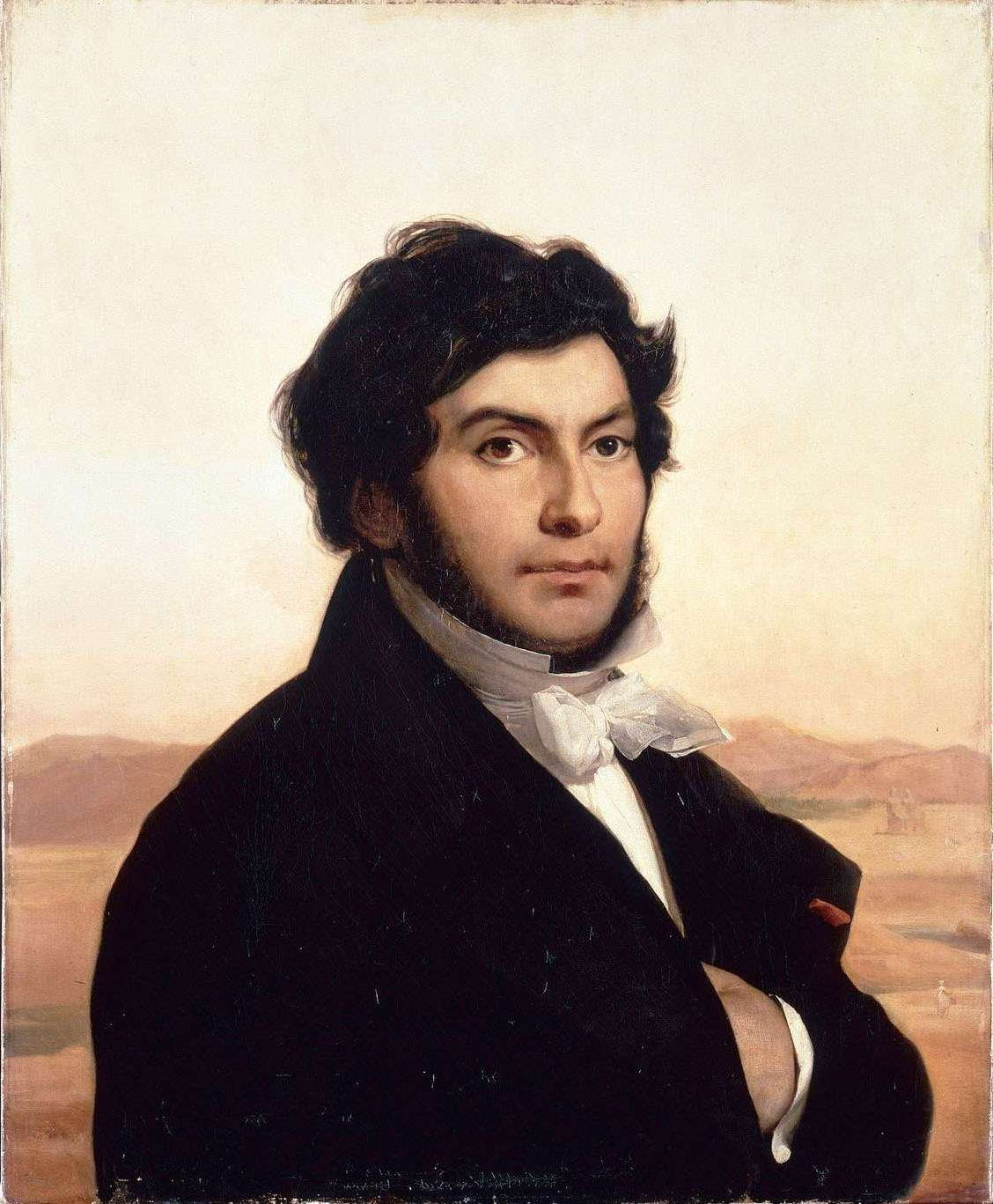
Jean-François Champollion, padre dell'egittologia

Altro contributo culturale importante fu la nascita e lo sviluppo dell'egittologia. Nel 1822 avviene la decifrazione dei geroglifici egizi da parte del francese Jean-François Champollion.

### Viaggi e esplorazioni
Un contributo importante venne dato dalla Francia anche nel campo dei viaggi e esplorazioni: nel 1534 il navigatore Jacques Cartier esplora le terre lungo il corso del fiume San Lorenzo, terre a cui viene dato il nome di Canada. Nel 1608 venne fondata la città di Québec, in Canada, dall'esploratore Samuel de Champlain. Nel XVIII secolo, avviene la circumnavigazione del globo (1766-1769) da parte di Louis Antoine de Bougainville: fu la prima circumnavigazione francese del mondo, e verso la fine del XVIII secolo la francese Jeanne Baret è la prima donna a circumnavigare il globo.

### Le esplorazioni sottomarine

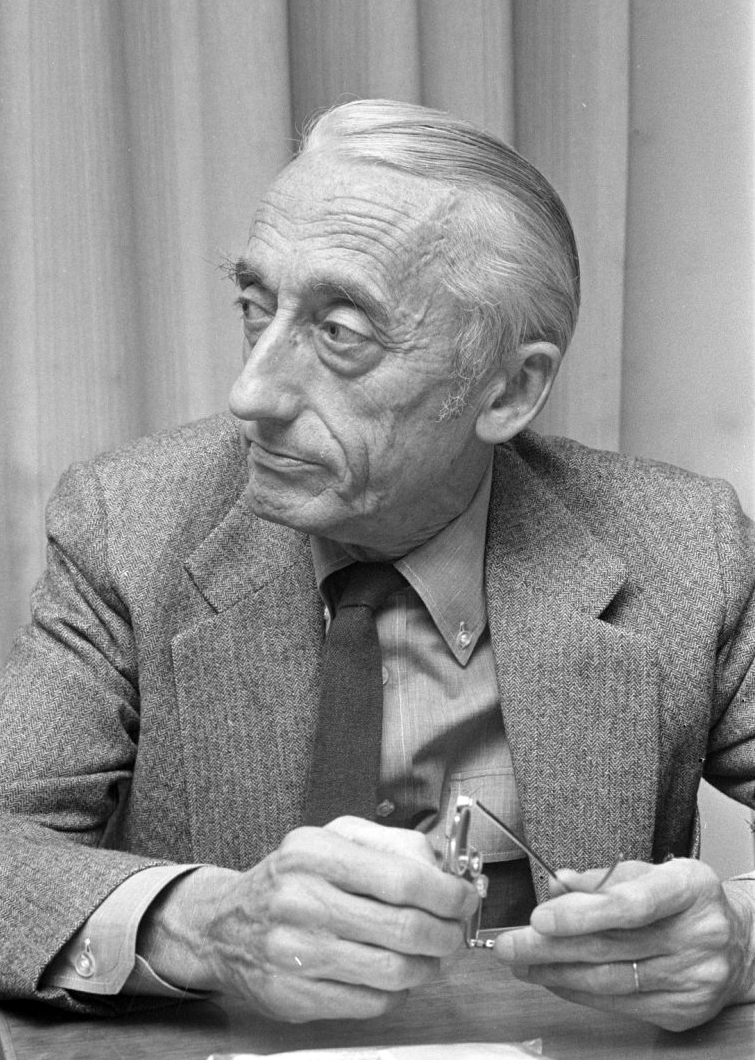
Jacques-Yves Cousteau

Pioniere delle esplorazioni sottomarine e inventore, assieme a Émile Gagnan dell'aqua-lung (1943), fu Jacques-Yves Cousteau.

### Locuzioni indicanti la Francia
Sono da tempo diffuse numerose locuzioni con le quali si fa riferimento alla Francia, ecco le più note:
- La Patria dei diritti dell'Uomo (Patrie des droits de l'Homme).
- La Figlia primogenita della Chiesa (Fille aînée de l'Église).
- La Grande Nazione (La Grande Nation), locuzione comparsa durante la Rivoluzione e poi sotto Napoleone Bonaparte e ancora molto utilizzata oggi dai tedeschi in senso ironico.
- Paese dei Lumi (Pays des Lumières), in riferimento al secolo dei Lumi.
- Il Paese di Molière (Pays de Molière), contaminazione della locuzione "lingua di Molière" (langue de Molière) usata per indicare la lingua francese.
- L'Esagono (Hexagone), secondo la sagoma approssimativa delle frontiere francesi (un po' come si dice "Lo Stivale" per definire l'Italia).
- Il Paese del formaggio (Pays du fromage), dovuta alla grande varietà di formaggi francesi, o Il Paese dei 365 formaggi (Pays des 365 fromages), dalla celebre citazione attribuita sia al generale De Gaulle sia a Churchill, tenuto conto che ce ne sono più di 1 600.
- Oltre Quiévrain (Outre-Quiévrain) in riferimento al comune belga di Quiévrain posto sulla frontiera franco-belga; locuzione avverbiale che per i francesi significa "in Belgio" e per i belgi "in Francia".
- Oltre Quesnon (Outre-Couesnon), locuzione avverbiale che faceva storicamente riferimento al fiume Couesnon, che nel 1009 divenne la linea di separazione fra la Bretagna (allora Stato indipendente) e la Francia. Per i bretoni questa locuzione significava "in Francia".
- La Francia dell'interno (France de l'intérieur), la Francia dal punto di vista dell'Alsazia-Lorena quando, una volta, questa regione non faceva parte della Francia e ormai spesso indicata per distinguere il diritto locale da quello generale.

## Sport

### Calcio

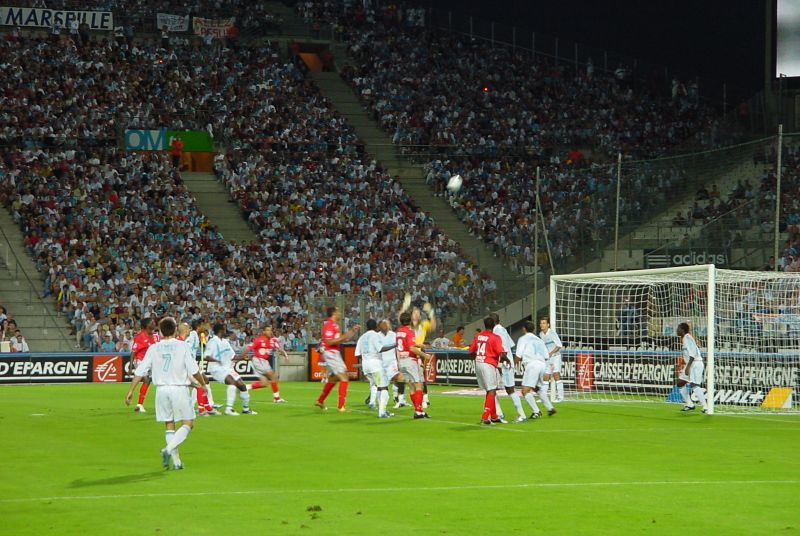
La Ligue 1 è il massimo livello professionistico del campionato di calcio francese

Lo sport più seguito in Francia è il calcio, il campionato calcistico più importante è la Ligue 1, che occupa la quinta posizione del ranking UEFA. I maggiori club francesi per blasone sono il Paris Saint-Germain, il Marsiglia, il Lione, il Nantes, il Bordeaux (Ligue 2) e il Saint-Étienne (Ligue 2). La Nazionale di calcio della Francia, come anche la Nazionale di rugby, sono soprannominate Les Bleus in riferimento al colore della divisa. La squadra di calcio ha vinto due Campionati mondiali, nel 1998 e 2018; perdendo due finali, nel 2006 e 2022, entrambe ai rigori rispettivamente contro Italia e Argentina. Inoltre ha vinto due Campionati europei, nel 1984 e nel 2000 e annovera talenti internazionali quali, tra gli altri, Michel Platini, Just Fontaine, Raymond Kopa, Thierry Henry (capocannoniere della Nazionale francese con 51 reti), Kylian Mbappé, Karim Benzema e Zinédine Zidane.

### Rugby
Il rugby è molto popolare in Francia, in particolare nella metà sud del paese (soprattutto nel Sud-ovest, tra Aquitania e Occitania, dove risulta più popolare del calcio) e nella regione di Parigi. La squadra nazionale di rugby ha raggiunto per tre volte la finale di Coppa del Mondo, uscendone altrettante volte sconfitta, e prende parte annualmente al torneo delle Sei Nazioni, che ha vinto per ventisei volte. Il campionato nazionale di maggior livello è il Top 14, considerato uno dei tornei per club più prestigiosi del panorama rugbistico internazionale, le squadri francesi essendo coloro che hanno riportato il maggior successo nelle varie coppe europee (Champions Cup e Challenge Cup) nel corso del tempo. Al riguardo, lo Stade Toulousain è la squadra più titolata d'Europa, essendosi aggiudicata sei Champions Cup.

### Pallamano
La pallamano è un sport popolare in Francia, in particolare grazie ai successi delle sue nazionali negli ultimi trent'anni. La nazionale di pallamano francese è la più titolata ai campionati mondiali maschili con sei vittorie mentre ha vinto tre volte quello femminile.

### Tennis
Il tennis moderno trae le sue origine nel gioco francese del jeu de paume, praticato a corte. Uno dei quattro grandi slams, ovvero i tornei di tennis più prestigiosi al mondo, è il torneo di Roland Garros, che si disputa ogni anno a Parigi dal 1892.
Nella disciplina tennistica possiamo ricordare, tra gli altri, Suzanne Lenglen, vincitrice di ben 25 titoli del Grande Slam e prima celebrità femminile in questa disciplina.

### Ciclismo
Anche nel ciclismo la Francia può vantare molti campioni, tra i quali ricordiamo Jacques Anquetil e Bernard Hinault, due dei soli sette ciclisti al mondo ad aver conquistato tutti e tre i Grandi Giri, ma anche Raymond Poulidor o Louison Bobet. Il Tour De France, corso per la prima volta nel 1903, è la più antica corsa a tappe della storia, e anche il più prestigioso dei sopracitati "Grandi Giri". Nel Nord del Paese si disputa anche una delle cosiddette Classiche monumento di questo sport, ossia la Parigi-Roubaix: corsa per la prima volta nel 1896, per la sua difficoltà dovuta ai numerosi tratti in pavé è definita come "l'Inferno del Nord".

### Alpinismo
Il 15 ottobre del 1978 Jean Afanassieff fu il primo francese a raggiungere la vetta del monte Everest, assieme ai connazionali Pierre Mazeaud e Nicolas Jaeger.

### Vela
La vela da diporto è molto popolare, in particolare sul littorale atlantico, resa democratica dal secondo dopoguerra da accademie veliche come la famosa scuola dei Glénans e da marinai popolari come Éric Tabarly e Bernard Moitessier. La vela oceanica o vela d'altura è molto impiantata in Francia, in particolare in Bretagna, e molte delle regate più rinomate della disciplina salpano da porti francesi, come il Vendée Globe o la Route du Rhum. Due dei cantieri nautici francesi, Bénéteau e Jeanneau, sono tra i leader mondiali per la costruzione di barche a vela.

### Altri sport
Altri sport popolari sono il judo (Teddy Riner, il judoka più titolato di sempre, è francese), la pallacanestro, l'hockey su ghiaccio e il pallavolo.

### Eventi sportivi

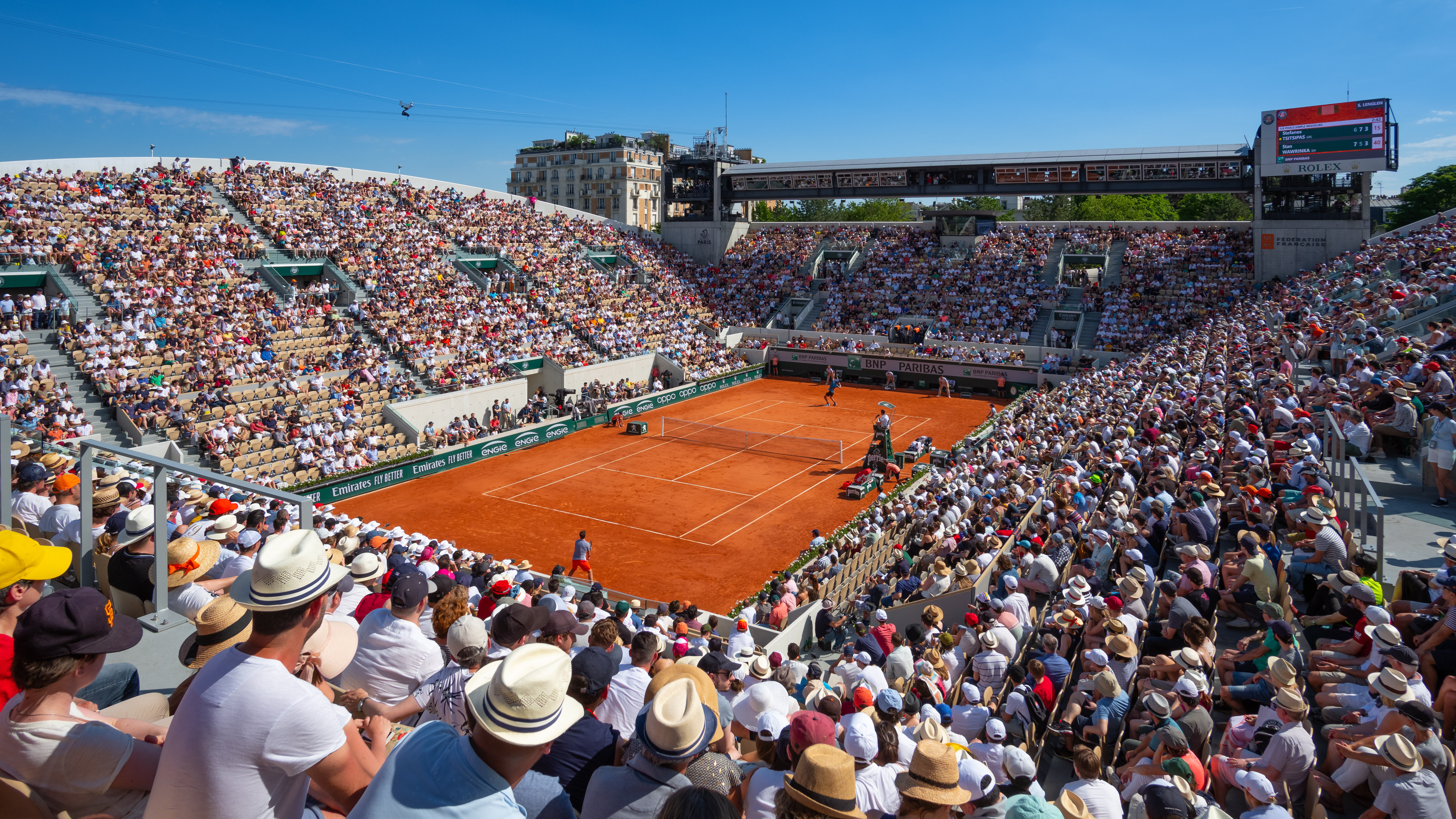
L'Open di Francia, conosciuto come Roland Garros, è uno dei quattro Grandi Slam del tennis

La Francia ha ospitato eventi di rilievo internazionale, come la Coppa del Mondo di calcio nel 1938 e nel 1998, e la Coppa del Mondo di rugby nel 2007 e nel 2023. Il principale stadio francese è lo Stade de France di Parigi, sede della finale della Campionato mondiale di calcio del 1998,della finale di UEFA Champions League del 2022 e della Coppa del mondo di rugby dell'ottobre 2007. Inoltre, la Francia ospita l'annuale Tour de France, la più famosa corsa di ciclismo su strada di tutto il mondo. Altri eventi sportivi di rilievo sono la 24 Ore di Le Mans, corsa automobilistica di resistenza che si tiene nel dipartimento della Sarthe, e la regata velica del Vendée Globe, giro del mondo in solitario senza tappe e senza assistenza che parte ogni quattro anni dal porto atlantico di Les Sables-d'Olonne. Si svolgono anche diversi grandi tornei di tennis, fra cui il Paris Masters e l'Open di Francia, detto Roland Garros, uno dei quattro tornei del Grande Slam. Il Parigi-Dakar, mitica corsa di rally, è nata in Francia nel 1979 e partiva in origine da Parigi.
E ancora per quanto riguarda l'automobilismo ricordiamo la Parigi-Rouen 1894, considerata la prima vera competizione automobilistica.

### La Francia e le Olimpiadi
La Francia ha una stretta associazione con le Olimpiadi, in quanto patria del barone Pierre de Coubertin, che suggerì la rinascita dei Giochi olimpici alla fine del XIX secolo. Parigi ospitò la seconda Olimpiade nel 1900. Parigi fu anche la prima sede del Comitato Olimpico Internazionale, prima che questa fosse trasferita a Losanna. Dopo l'edizione del 1900, la Francia ospitò le Olimpiadi in altre cinque occasioni: due Giochi Olimpici estivi (Parigi 1924 e Parigi 2024) e tre Giochi Olimpici invernali (Chamonix-Mont-Blanc 1924, Grenoble 1968 e Albertville 1992).
La prima medaglia olimpica francese fu vinta il 6 aprile 1896 da Alexandros Touferis, medaglia d'argento nel salto triplo.
Il primo campione olimpico francese fu invece Eugène-Henri Gravelotte, oro nel fioretto ai Giochi olimpici di Atene 1896.
L'atleta francese più medagliato dei Giochi olimpici moderni è Martin Fourcade, nel biathlon, con 5 ori e 2 argenti.

### I Giochi della Francofonia
Ricordiamo infine l'evento sportivo che coinvolge i paesi francofoni: i Giochi della Francofonia.

## Tradizioni

### Gastronomia
Tra i testi di letteratura culinaria francese spicca La fisiologia del gusto (Physiologie du Goût) (1825), uno dei testi della cucina borghese, di Anthelme Brillat-Savarin, considerato il padre della moderna gastronomia e gastrosofia. Tra il XIX e il XX secolo si distinse anche la figura di Auguste Escoffier.
Un piatto tipico della Francia è la zuppa di cipolle, gli ingredienti sono: cipolle, fette di pane integrale e spezie, e oltre a questo esistono molte pietanze che caratterizzano le varie zone della Francia. Tra queste, troviamo le lumache (escargot) che si possono trovare cucinate in differenti modi, famosi sono i dolci, e le creme sia dolci sia salate. Tra queste ultime troviamo il soufflé.
Tra i simboli della gastronomia francese ricordiamo il Camembert, tipico formaggio, inventato, secondo la leggenda, da Marie Harel nel 1791.
In particolare Parigi, con i suoi numerosi ristoranti stellati e bistrot dell'alta cucina, è una delle capitali mondiali del cibo.

### Folclore, miti e tradizioni
Anche sotto l'aspetto folcloristico e delle tradizioni la Francia ha avuto un importante impatto culturale: ricordiamo, tra le varie figure quella di Lutin, Graoully, la Bestia del Gévaudan, Melusina, e la Tarasca, un tipico mostro che, secondo la leggenda, avrebbe devastato la regione francese della Provenza.
È altresì noto, che per ragioni tuttora al vaglio degli studiosi, in Francia non sia diffuso il bidet.

### Festività
| Data                       | Nome italiano                                         | Nome locale                                      | Note                                                          |
| -------------------------- | ----------------------------------------------------- | ------------------------------------------------ | ------------------------------------------------------------- |
| 1º gennaio                 | Capodanno                                             | Jour de l'An                                     |                                                               |
| 20 marzo                   | Giornata della lingua francese nelle Nazioni Unite    | Journée de la langue française aux Nations unies | per celebrare la lingua francese e la francofonia nel mondo   |
| -                          | Pasqua                                                | Pâques                                           | Domenica, data variabile (non è una festa pubblica)           |
| -                          | Lunedì di Pasqua                                      | Lundi de Pâques                                  | il lunedì dopo Pasqua                                         |
| 1º maggio                  | Festa del lavoro                                      | Fête du Travail                                  |                                                               |
| 8 maggio                   | Giorno della vittoria                                 | Victoire 1945                                    | fine della seconda guerra mondiale                            |
| seconda domenica di maggio | Festa nazionale di Giovanna d'Arco e del Patriottismo | Fête nationale de Jeanne d'Arc et du patriotisme | Liberazione dall'assedio di Orléans, nel 1429                 |
| -                          | Ascensione                                            | Ascension                                        | giovedì, 40 giorni dopo Pasqua                                |
| -                          | Pentecoste                                            | Pentecôte                                        | domenica, 50 giorni dopo Pasqua (non è una festa pubblica)    |
| -                          | Lunedì di Pentecoste                                  | Lundi de Pentecôte                               | il lunedì dopo Pentecoste (non è più una festa pubblica)      |
| 14 luglio                  | Festa nazionale francese                              | Fête Nationale                                   | Presa della Bastiglia (1789) / Festa della Federazione (1790) |
| 15 agosto                  | Assunzione di Maria                                   | Assomption                                       |                                                               |
| 1º novembre                | Ognissanti                                            | Toussaint                                        |                                                               |
| 11 novembre                | Giorno dei veterani, dell'armistizio e del ricordo    | Armistice 1918                                   | Fine della prima guerra mondiale                              |
| 25 dicembre                | Natale in Francia                                     | Noël                                             | Celebrazioni per la ricorrenza del Natale                     |

## Classifiche internazionali
- Indice di sviluppo umano, 2011: 20ª su 177 nazioni (nel 2012).